# Biserica de lemn din Ieud Deal

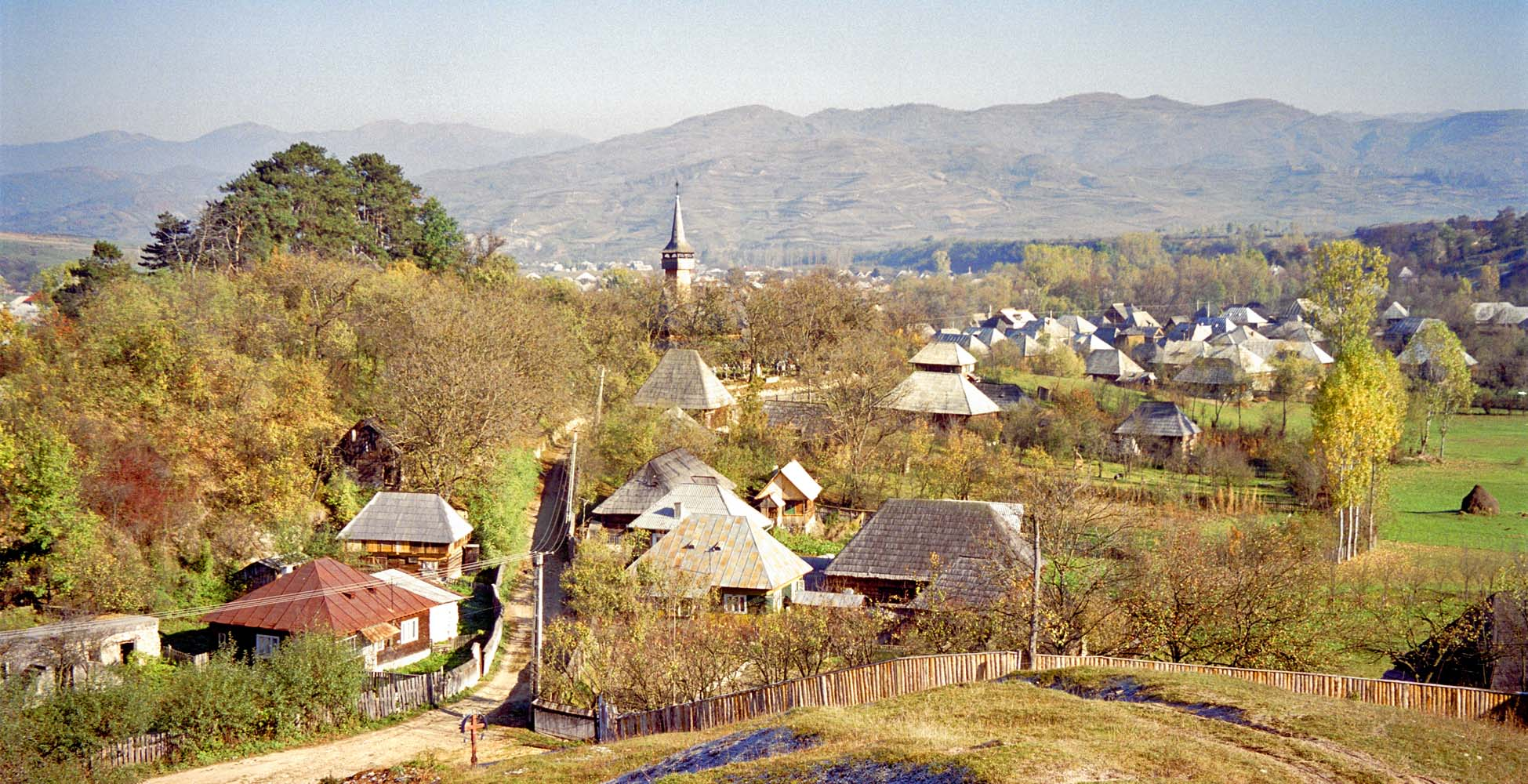
Ieud Deal, vedere peste partea de sat din jurul bisericii bătrâne (octombrie 2000)

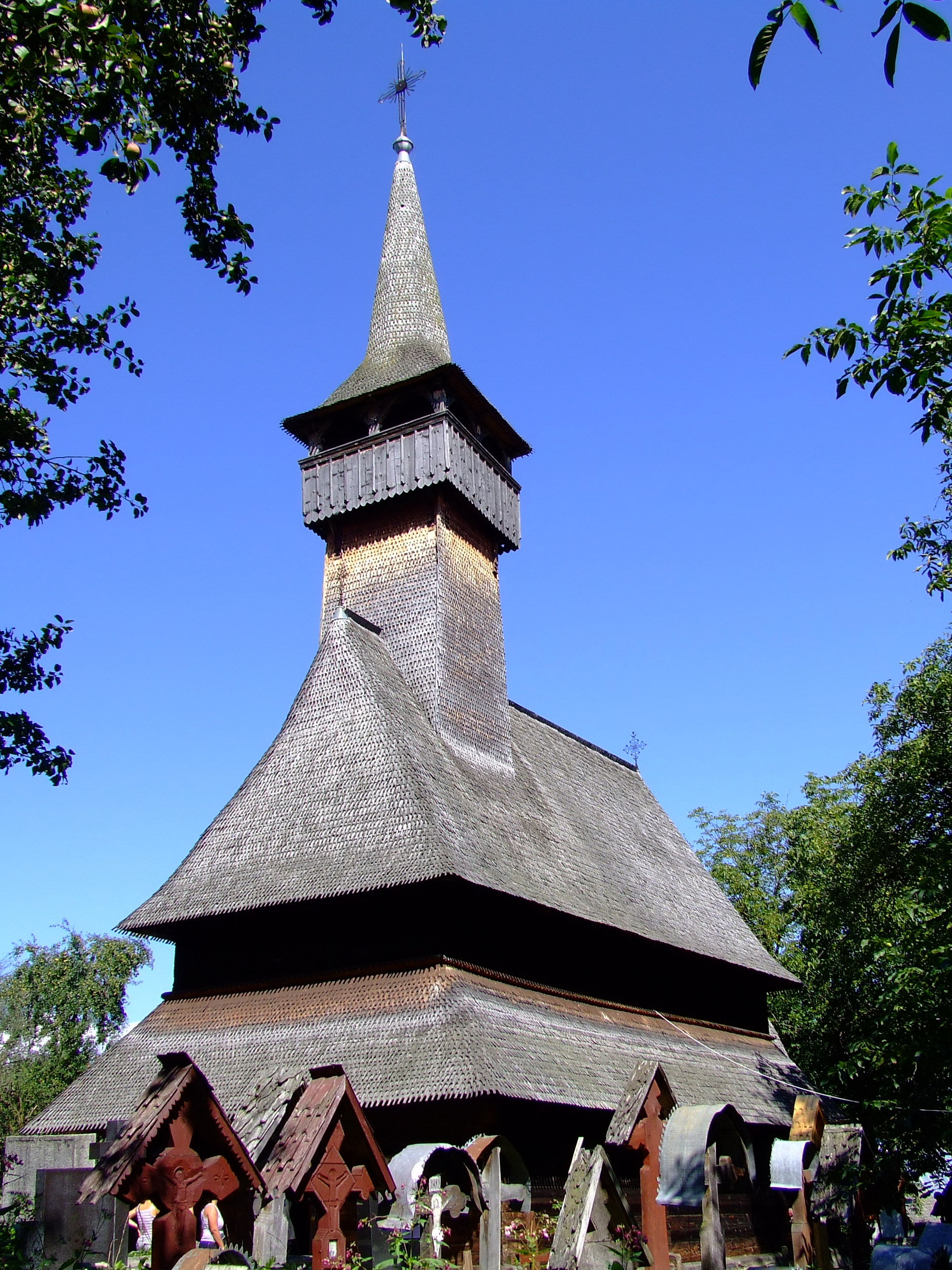
Ieud Deal, 2008

Biserica de lemn „Nașterea Maicii Domnului” din Ieud Deal, sau mai simplu biserica din deal din Ieud (numită astfel datorită amplasării sale pe un versant pietros) a fost construită de familia nobilă locală Balea la începutul secolului al XVII-lea. Biserica datată din a doua decadă a secolului al XVII-lea, fiind cu un secol mai veche decât biserica de lemn din șes, a doua biserică de lemn din sat și una dintre cele mai vechi păstrate în Maramureș. Este un vechi lăcaș de cult greco-catolic (vezi, Șematism Maramureș 1936 retipărit in 2011, sursa: Episcopia Greco-Catolică de Maramureș). În podul bisericii de la Ieud a fost găsit în anul 1921 Codicele de la Ieud sau Zbornicul de la Ieud, document ce a iscat polemici fiind considerat de unii istorici prima scriere românească.
În austeritatea ei exterioară, încălzită în interior de cioplitura consolelor și de culorile vii ale picturii murale, biserica de lemn din Ieud Deal reprezintă un vârf al artei și tehnicii de a construi biserici de lemn în Maramureș. Valoarea ei este dublată de un ansamblu pictural de cea mai bună calitate, cea mai reprezentativă operă a cunoscutului zugrav itinerant local Alexandru Ponehalschi. Biserica a fost inclusă în 1999 de UNESCO pe lista monumentelor cu valoare de patrimoniu cultural mondial, împreună cu alte șapte biserici de lemn din Maramureș.

## Documentare
Biserica cea bătrână din deal în Ieud a intrat în centrul atenției încă de la începuturile cercetării românești în Maramureș, în urmă cu un secol. Istoricul unit Ioan Mihalyi de Apșa a remarcat-o în 1900 printre cele mai frumoase din Maramureș. În 1909 Ioan Bîrlea a adunat inscripțiile din biserică în valoroasa sa colecție de însemnări din bisericile maramureșene. Doi ani mai târziu, vicarul greco-catolic al Maramureșului, Tit Bud, a datat biserica din 1364, considerând-o cea mai veche biserică din Maramureș. Etnograful Tache Papahagi a remarcat biserica din Ieud Deal în cercetarea sa în Maramureș, în primii ani după primul război mondial, pentru picturile murale bine conservate, pe care le-a ilustrat în unul din puținele clișee apărute în cartea sa. Structura și mai ales pictura au fost descrise mai pe larg de Victor Brătulescu în 1941, care a publicat și 18 imagini și 8 schițe. Tot atunci au fost făcute primele relevee ale bisericii, de arhitectul N. Chioreanu. Mult mai târziu, în 1968, I. D. Ștefănescu a reluat descrierea temelor principale din pictura bisericii. Tot de pictura murală, dar mult mai sistematizat, s-a ocupat și Anca Pop Bratu în 1982. Biserica a fost documentată, studiată și datată dendrocronologic în 1997 în timpul ultimei restaurări. Între 2007-2009 pictura bisericii a trecut printr-un proces de restaurare și conservare.

## Datarea bisericii
Pentru datarea bisericii de lemn a fost adeseori menționat anul 1364. Datarea aceasta a apărut pentru prima dată în șematismul Diocezei române unite de Gherla din 1900, care, foarte probabil, a folosit ca sursă datele culese și trimise de Tit Bud, vicarul Maramureșului. Tit Bud a reafirmat această datare în 1911 făcând trimitere la o însemnare pe „grinda din podul bisericii”. Datarea aceasta a fost de la el preluată și perpetuată atât prin publicații cât și prin tradiția orală creată în sat.
Istoricul medievist Radu Popa a pus sub semnul întrebării datarea lui Tit Bud afirmând că aceasta, ca și altele asemănătoare, „se întemeiază pe creații livrești”, sugerând în schimb datarea după invazia tătară din 1717. Tendința aceasta, de a data majoritatea bisericilor de lemn din Maramureș după invazia tătară din 1717, se reflectă în fișa monumentului, întocmită pentru înscrierea în patrimoniul mondial UNESCO.
Istoricul de artă clujean, acad. Marius Porumb, mai echidistant față de amândouă pozițiile, a susținut că biserica de lemn din Ieud Deal „este probabil constuită inițial în secolul al XVII-lea, cu refaceri din secolul al XVIII-lea.”
Poziția istoricilor, mai mult sau mai puțin echilibrată, nu a înlocuit tradiția creată de vicarul Tit Bud, lăsând să circule mai multe posibile datări. Această problemă a fost rezolvată definitiv în 1997 prin metoda dendrocronologică de către cercetătorul islandez Ólafur Eggertsson, care a datat ferm biserica de lemn din Ieud Deal din al doilea deceniu al secolului al XVII-lea.
În podul bisericii există într-adevăr o inscripție, în chirilice, pe tălpile de susținere ale turnului. Inscripția începe pe talpa longitudinală, lângă fereastra vestică: „În anul Domnului 18...”. Autorul inscripției se pare că s-a răzgândit și a reluat inscripția pe talpa transversală, luminată mai bine de fereastra vestică: „În anul Domnului 1827 maistori Cionca Alexa cu Iusco Ion crâsnicu”. Inscripția menționată de Tit Bud surprinde așadar o refacere sau reparație a turnului bisericii la 1827.

## Pictura bisericii

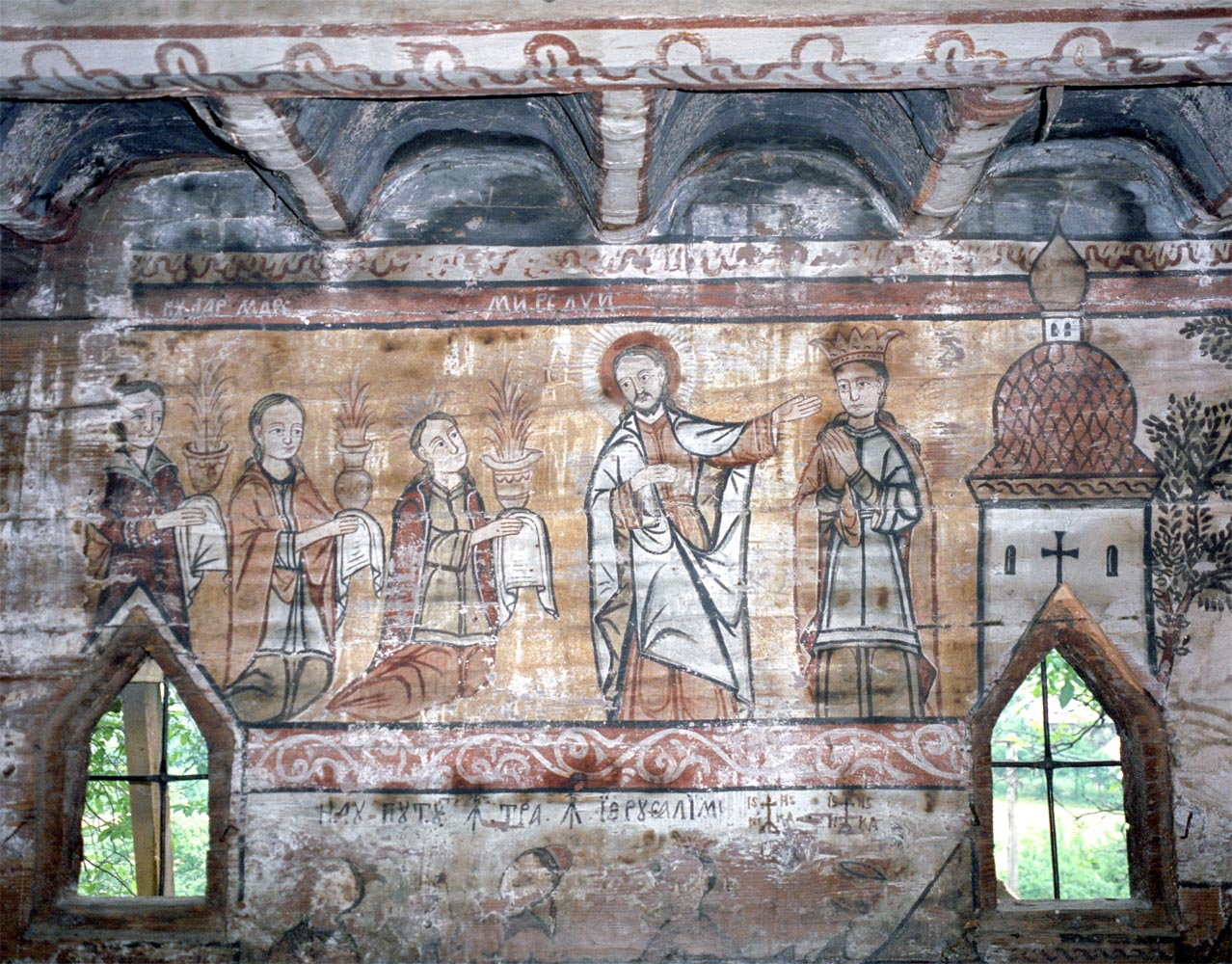
Pronaos, peretele sudic: Mirele Iisus și biserica-mireasă întâmpină cele cinci fecioare înțelepte (iulie 1997)

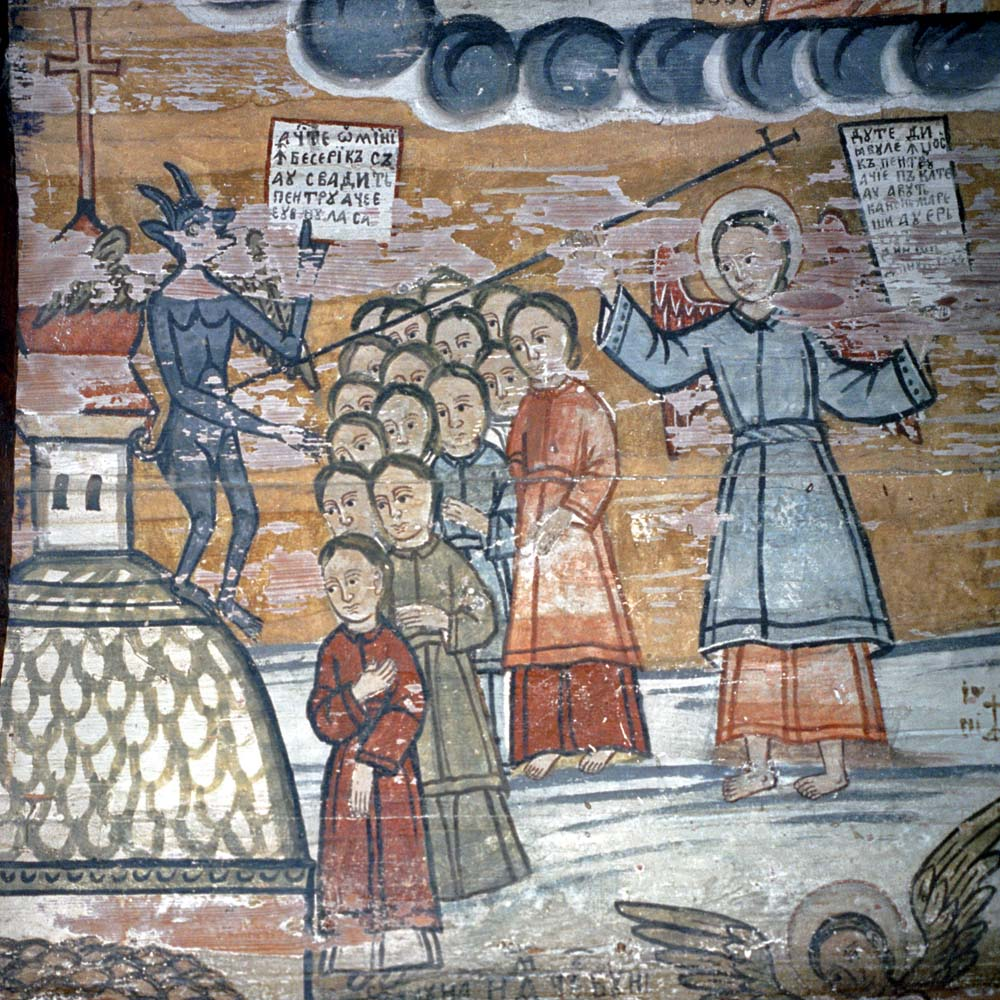
Pronaos, peretele estic: vama sufletelor „ce în beserică să au sfădit”

Pictura murală  acoperă întreaga suprafață interioară a bisericii, în altar, naos și pronaos. Ansamblul picturii murale, remarcat de istoricul de artă Anca Pop-Bratu  pentru bogăția programului iconografic, complexitatea rezolvărilor compoziționale și varietatea decorativă, nu este nici datat nici semnat. Anca Pop-Bratu a atribuit lucrarea pictorului itinerant de biserici maramureșean Alexandru Ponehalschi, al cărui stil caracteristic se poate distinge din alte ansambluri murale semnate în Călinești Căeni (1754), Sârbi Susani (1760), Budești Susani (1760), Berbești (1769), Desești (1780). Ea a forțat însă datarea picturii din Ieud Deal în anul 1782, sprijinindu-se pe o icoană datată ce poate fi atribuită lui Alexandru Ponehalschi. Prin această datare, Anca Pop-Bratu a încadrat pictura murală din Ieud Deal în perioada de final a creației artistului, imaginându-și o evoluție progresivă spre acest punct culminant din creația sa. Se știe însă că o icoană mobilă poate fi completată inventarului ulterior și nu poate data cu fermitate o pictură murală. Istoricul de artă Marius Porumb a notat, mai reținut, că „în 1782 pictorul zugrăvește mai multe icoane în biserica din deal din Ieud” fără să cuprindă și ansamblul mural.
Documentele de arhivă aduc mai multă lumină în jurul datării picturii murale din Ieud Deal. În conscripția parohială din 1774 apare informația că amândouă bisericile din Ieud au fost renovate în anii 1764-65 de nobilul Mihai Balea. Cercetările dendrocronologice au indicat, la Ieud Deal, schimbarea tălpilor în acel moment. Se pare că, cu aceeași ocazie, au fost mărite și ferestrele, care mai devreme erau mult mai mici. Două ferestre originale s-au păstrat între streșini spre apus. Tot atunci s-a trecut, probabil, de la un iconostas cu două uși la unul cu trei uși, conform obiceiului introdus în arta bisericească locală pe la mijlocul secolului al XVII-lea. Nici deschiderile arcuite în peretele dintre femei și bărbați nu puteau fi executate mai bine cu altă ocazie, ele încadrându-se și în spiritul înnoitor al celei de-a doua jumătăți a secolului al XVIII-lea. Ceea ce, însă, a înnoit cu adevărat lăcașul de cult la 1765 a fost, foarte probabil, repictarea ei. În acea perioadă mai multe biserici de lemn au fost fie (re)pictate cu ocazia unei renovări, fie pictate ca o definitivare a unei noi construcții. Biserica din Ieud Deal nu a fost, din această perspectivă, o excepție, mai ales într-un sat de nobili ambițioși. Prin urmare, pictura a finalizat lucrările de renovare din 1764-65, cel mai probabil în 1765.
Ansamblul pictural de excepție din Ieud Deal este rezultatul unei comenzi concrete din partea patronului bisericii. Patronul a fost binecunoscuta familie nobilă Balea, din care se distingea în epocă vicecomitele Maramureșului Mihai Balea. Este posibil ca lui să i se datoreze amploarea ansamblului de pictură și nu meșterului zugrav care a investit totuși, talent și pricepere în realizarea lui.

### Texte aflate în pictura murală
Textele în română cu caractere chirilice încadrate în pictura navei, aflate sub ferestrele de jos, îndeosebi cea a crâsnicului spre nord și a diacului spre sud, conțin îndemnuri teologice către credincioși, deosebit de interesante în contextul frământărilor religioase din acea epocă în Maramureș. Pe fondul temelor pictate împrejur, în navă, textele de sub ferestre apar drept manifeste ale păstrării tradiției ortodoxe în Maramureș. Textul lor trebuie cu mai mare atenție documentat, acolo unde mai este lizibil, și analizat:
- Sub fereastra crâsnicului, peretele de nord în navă:[23] "Înpotriva sf[intei] ... sau zugrăvit pravoslavnica beserecă aceștie să [nu fie] cum cinstiților, și întru H[risto]S [sf/fra/iub]iți, preoți și dascăli și mireani această d[u]mnazăescă ... să nu cumva hulum înpotriva cine ști mai bene să îndireptaze pre noi mult e[s]t[e] jitie a sfinților pe[rinți]"
- Sub fereastra diacului, peretele de sud în navă:[24] "... care era întru începutu, care amu auzitu, care văzutu cu ochii noștri la ceea ce și mâinile noastre au pipăitu ... arătat ș'am văzutu și mărturisit cu sămnulu a tuturora sf[i]nților."

### Icoanele din Ieud Deal
în biserică se păstrează numeroase icoane, executate de diferiți zugravi.

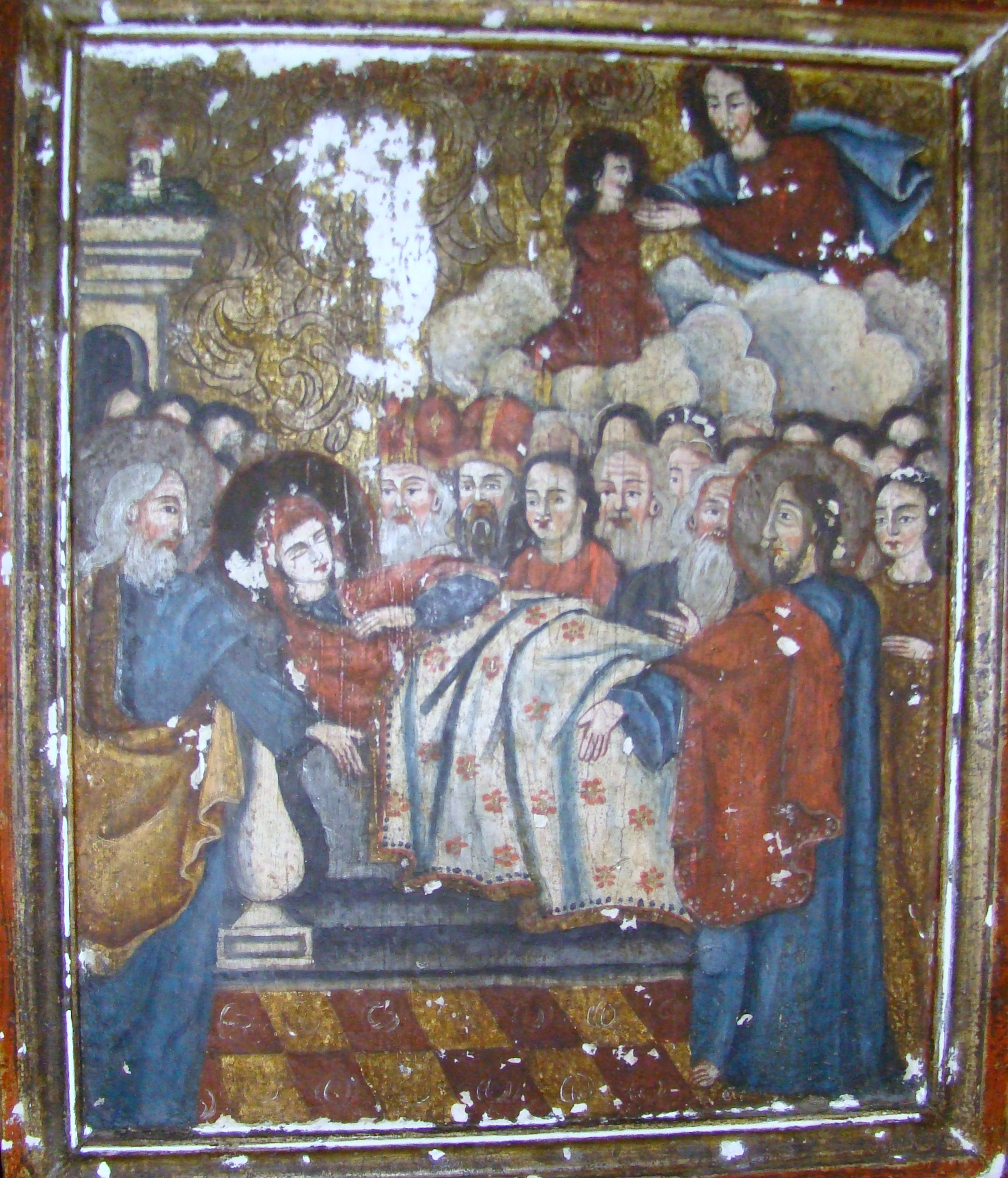
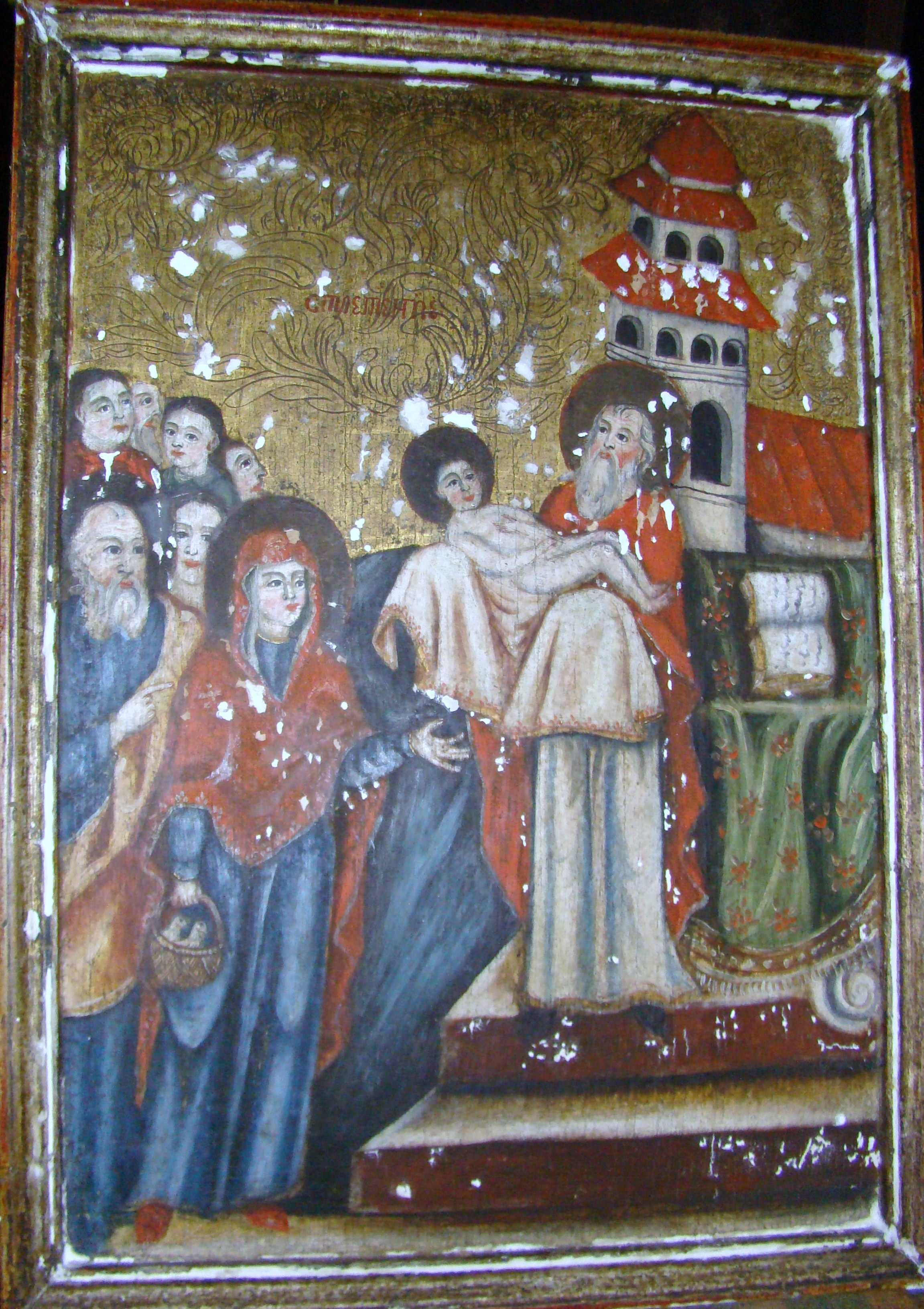
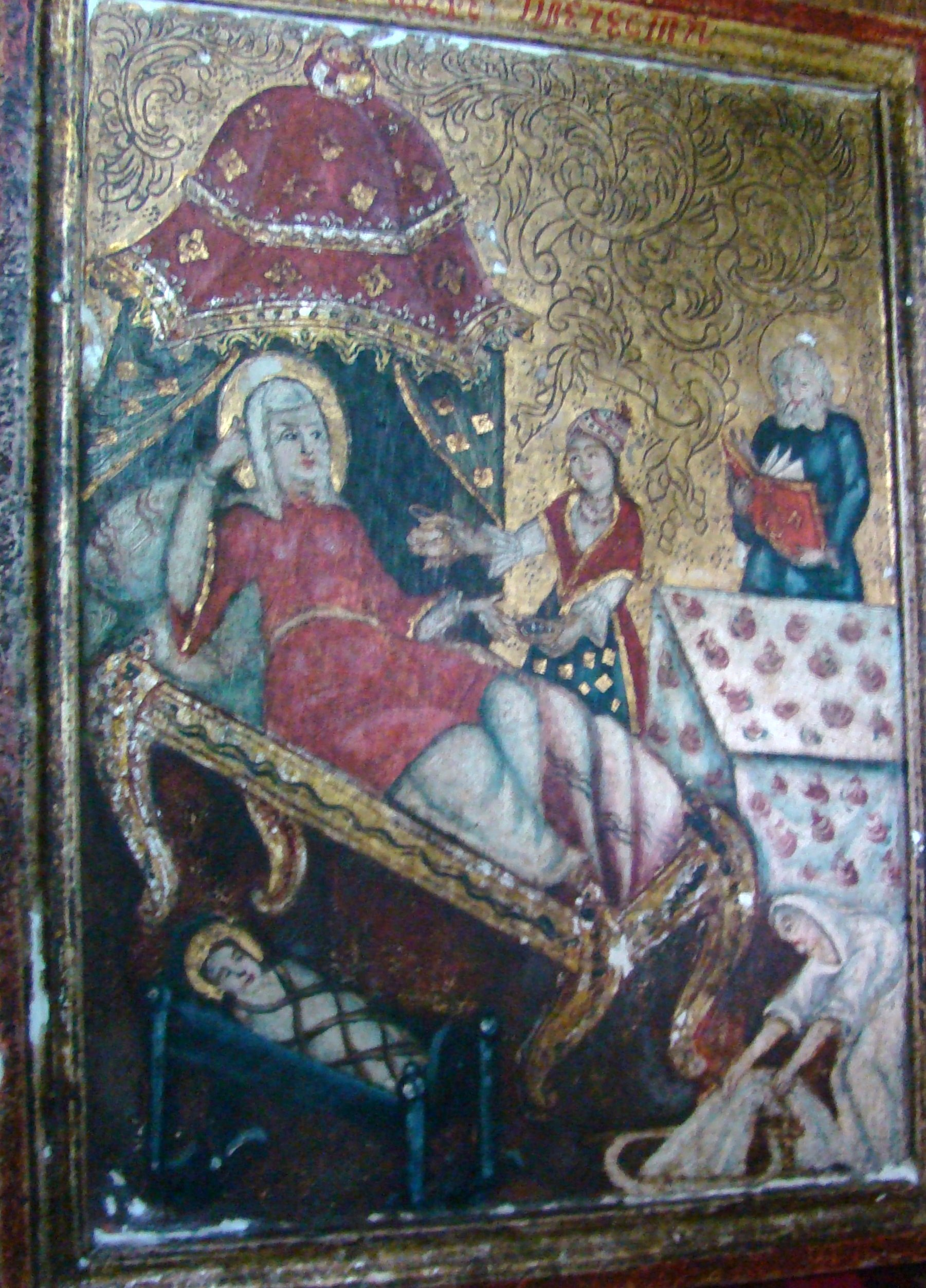
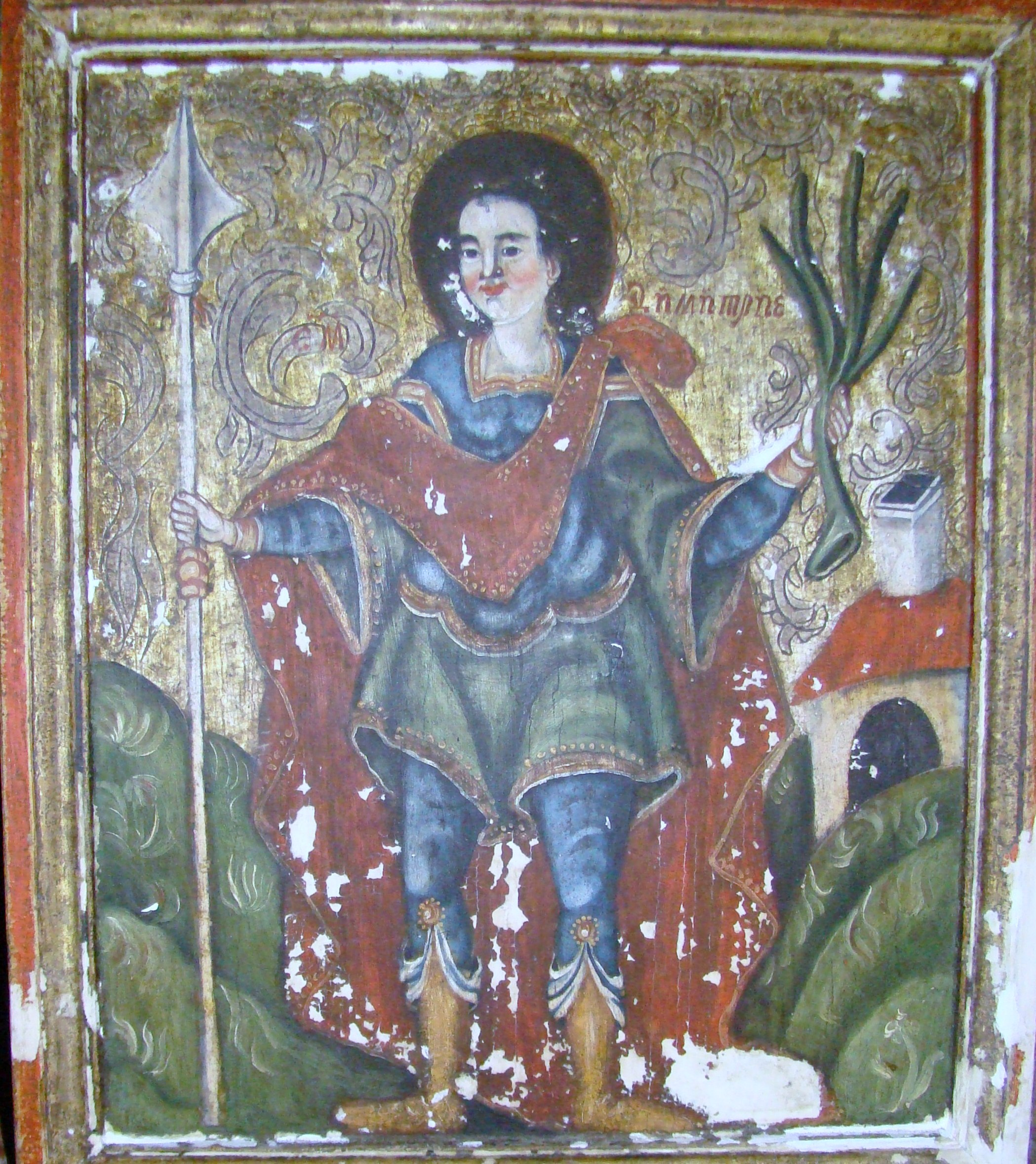
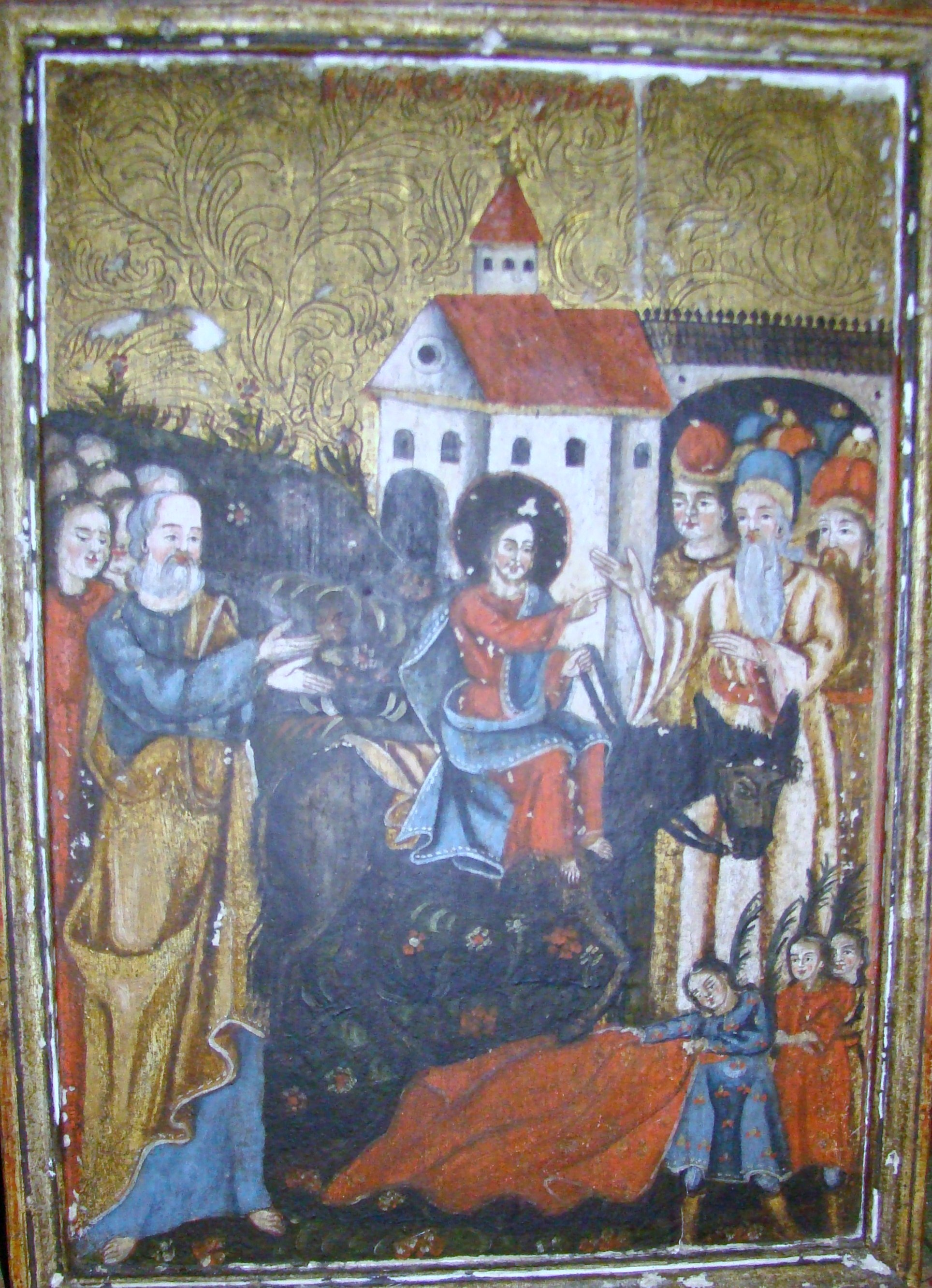
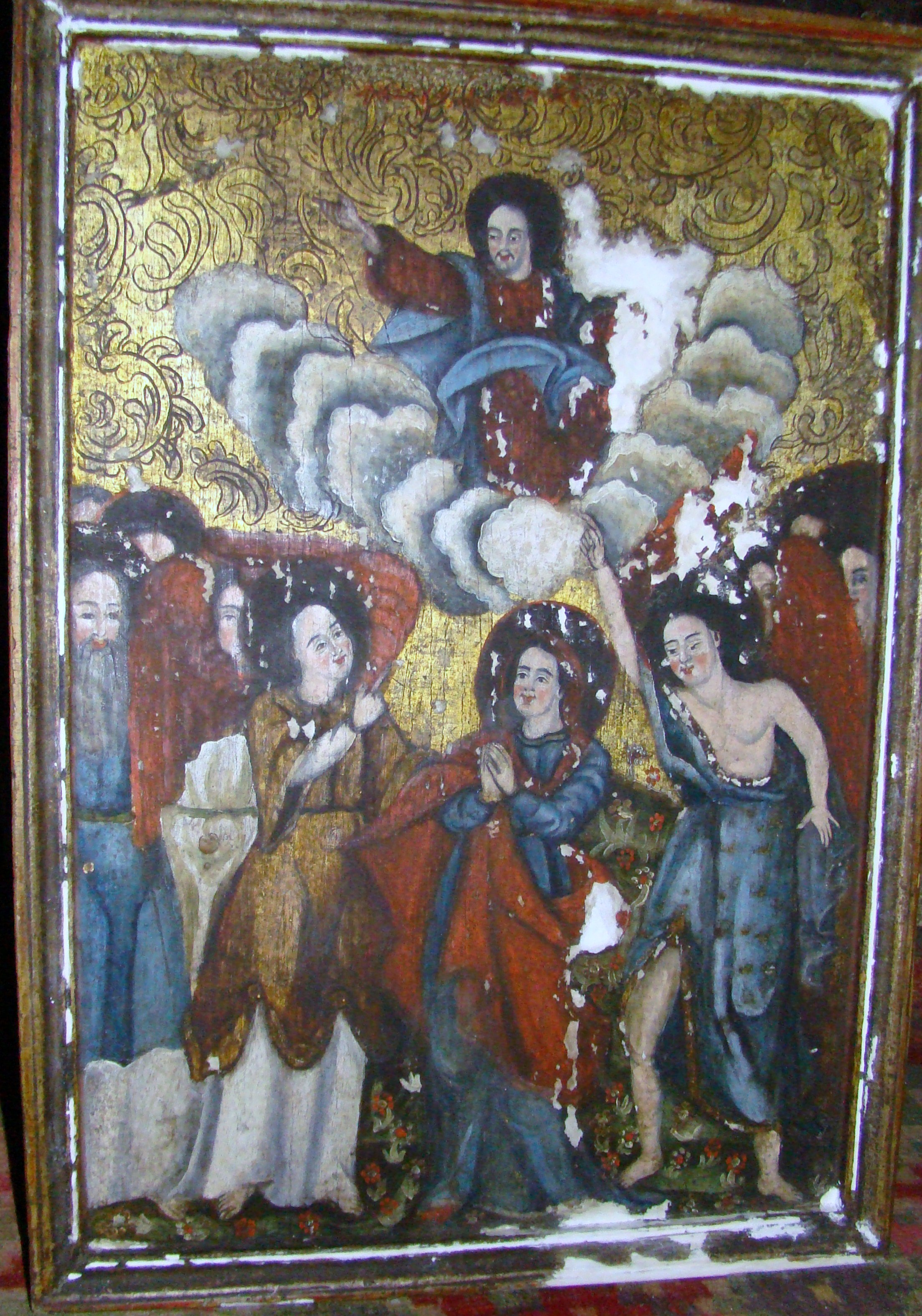
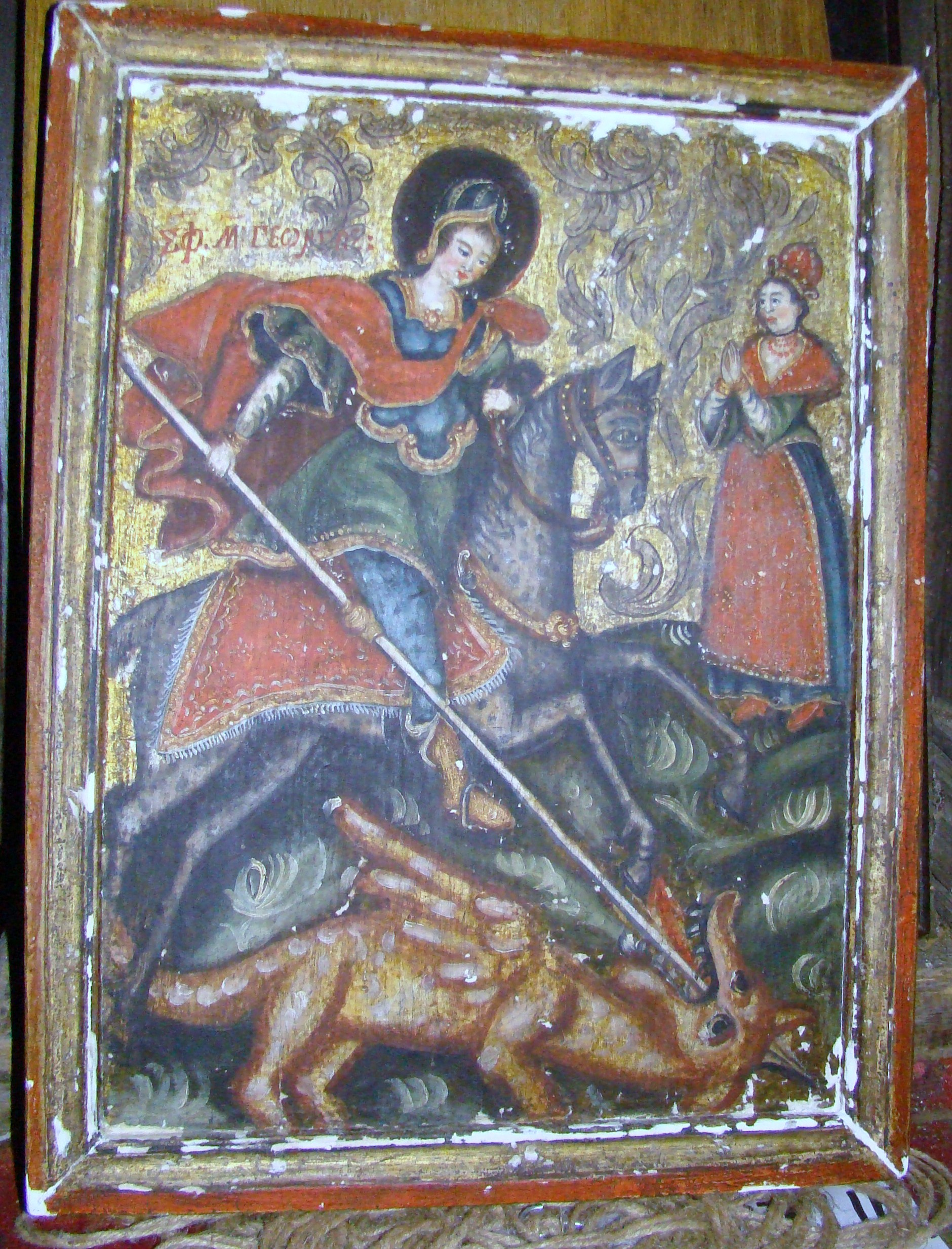
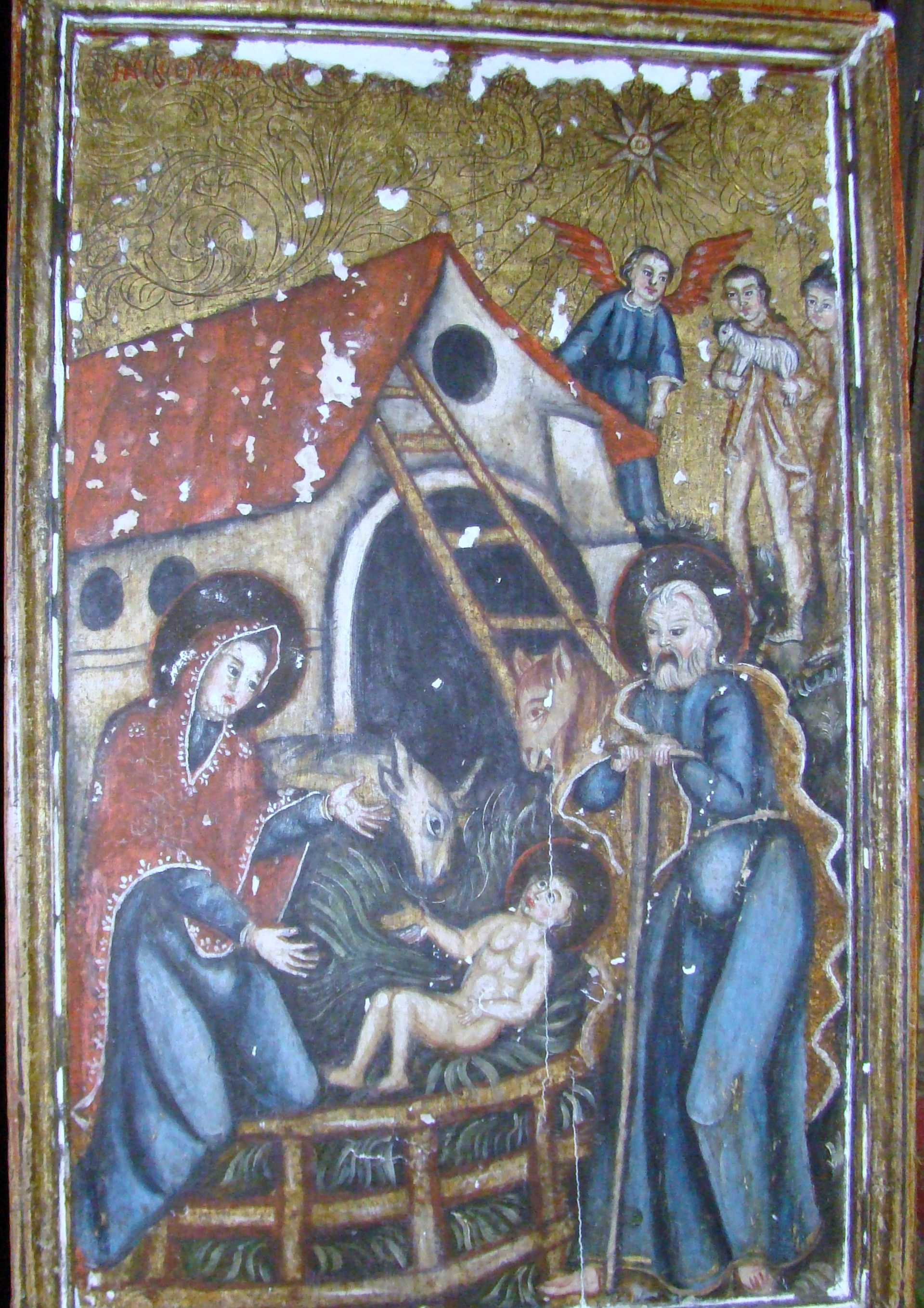
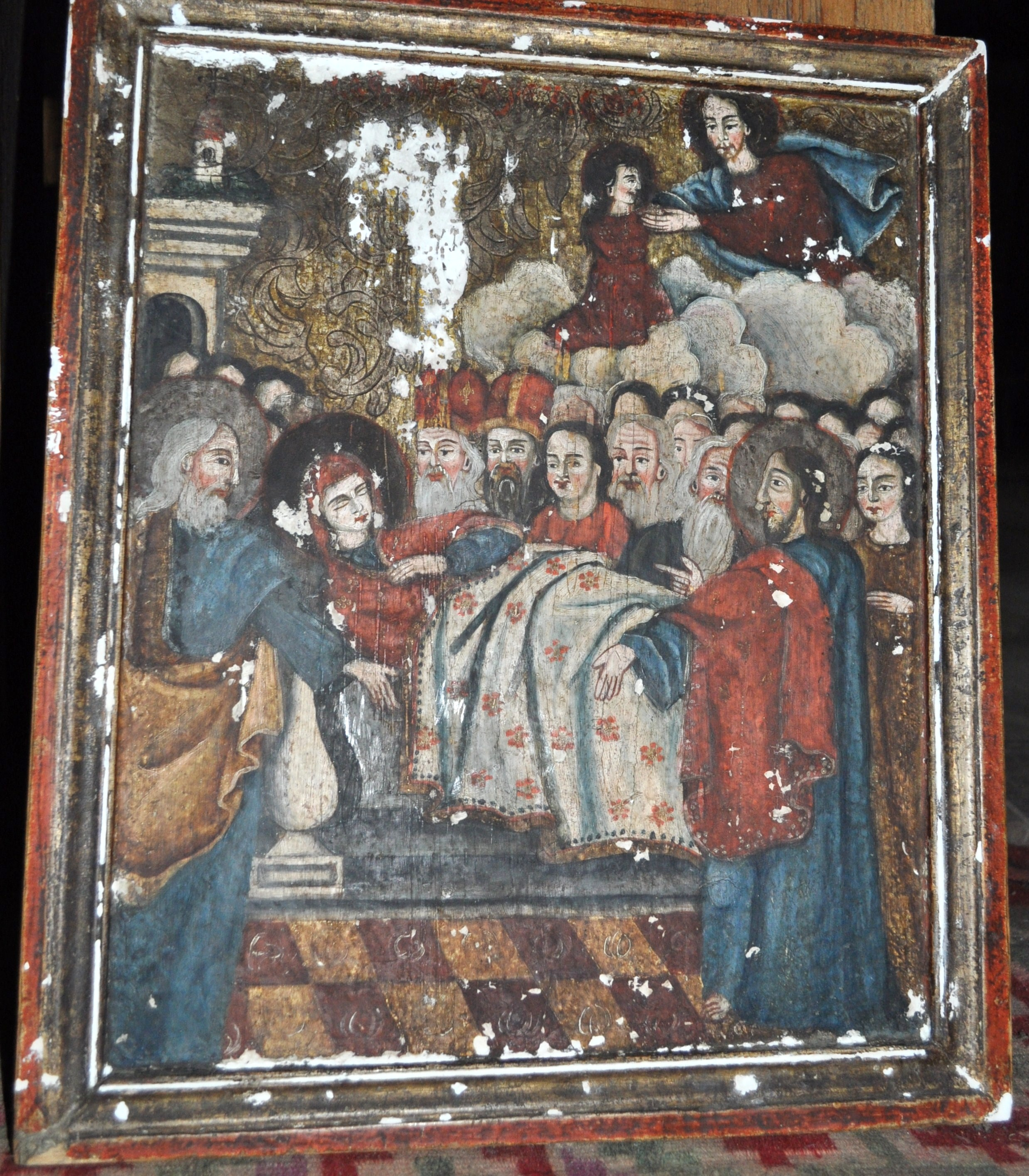
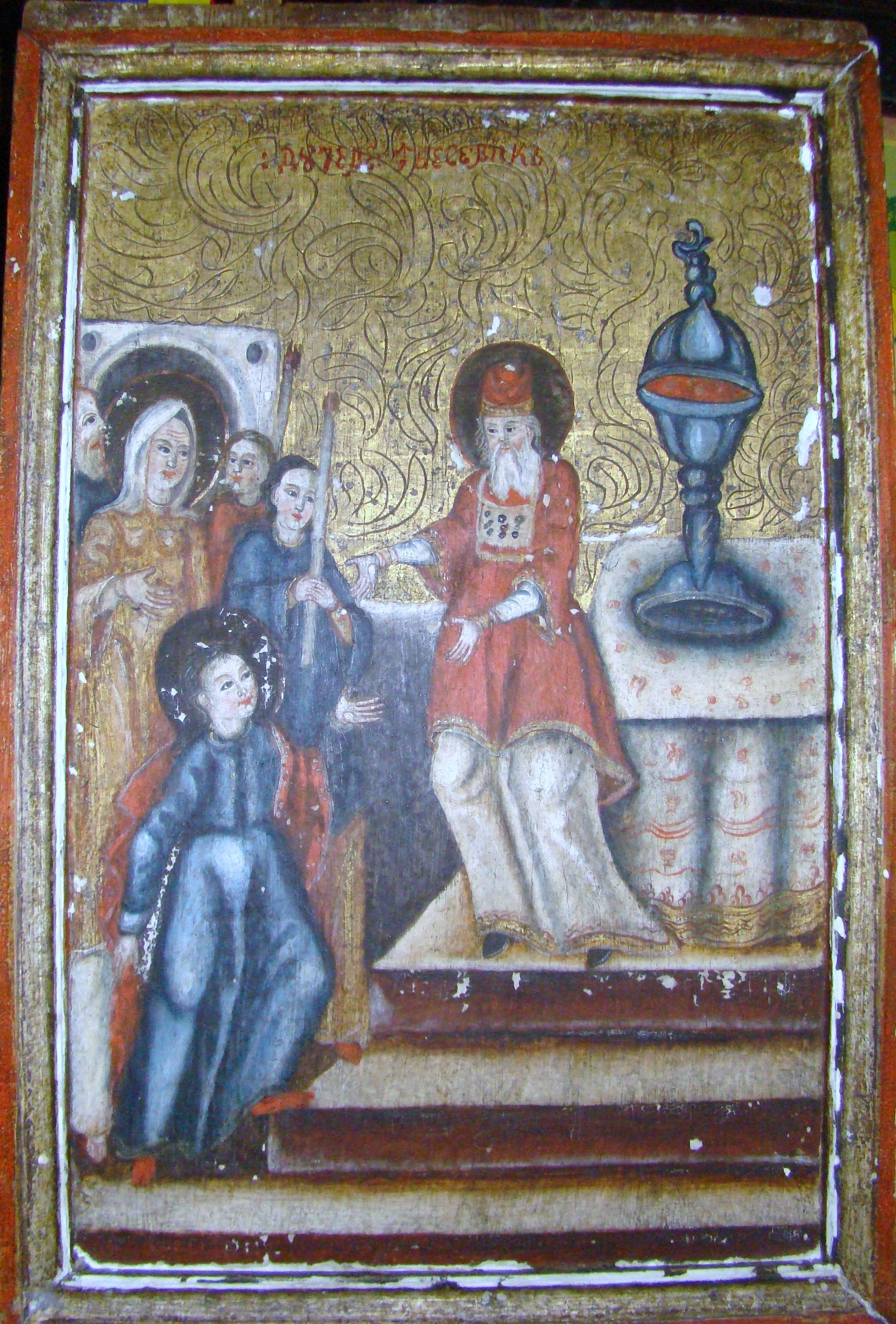
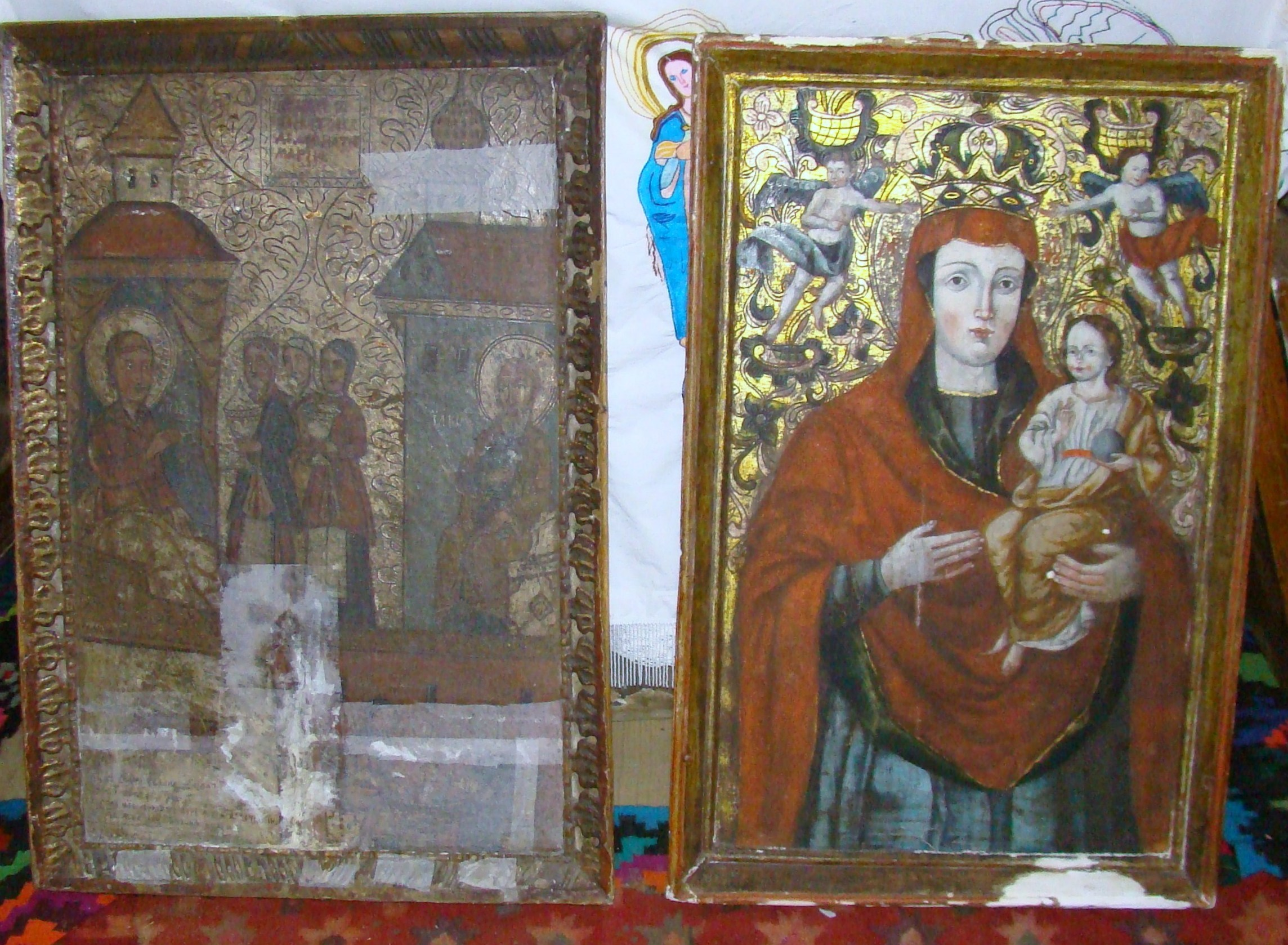

## Structură

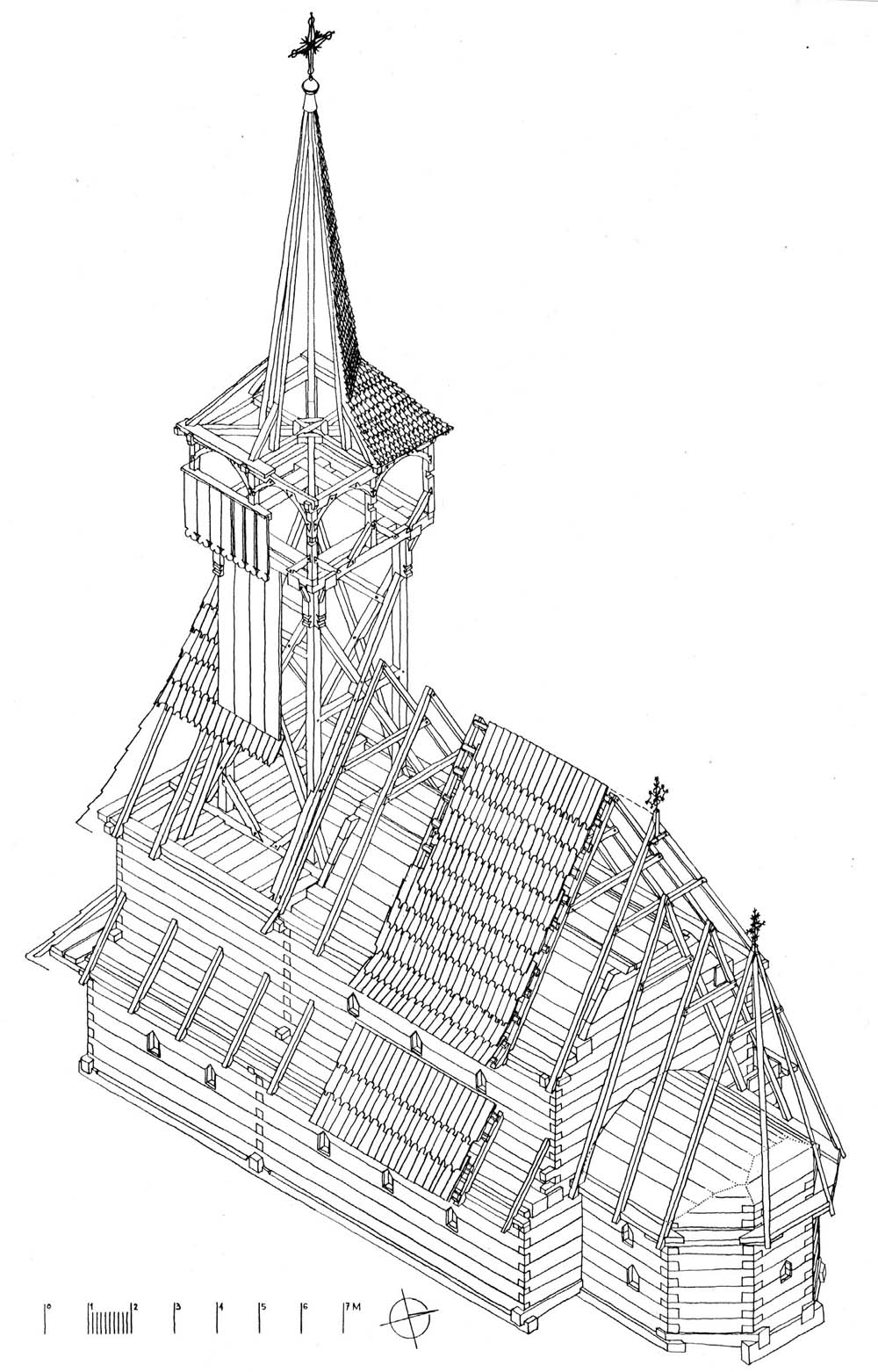
Ieud Deal (axonometrie)

Această biserică a fost concepută la vremea ei ca una din lăcașurile mari, 7,15 m largă și 11, 87 m lungă, cu o capacitate maximă de circa 340 credincioși, spațiul fiind egal împărțit între femei și bărbați. Biserica este dispusă de la vest la est cu o tindă pentru femei (pronaos), biserica bărbaților (navă) și altar. E bine de observat că la începutul secolului al XVII-lea în Maramureș nu erau ridicate pridvoare, iar la această biserică această parte nu a fost adusă nici mai târziu. Intrarea se face din vest printr-un portal fără decor, repetat și la intrarea în navă. Pronaosul sau tinda femeilor este tăvănită sub tălpile turnului și deschisă spre biserica bărbaților prin goluri în perete de fiecare parte a ușii. Biserica bărbaților sau nava este principala încăpere, subliniată de cerul înalt al bisericii (bolta). De remarcat că înălțimea navei este egală cu lărgimea ei, o proporție remarcată și la alte biserici de la începutul secolului al XVII-lea în Maramureș. Spre altar sunt trei uși iar în fața iconostasului există o solee ce marchează trecerea dinspre profan spre sacru. Altarul este decroșat și încheiat cu cinci laturi exterioare scurte. El are 4,15 m lățime și 3,6 m adâncime. Interiorul este luminat de ferestre mărunte în unghi ascuțit care inițial au fost și mai mici.

## Tehnică
Butea bisericii din Ieud Deal este ridicată din bârne de molid, legate cu cheotori netede în dinte ascuns. Tălpile și portalele, mai expuse la umezeală, sunt făcute din lemn de stejar. Pereții sunt ridicați drepți cu bârne fasonate din secure și bardă, apoi rigidizați cu cuie de lemn. Între bârne sunt făcute scobituri „cuptytye” pentru etanșeizarea pereților.
Din fotografiile de epocă reiese că chetorile au fost o perioadă acoperite cu scânduri. Este posibil ca la una din reparațiile anterioare sau prin tasare o parte din cheotori să fi fost distruse. Reparațiile din colțul de sud-est al navei datează din 1959. Cu toate acestea, cheotorile din celelalte colțuri arată o calitate deosebită a execuției și participarea unor meșteri de biserici specializați.

## Note

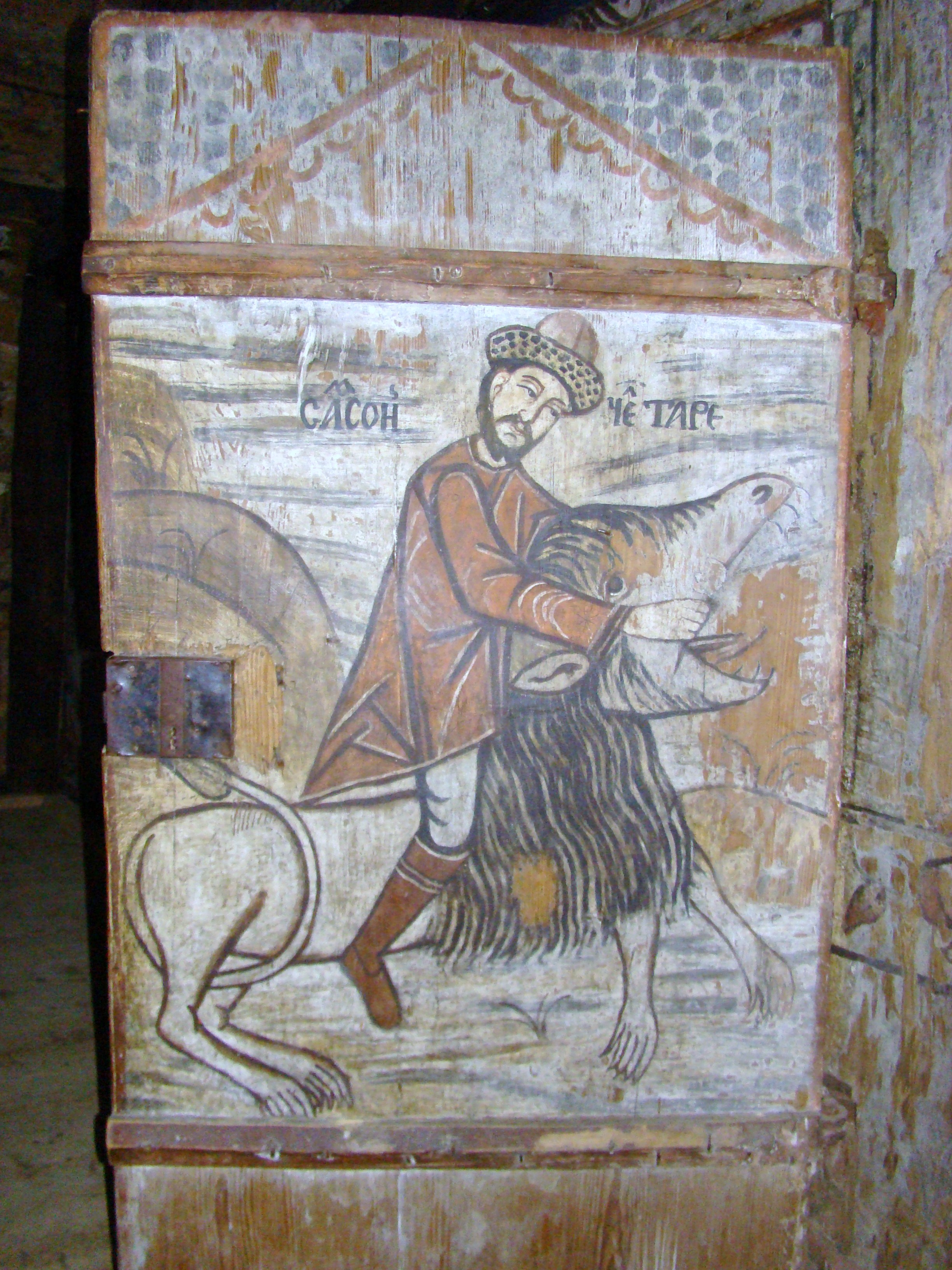
Samson omorând leul

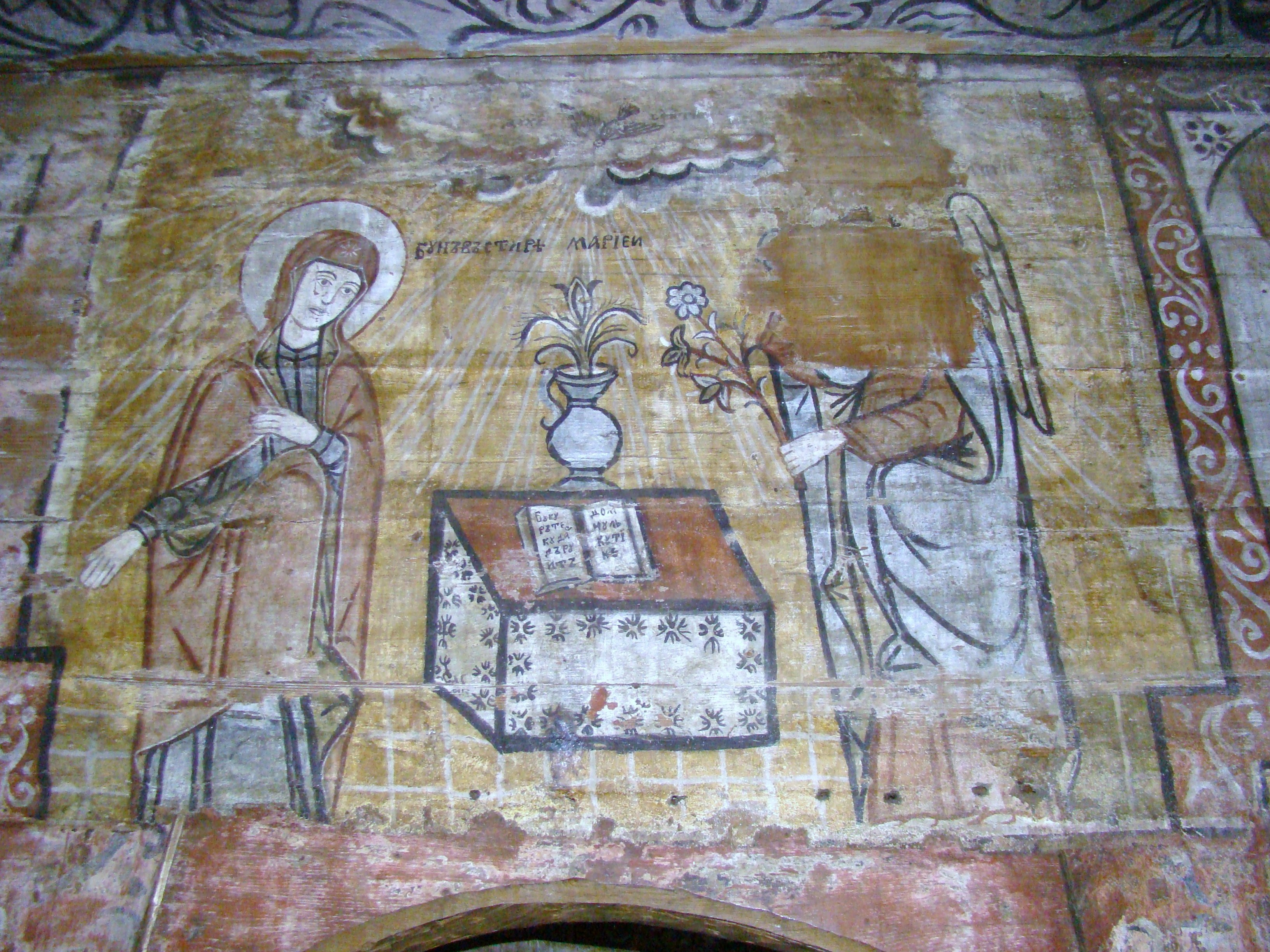
Buna Vestire

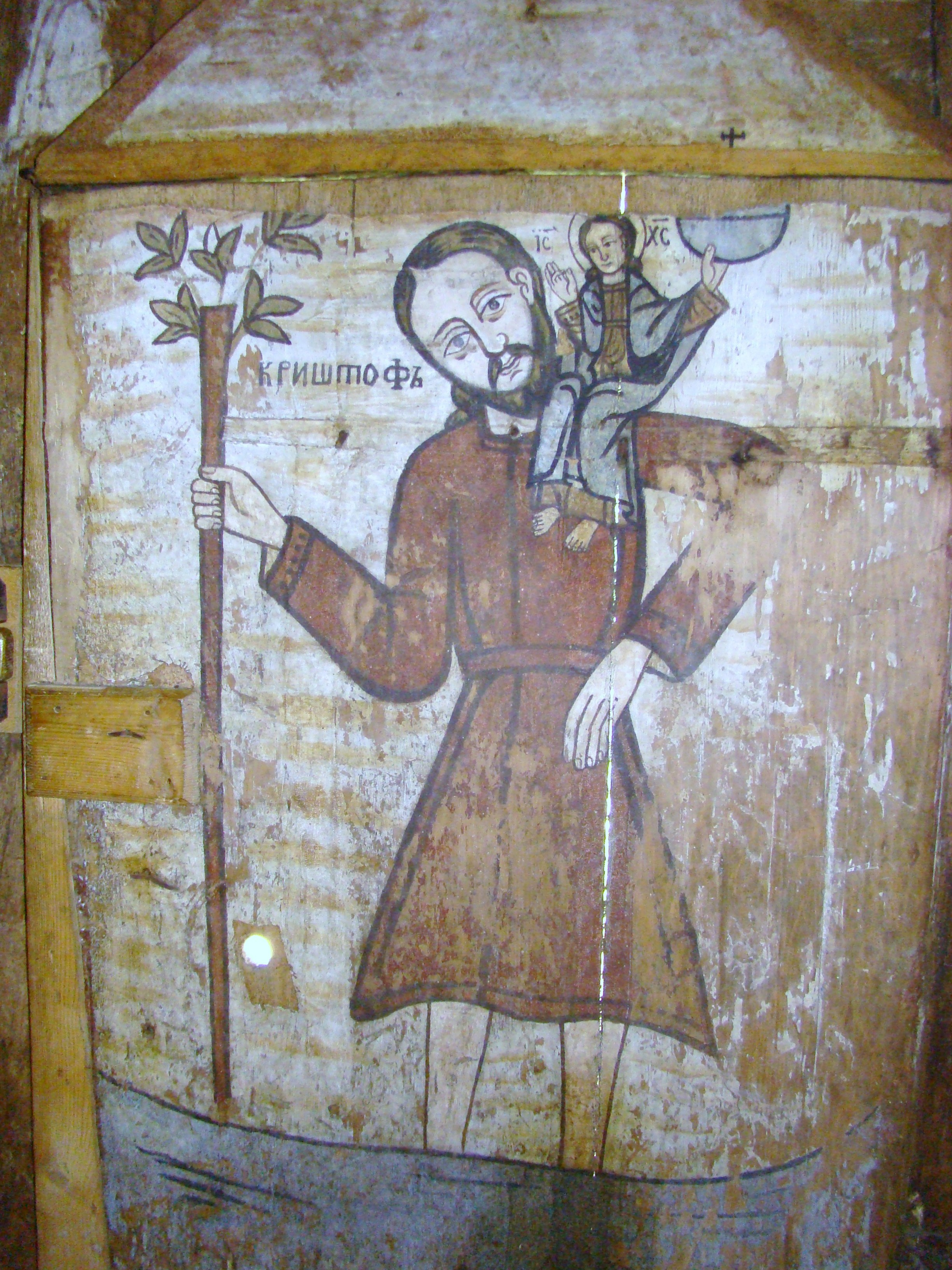
Sfântul Cristofor

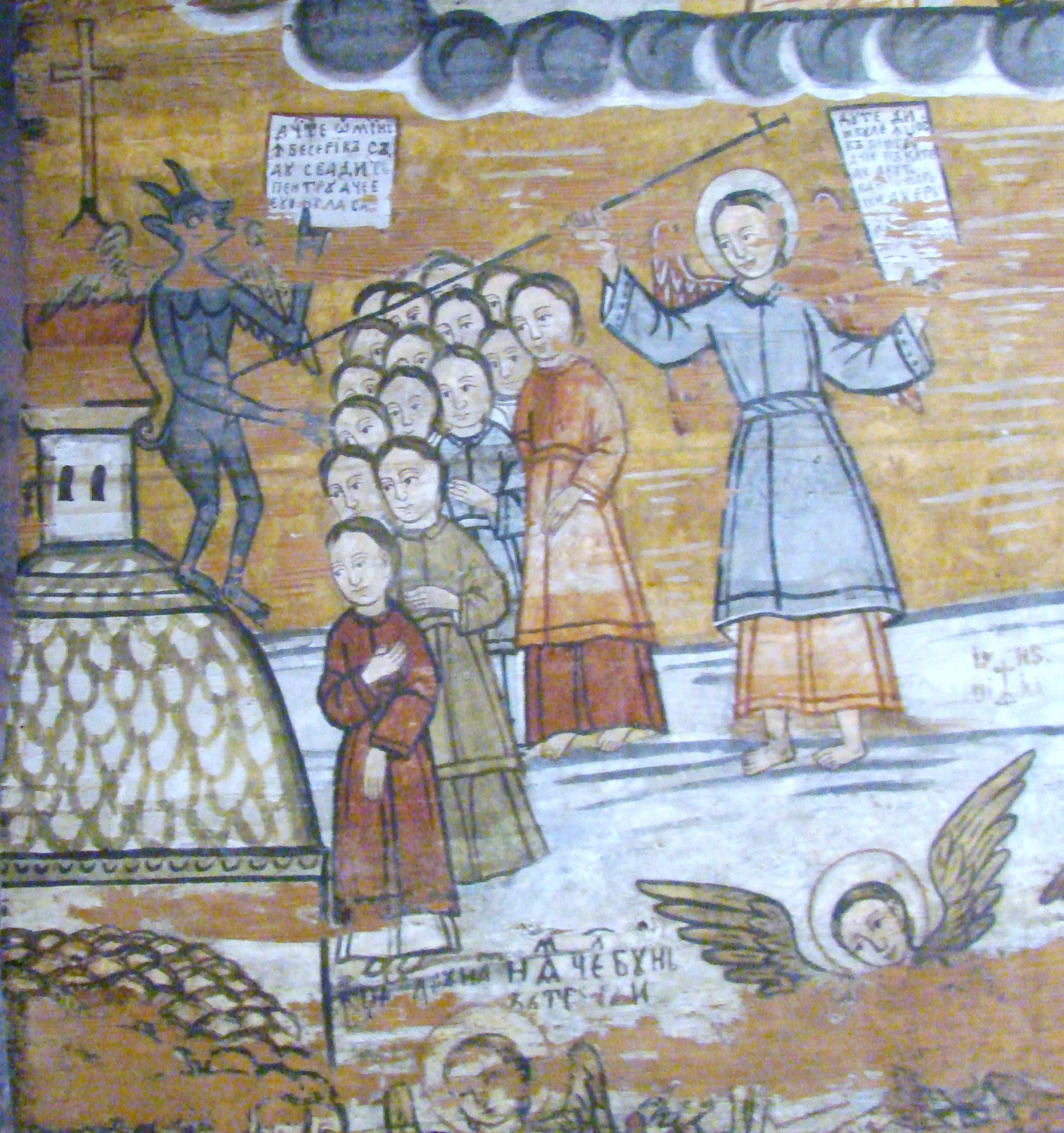
Vămile Văzduhului (detaliu)

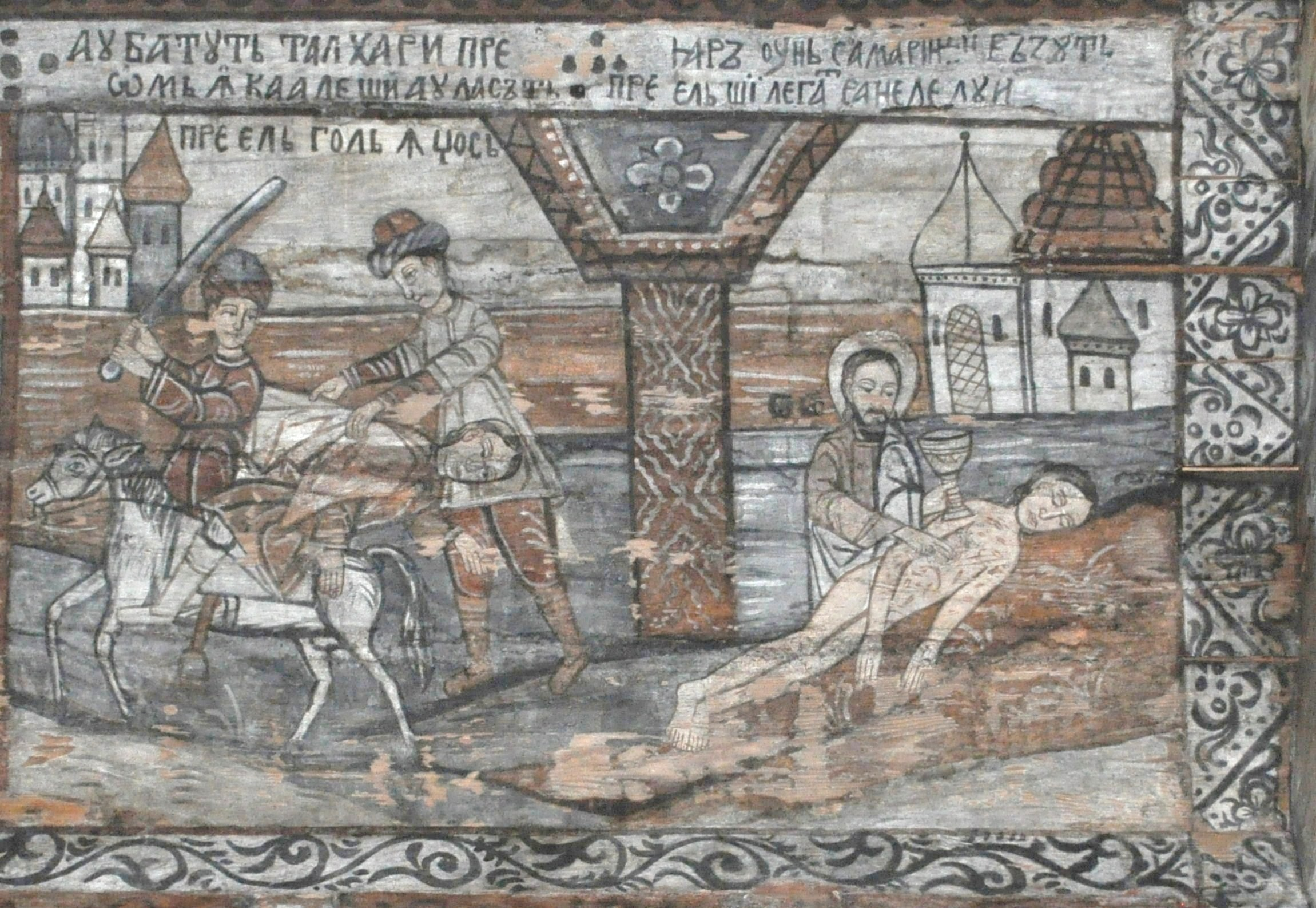
Pilda Bunului Samarinean

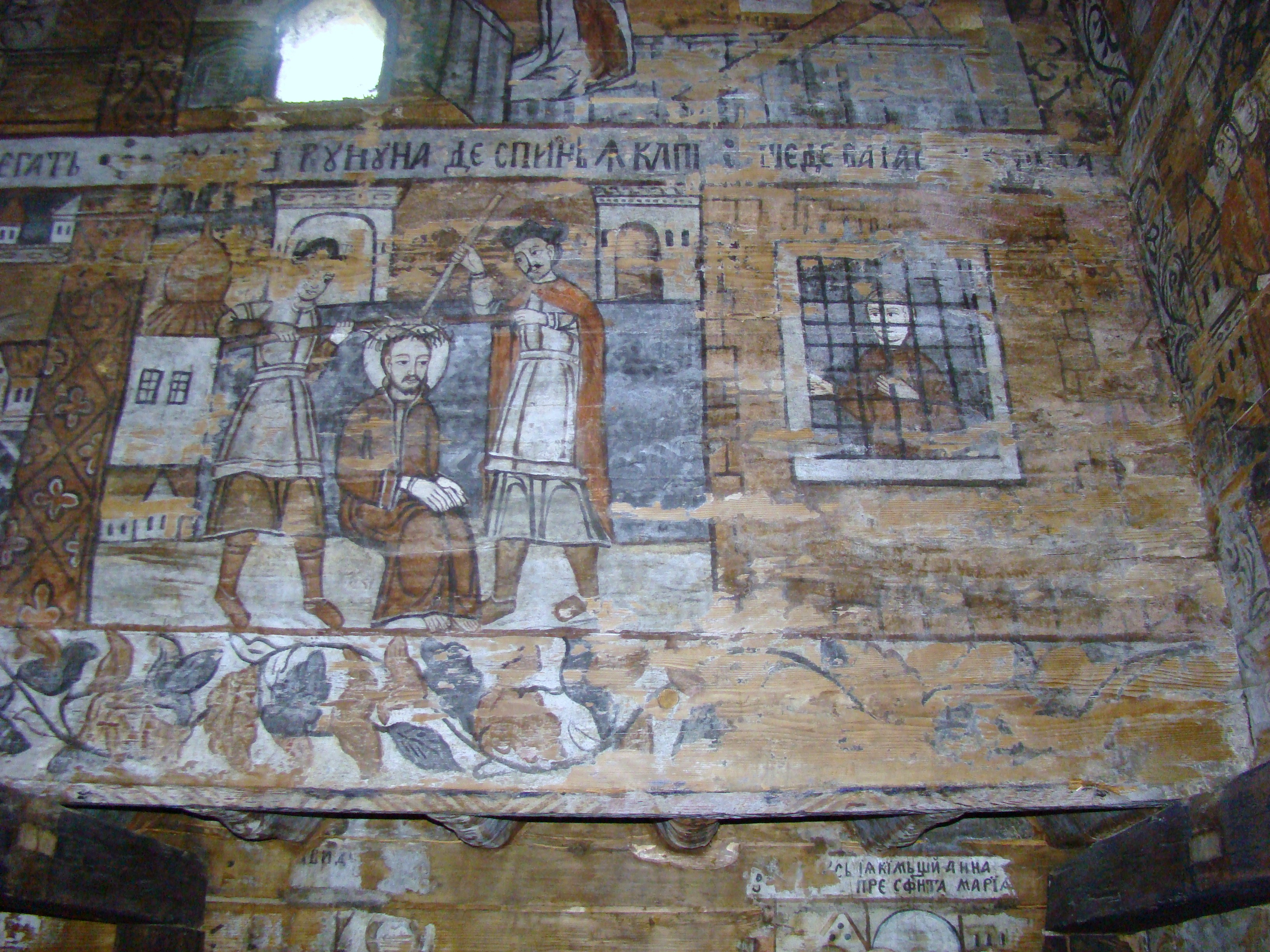
Încununarea cu spini; Sfânta Varvara în temniță

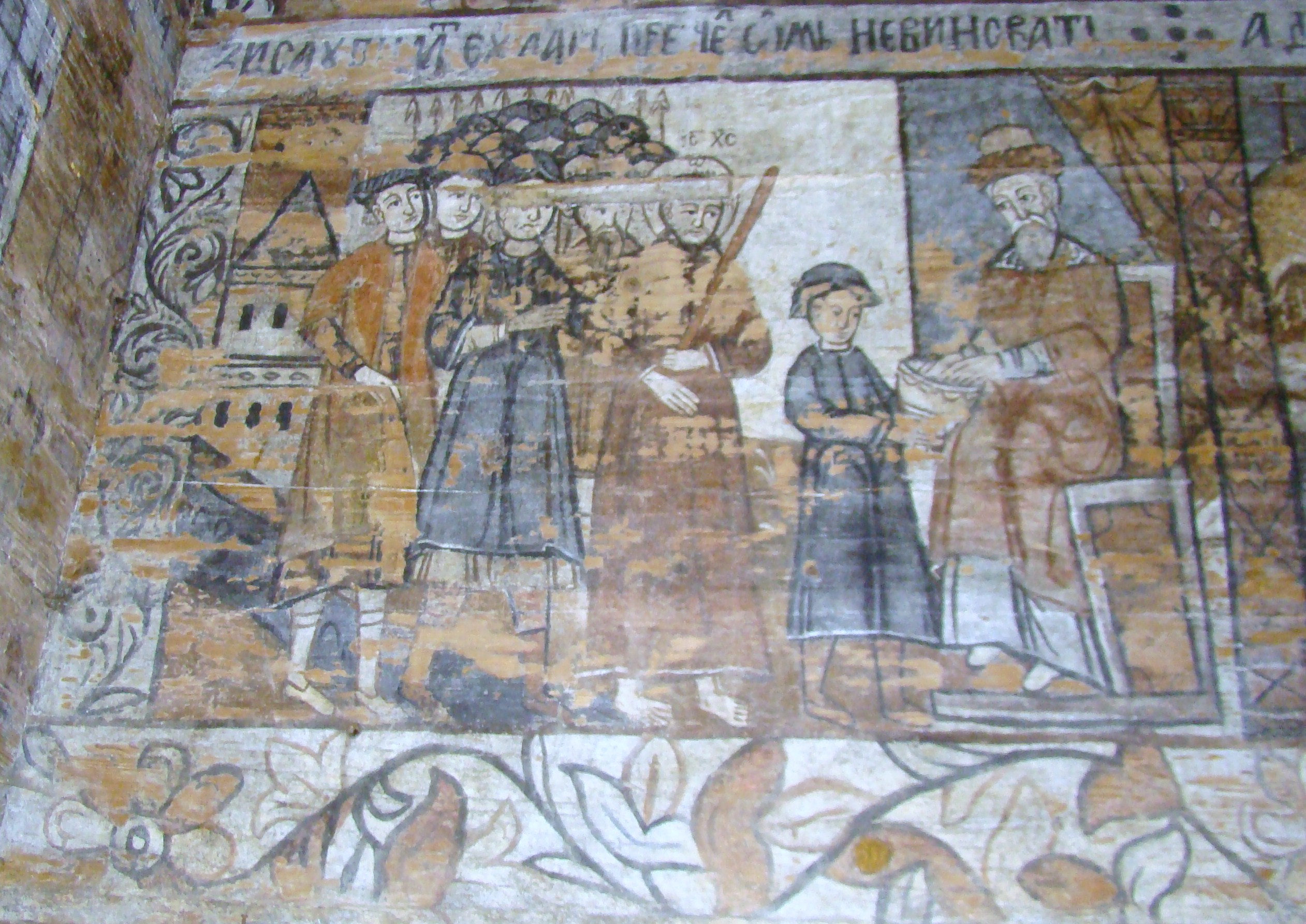
Pilat se spală pe mâini

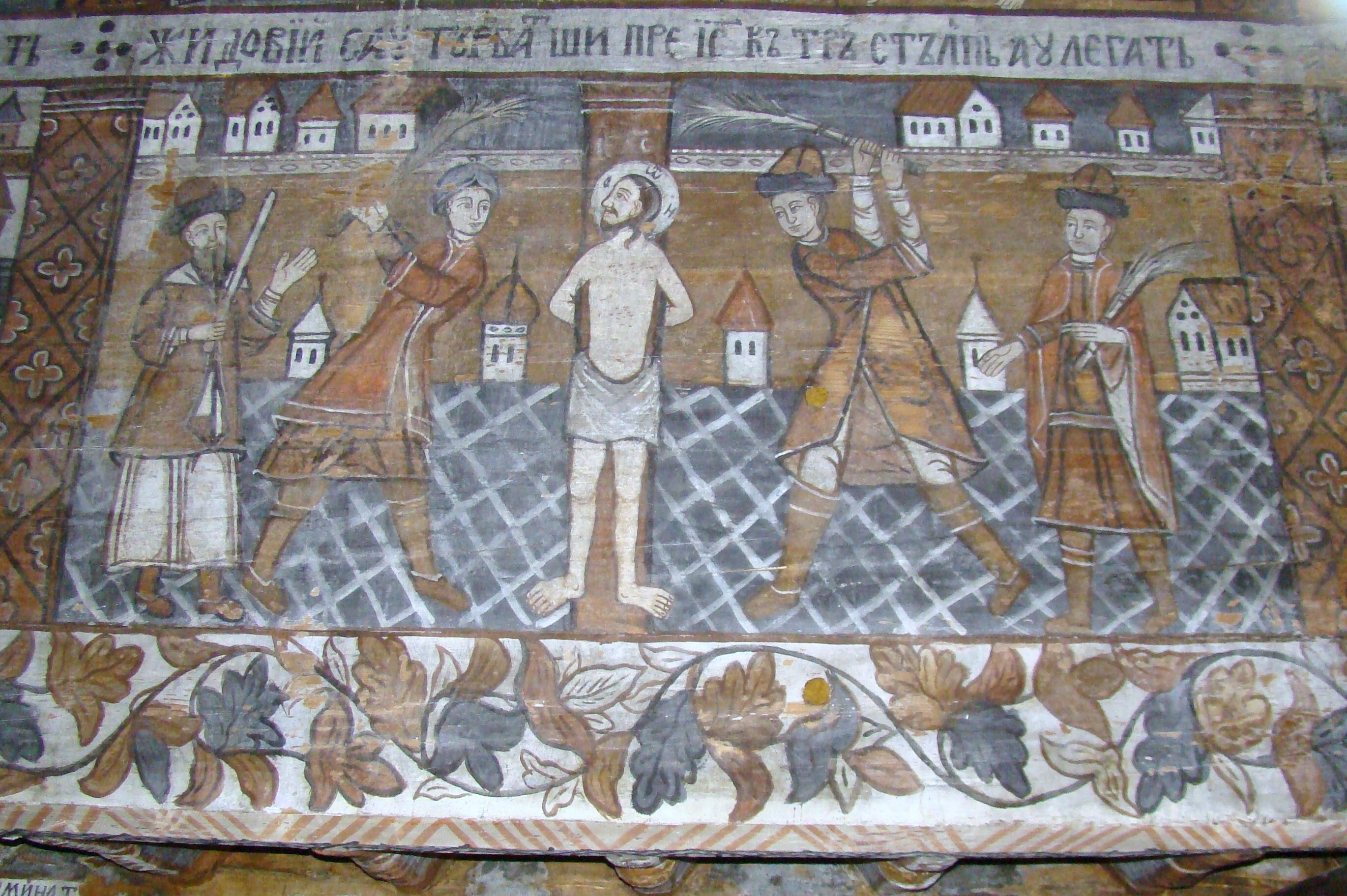
Flagelarea

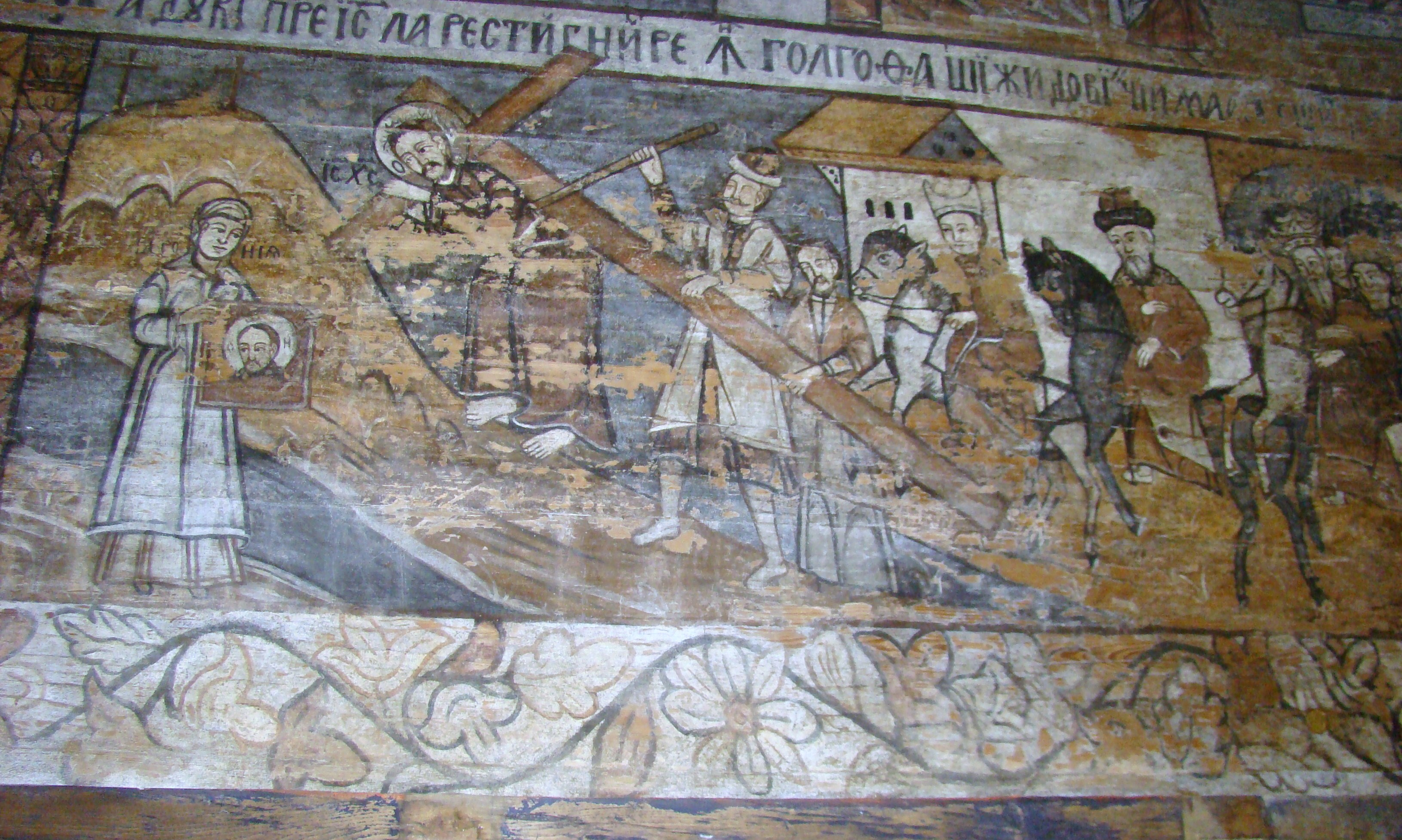
Drumul Crucii

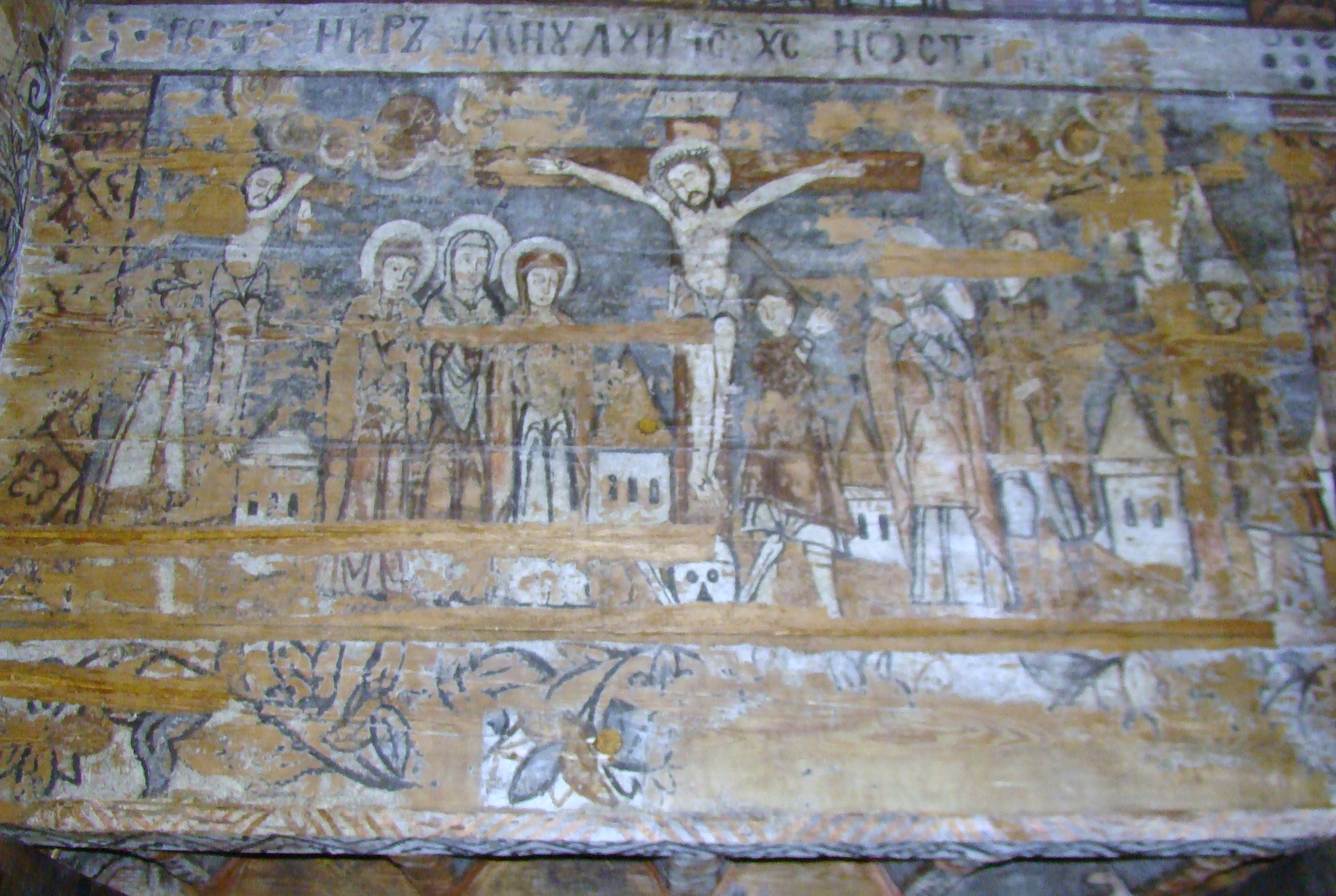
Crucificarea

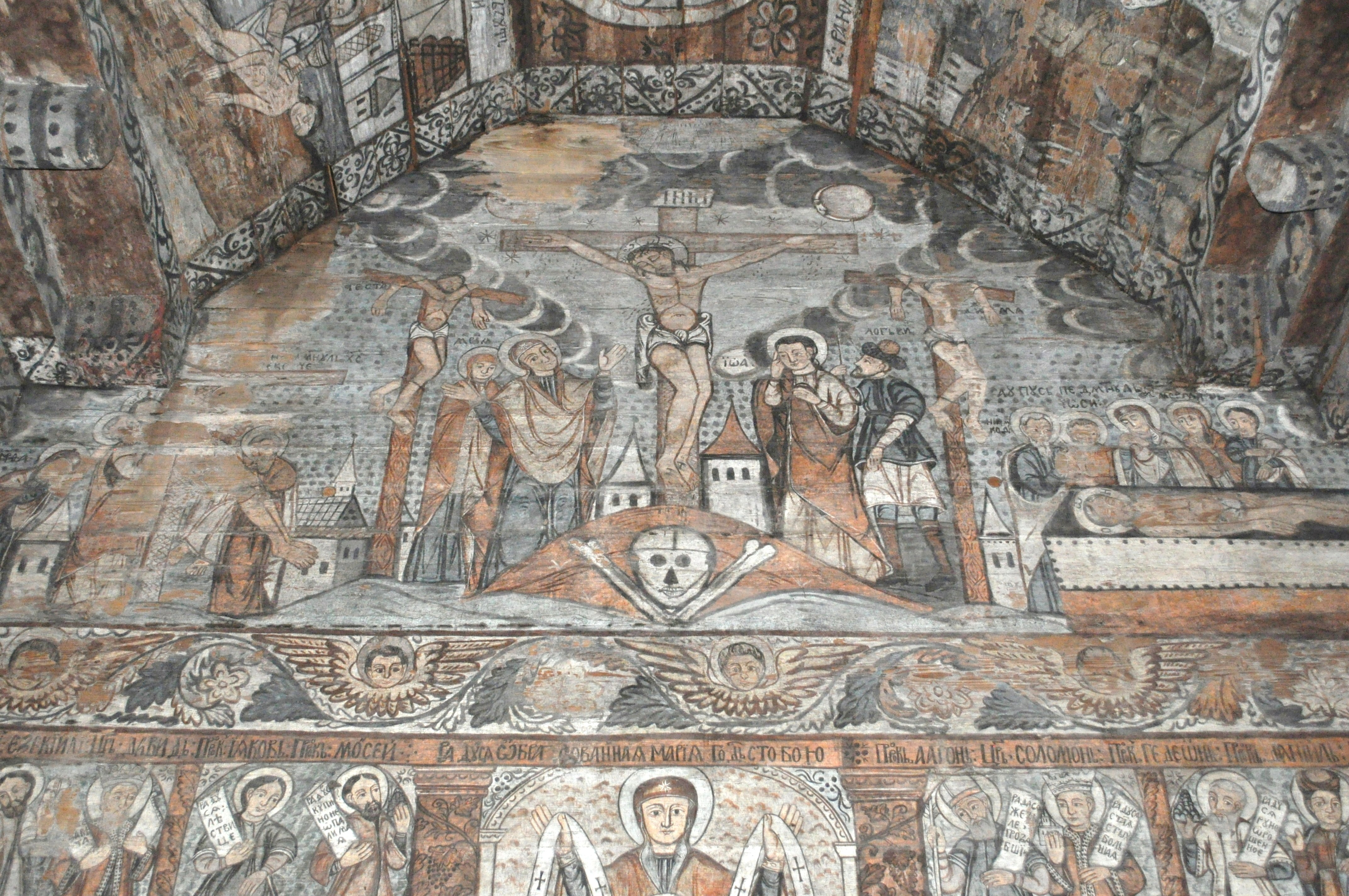
Pictura tâmplei: Crucificarea (Iisus între cei doi tâlhari)

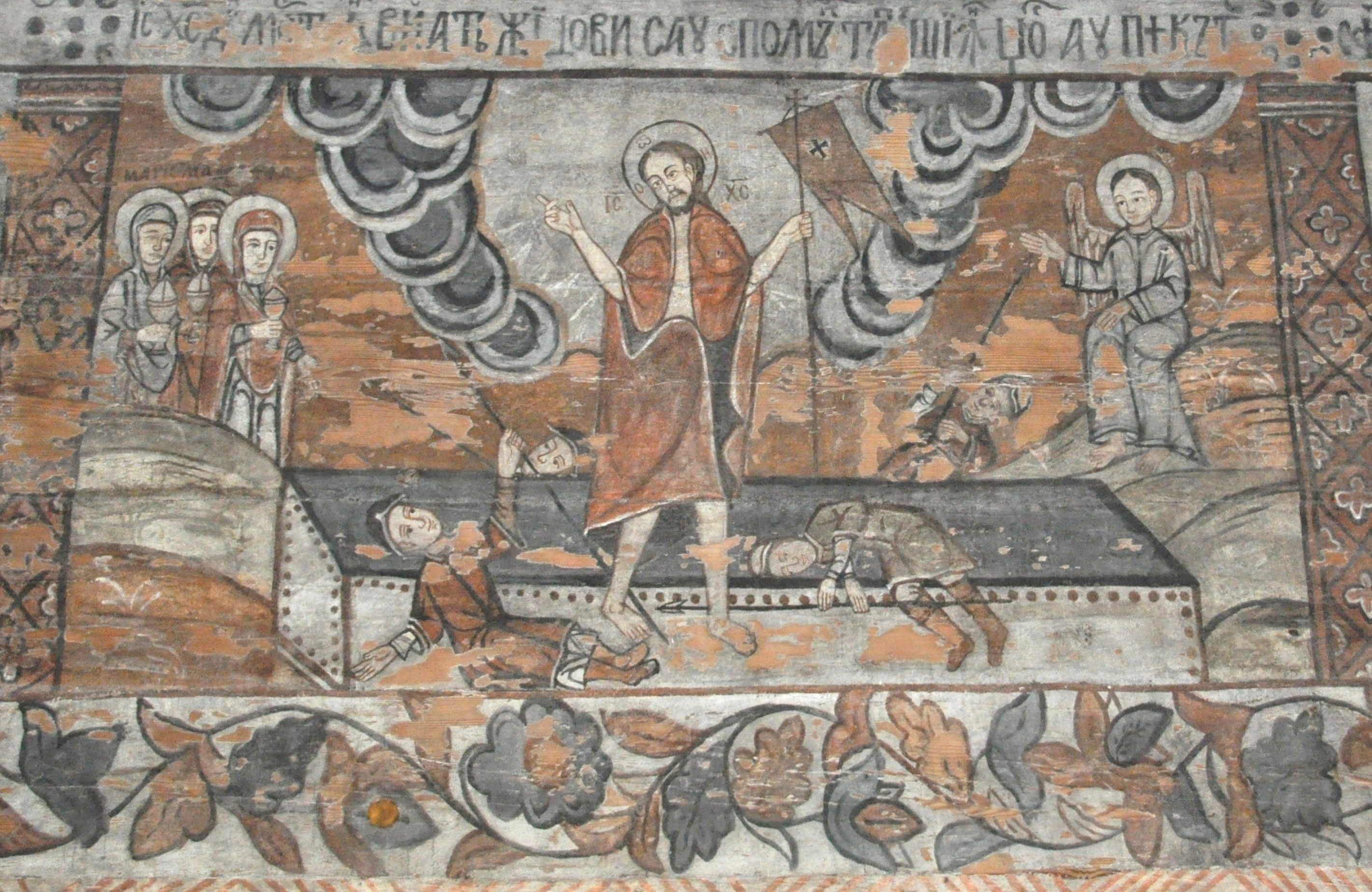
Învierea Domnului

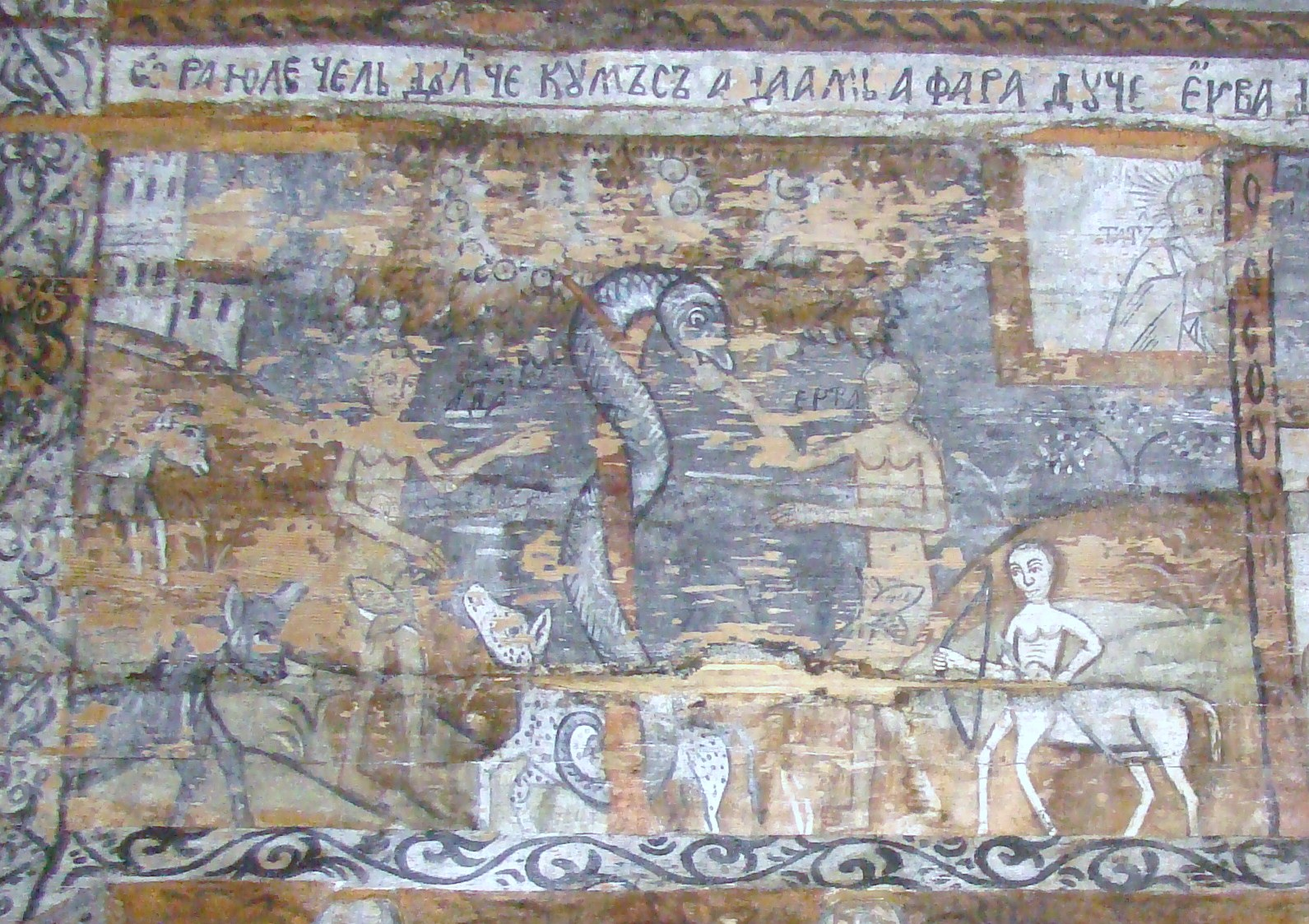
Ispita șarpelui

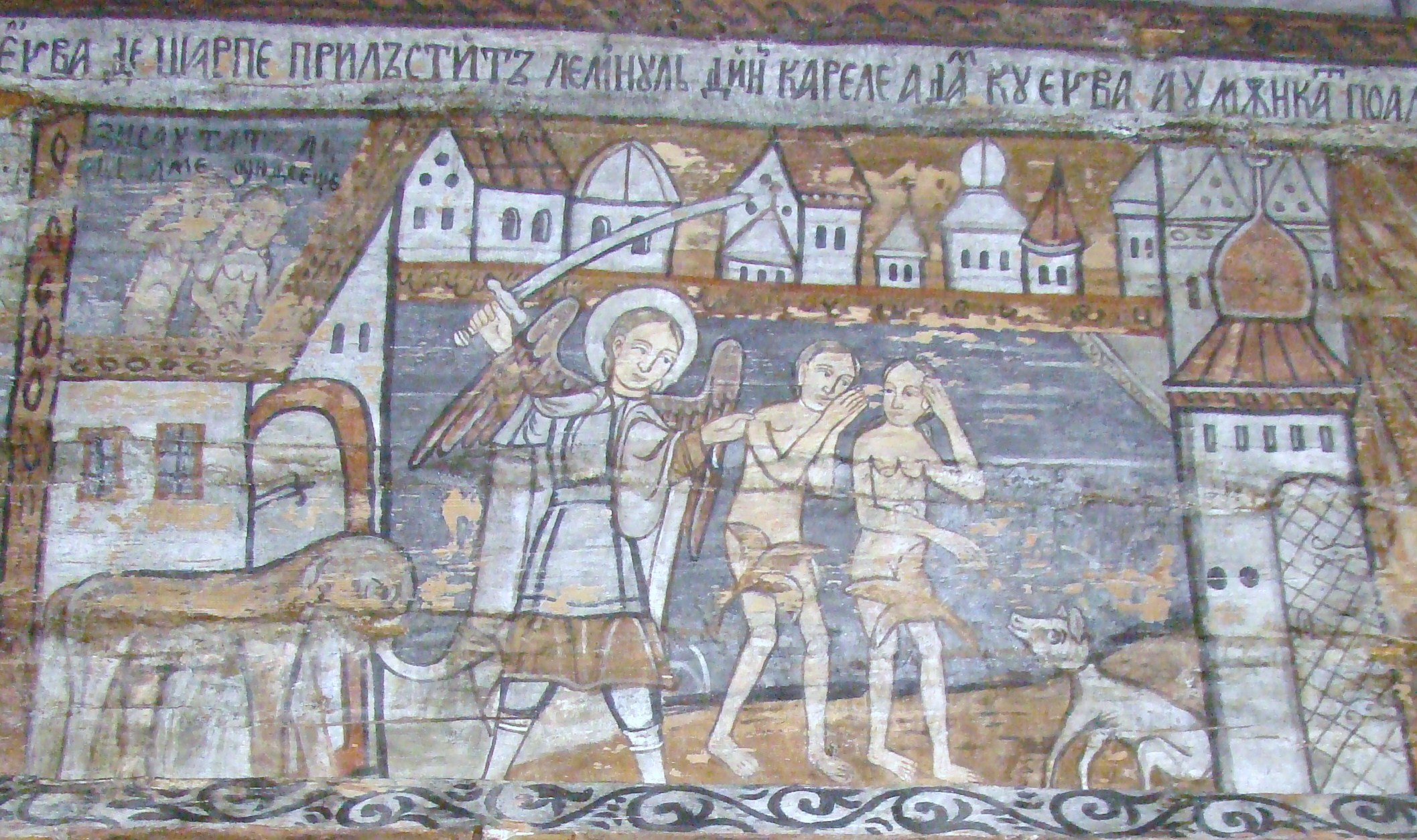
Alungarea din rai

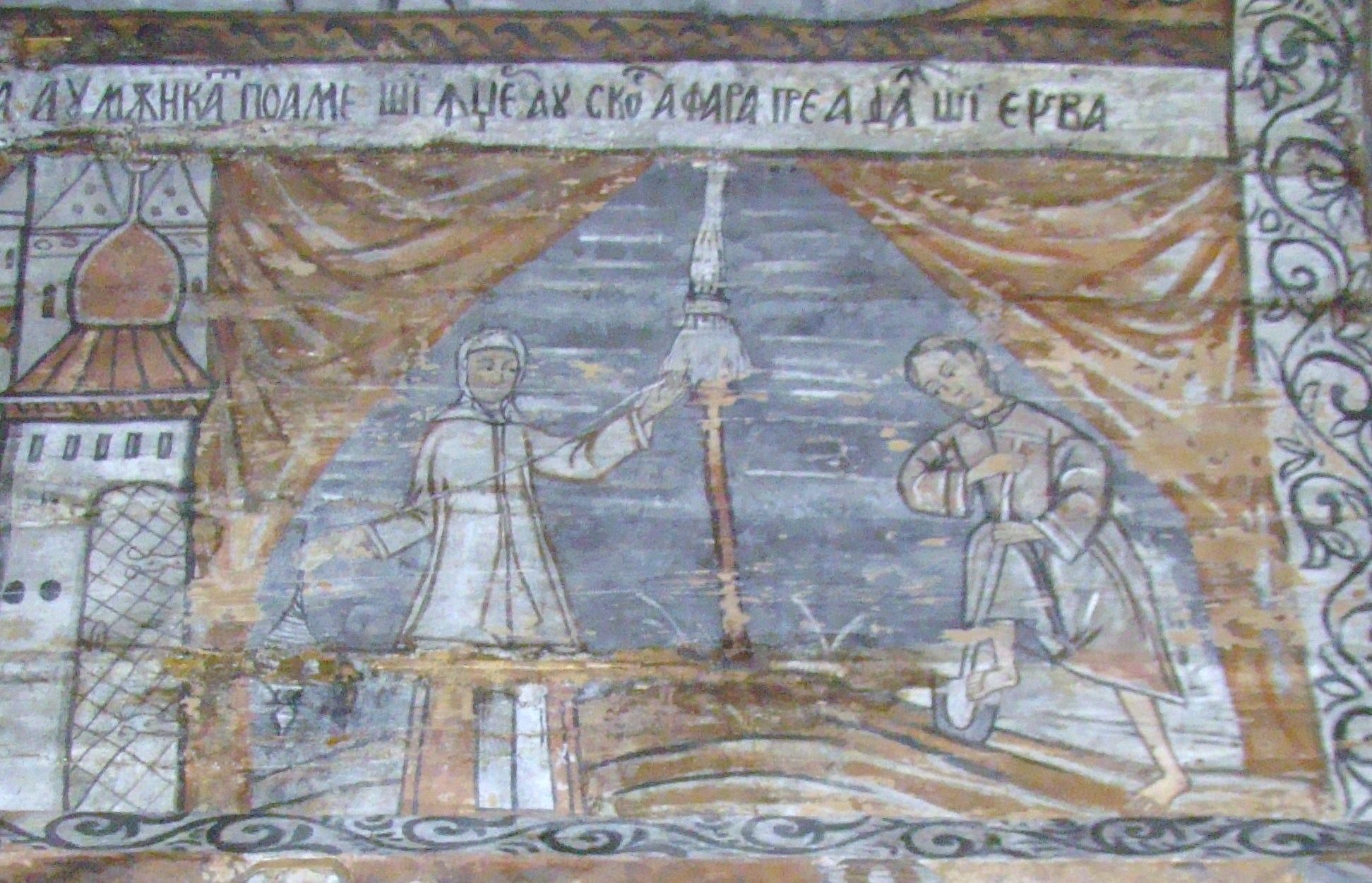
Adam lucrează pământul și Eva toarce

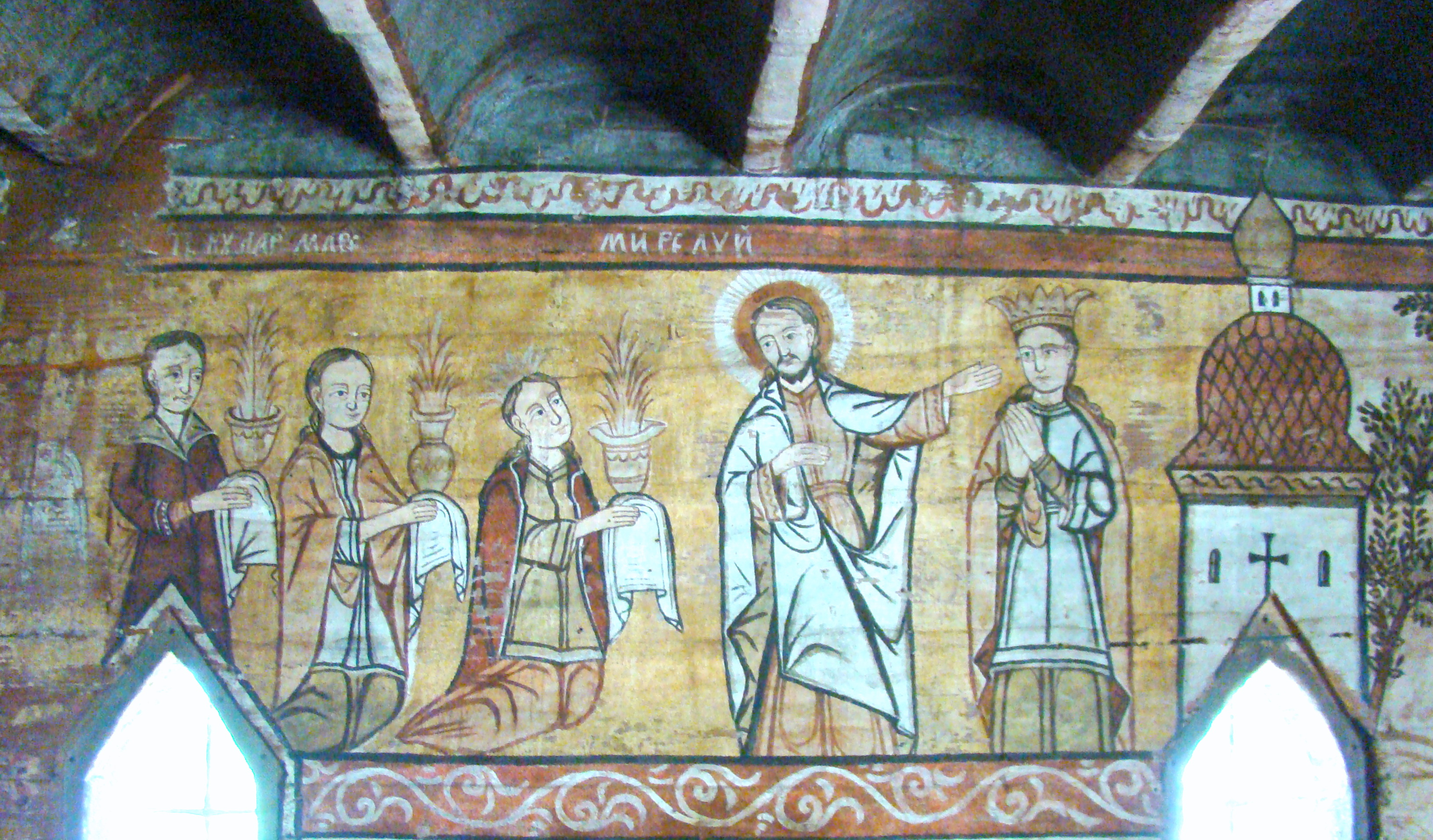
Pronaos: Parabola Fecioarelor

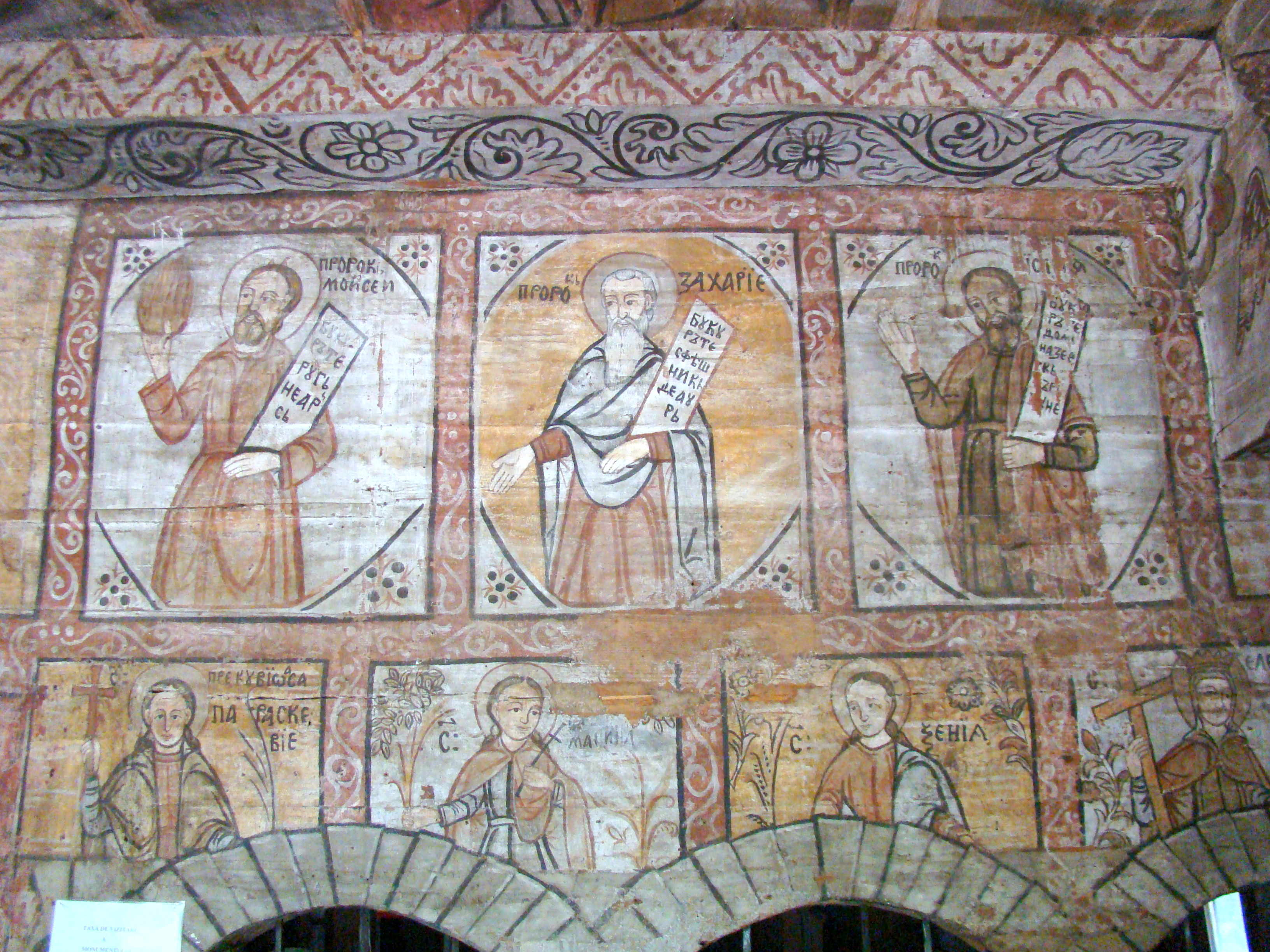
Pronaos (latura de est): Proorocul Moise, Proorocul Zaharia, Proorocul Isaia;
Sf.Paraschiva, Sf.Marina, Sf.Xenia, Sf.Elena

## Imagini din exterior

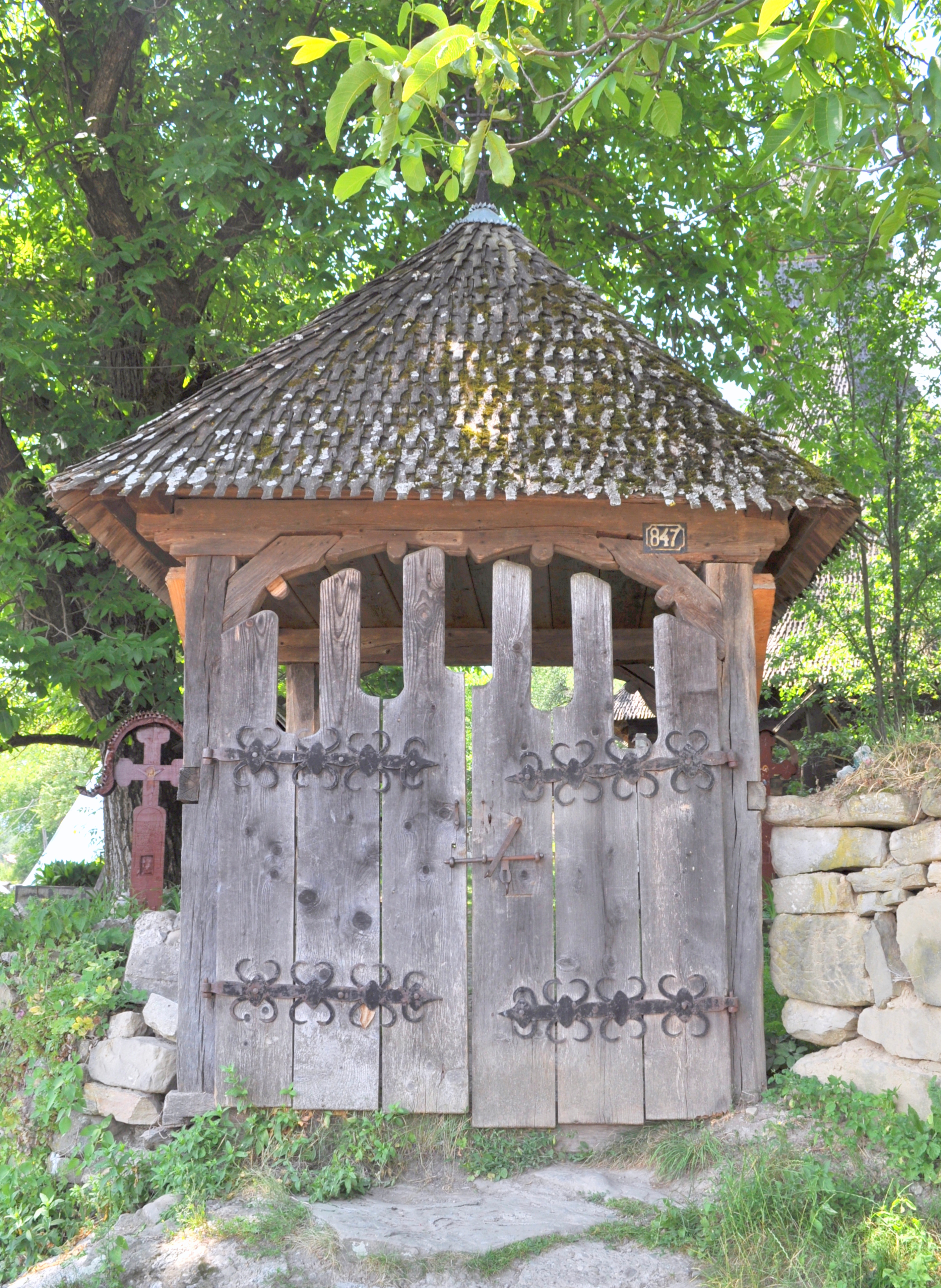
Poarta de intrare în incinta bisericii
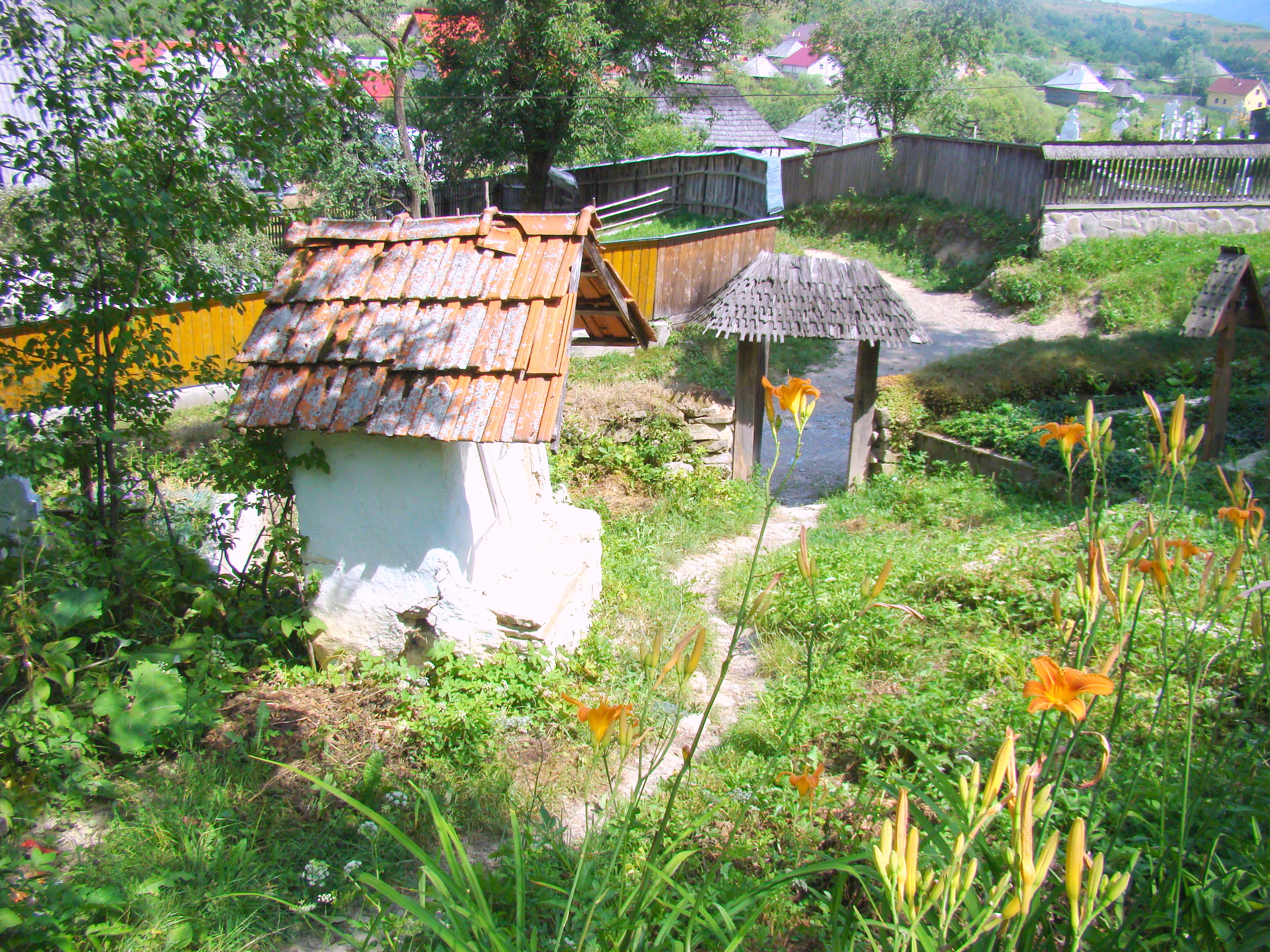
Vedere asupra satului din incinta bisericii
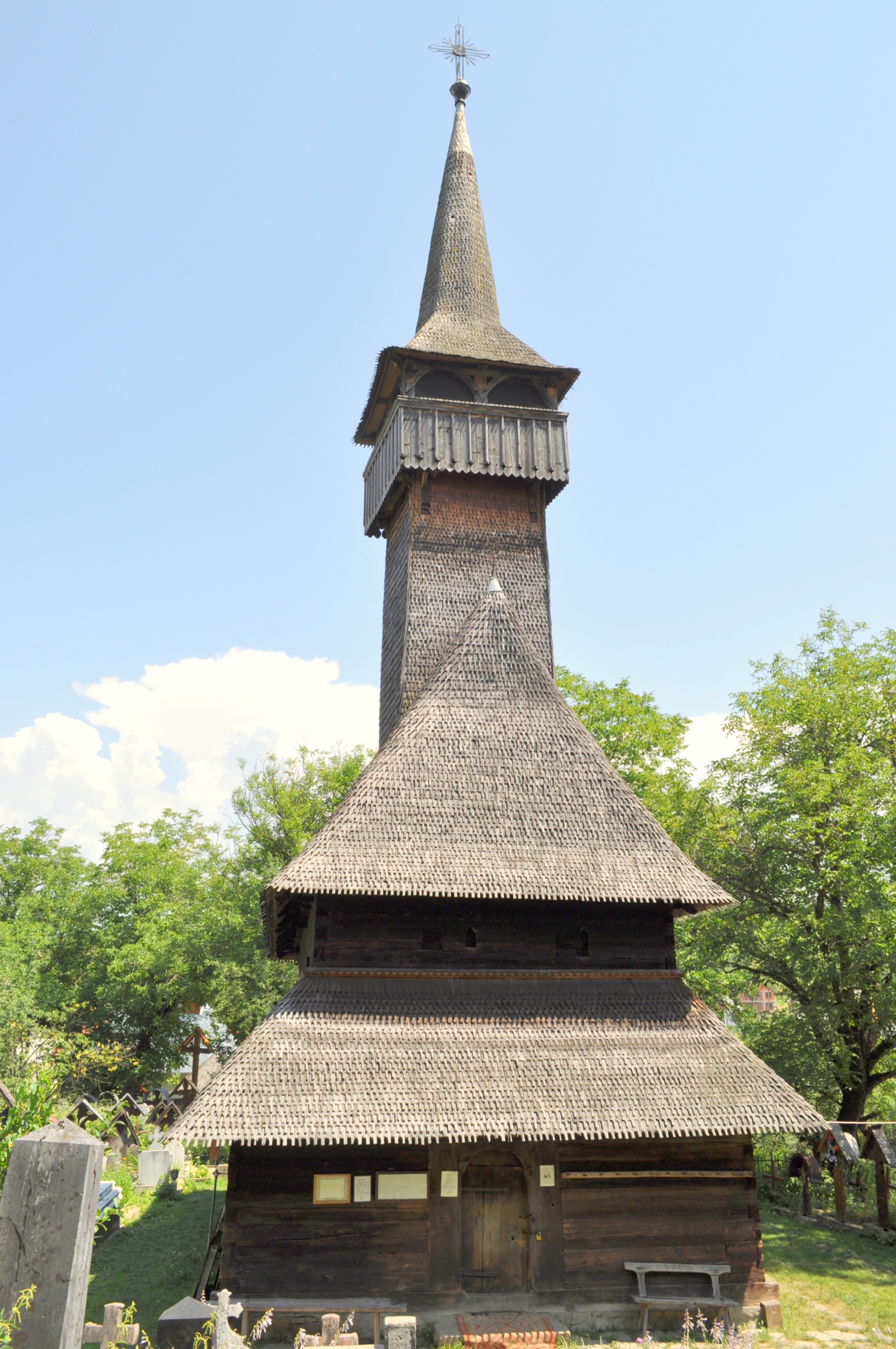
Biserica văzută dinspre vest
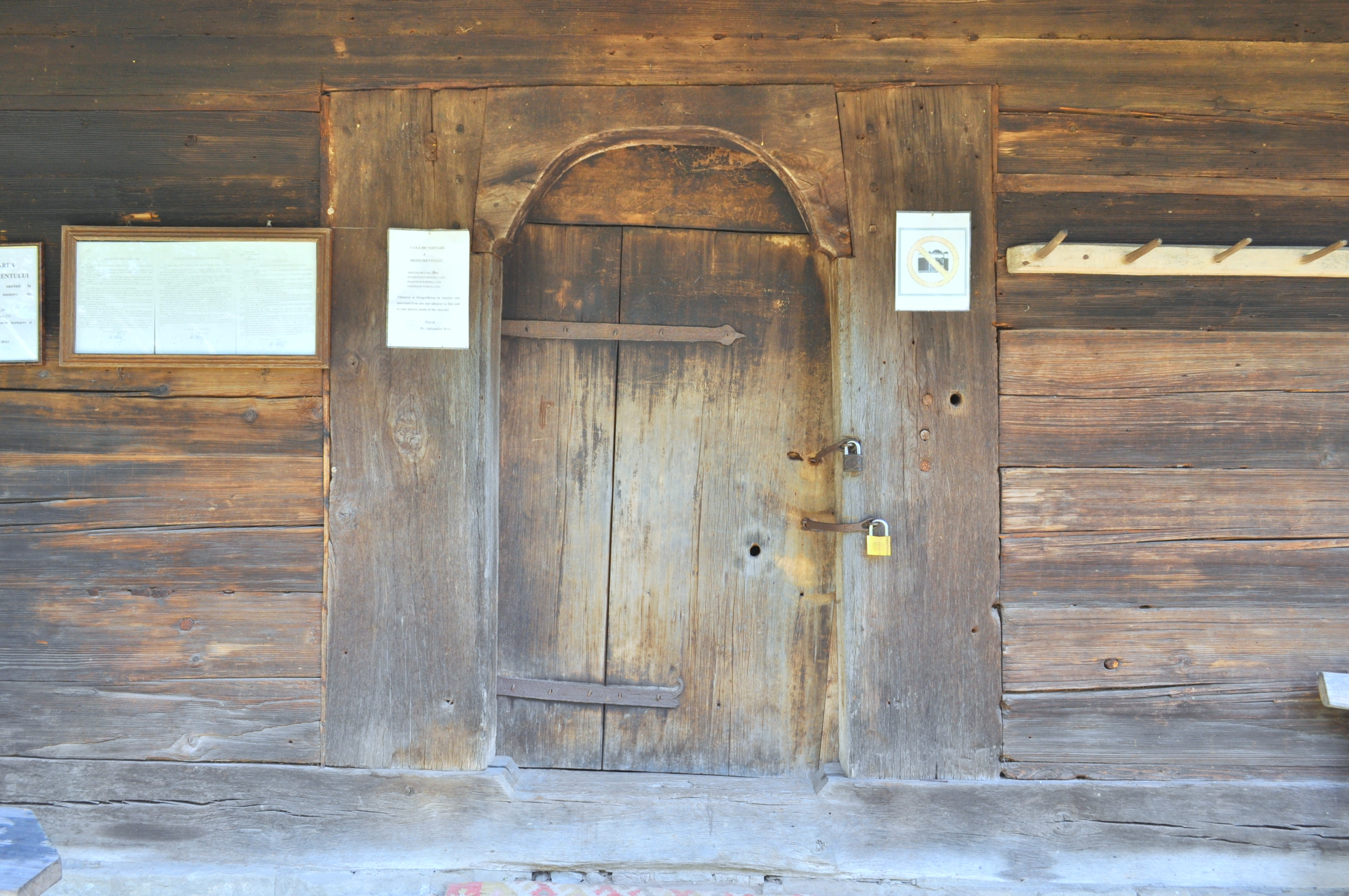
Ușa bisericii
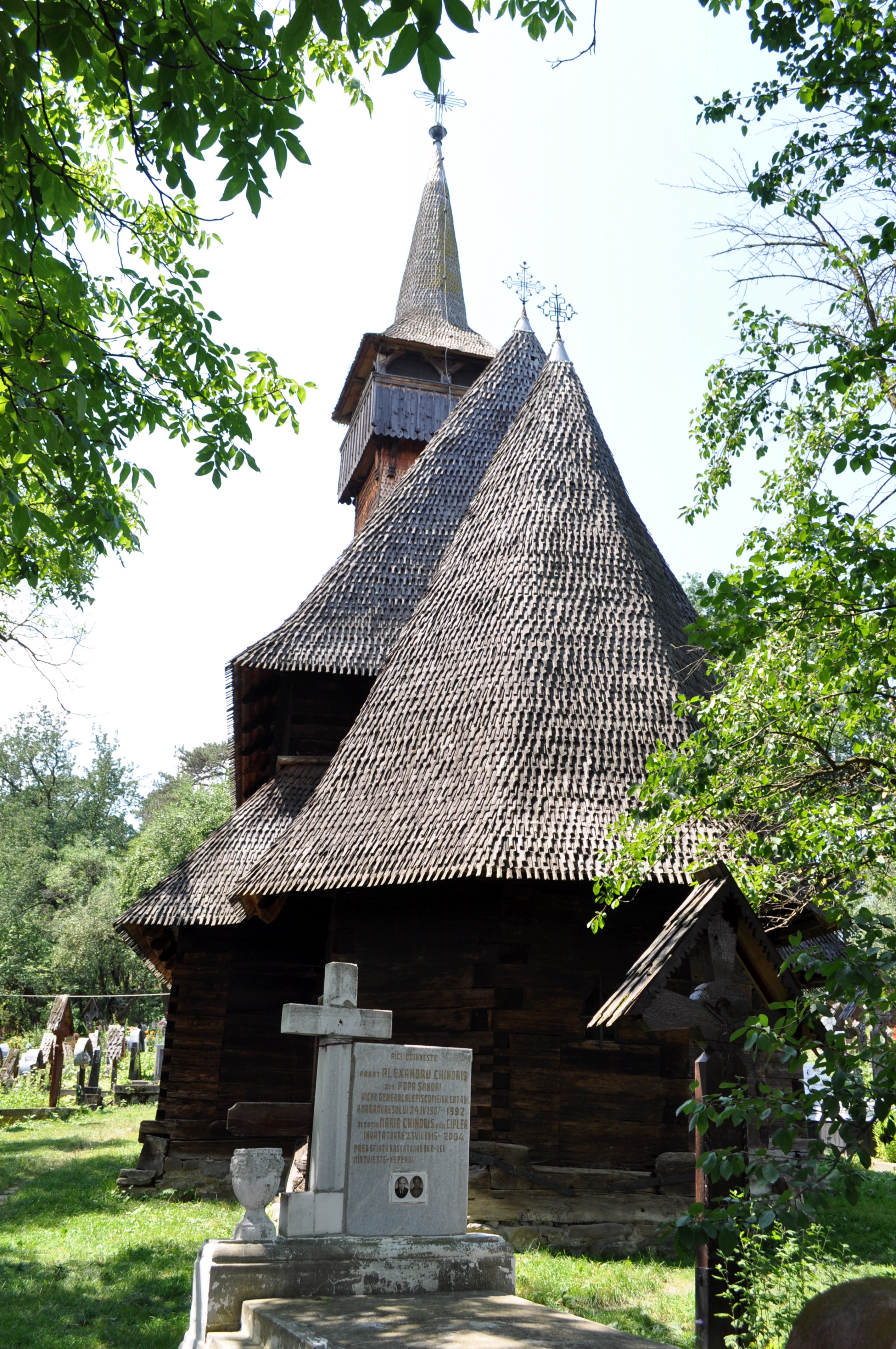
Biserica văzută dinspre est
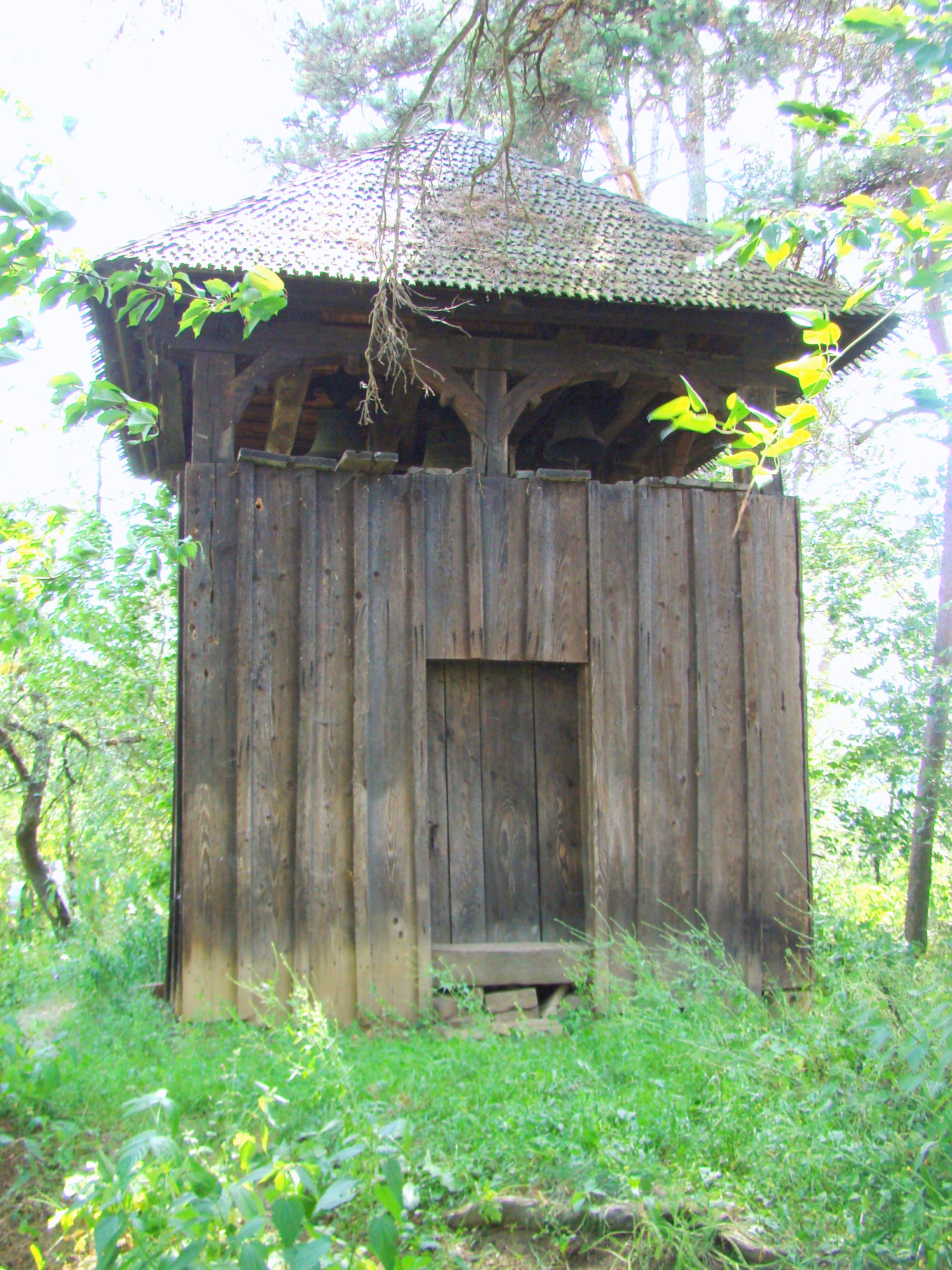
Clopotnița
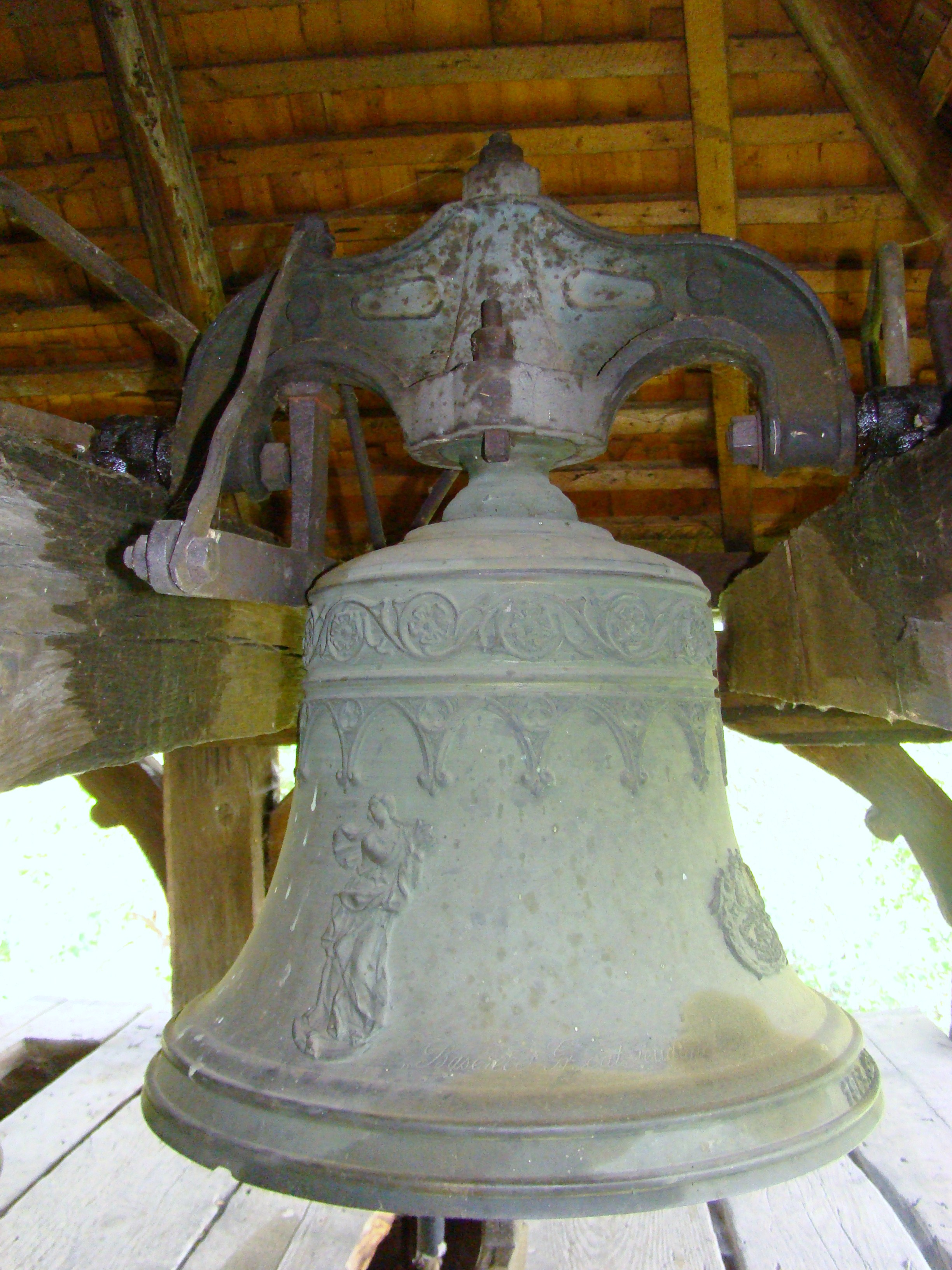
Clopotul bisericii din Ieud Deal
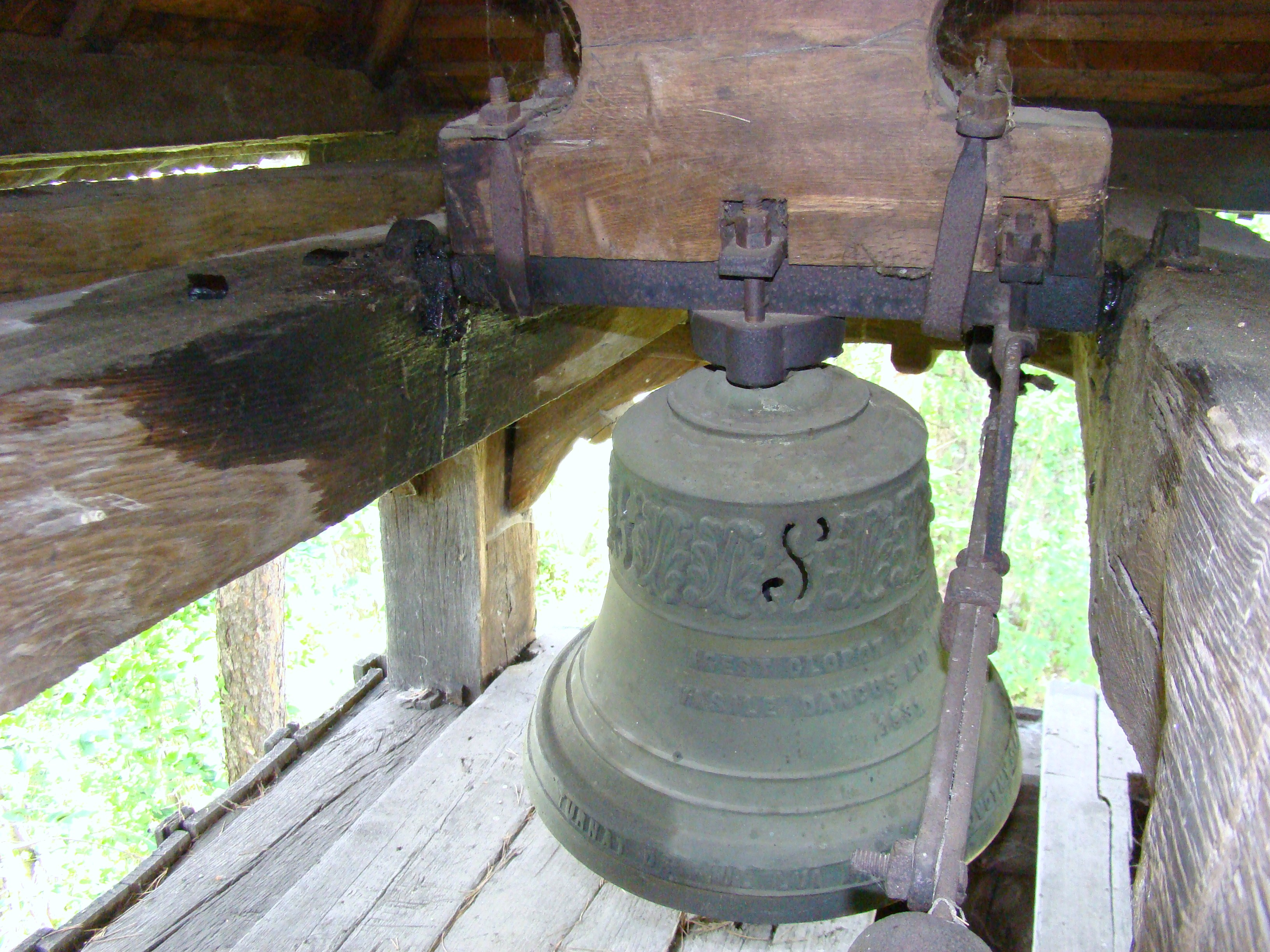
Inscripțiile de pe clopot arată că acesta a fost turnat în 1931

## Imagini din interior

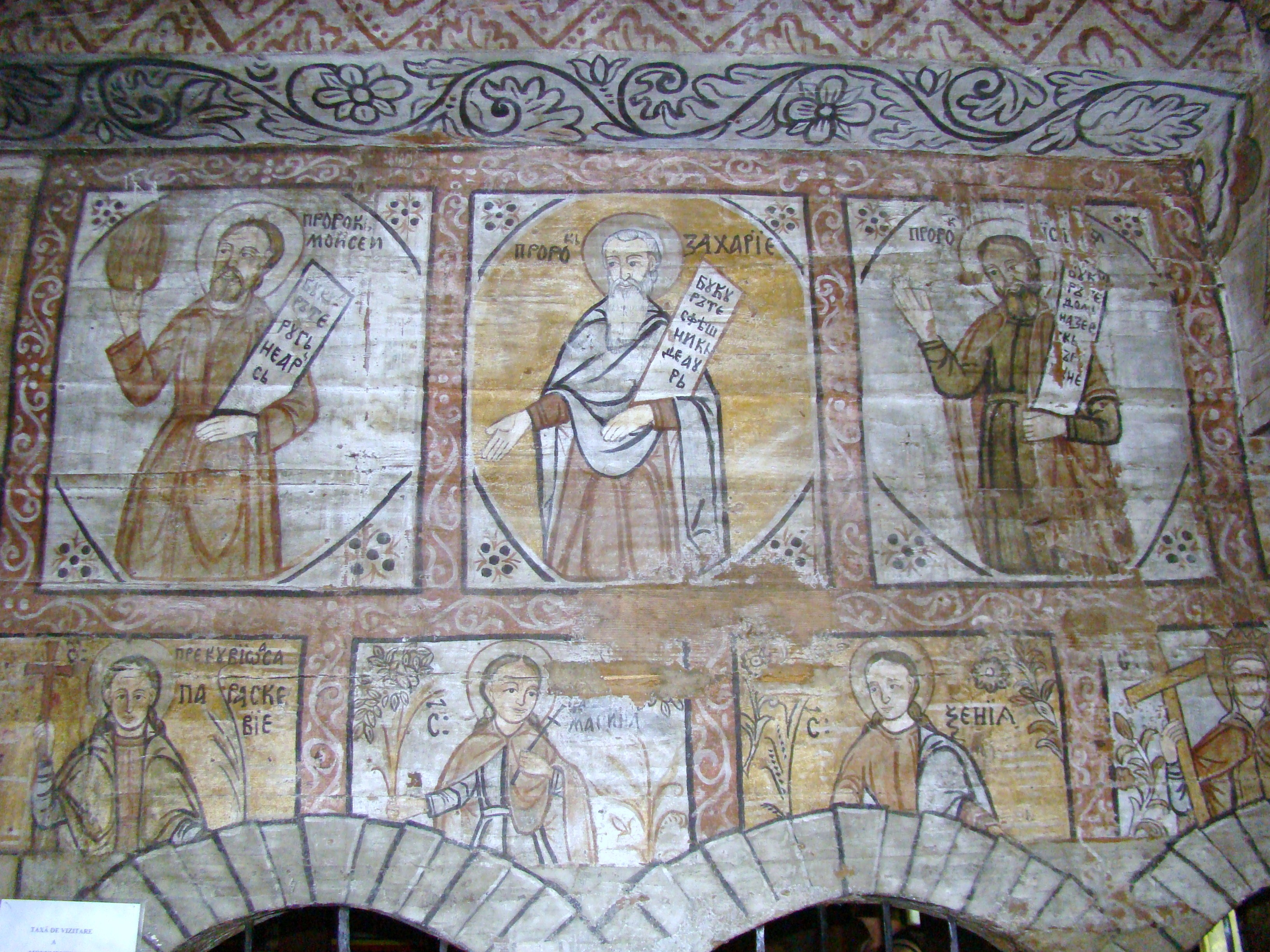
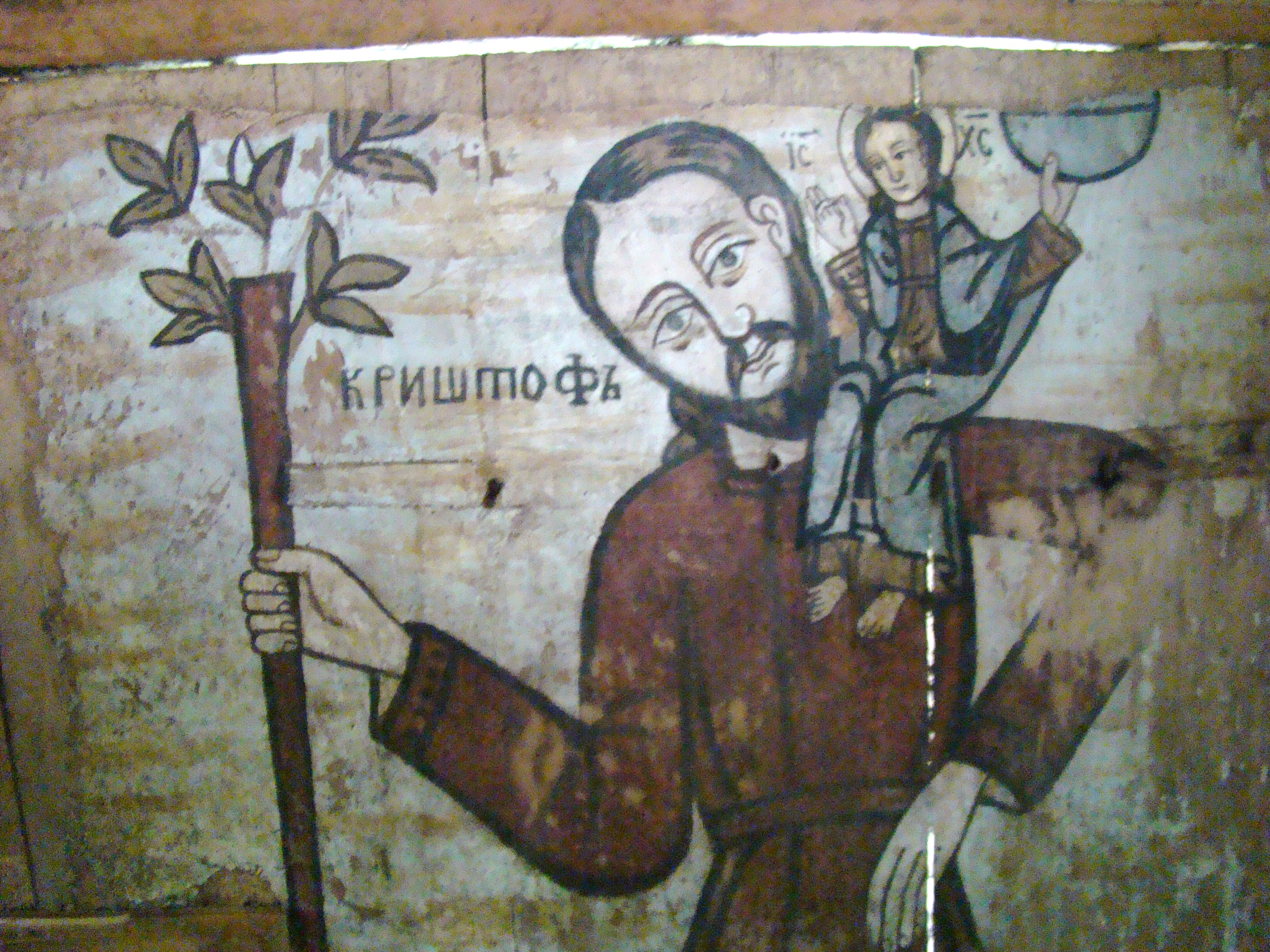
Sfântul Cristofor (detaliu)
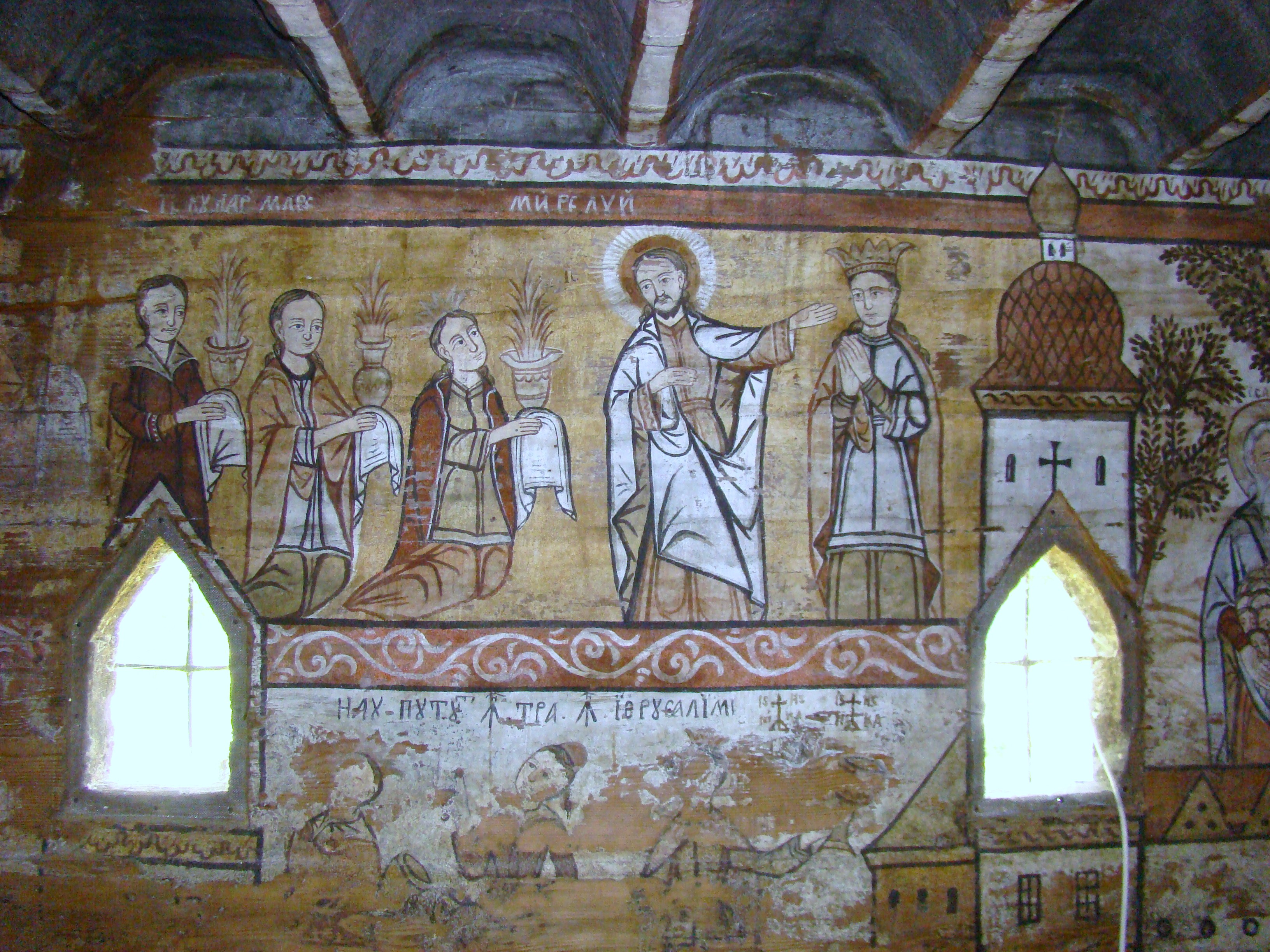
Parabola Fecioarelor
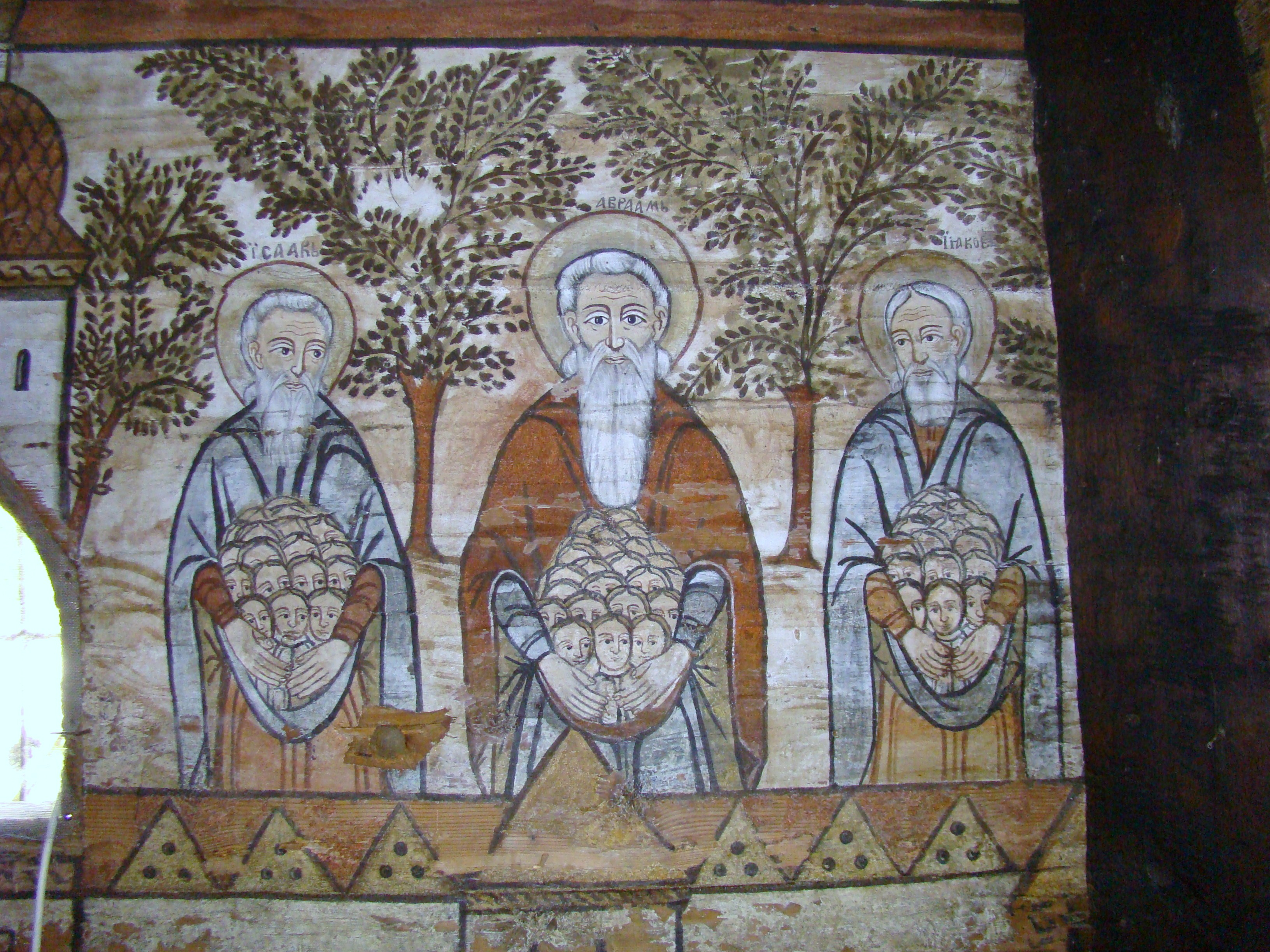
Cei trei patriarhi în rai
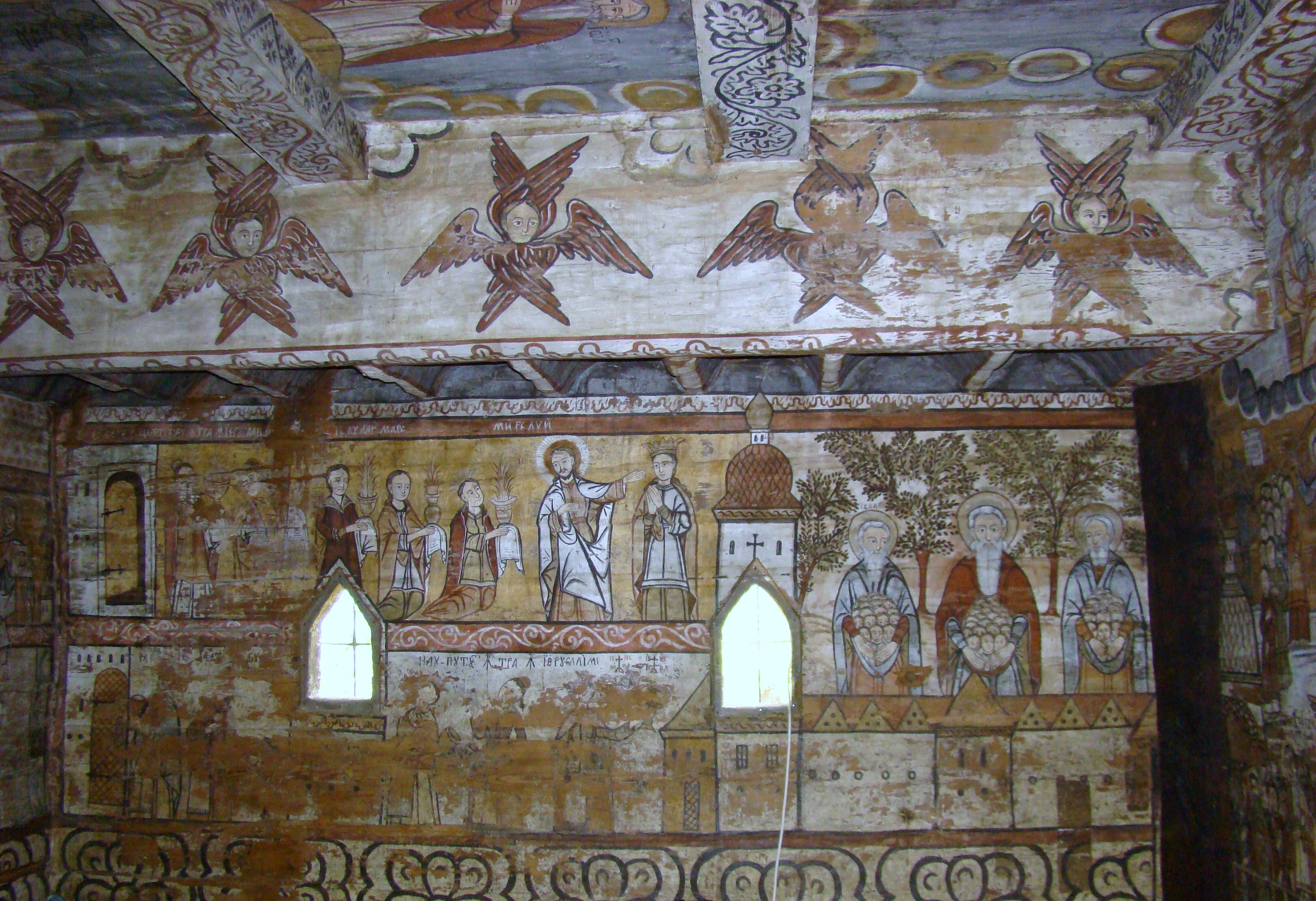
Pronaos (latura de sud)
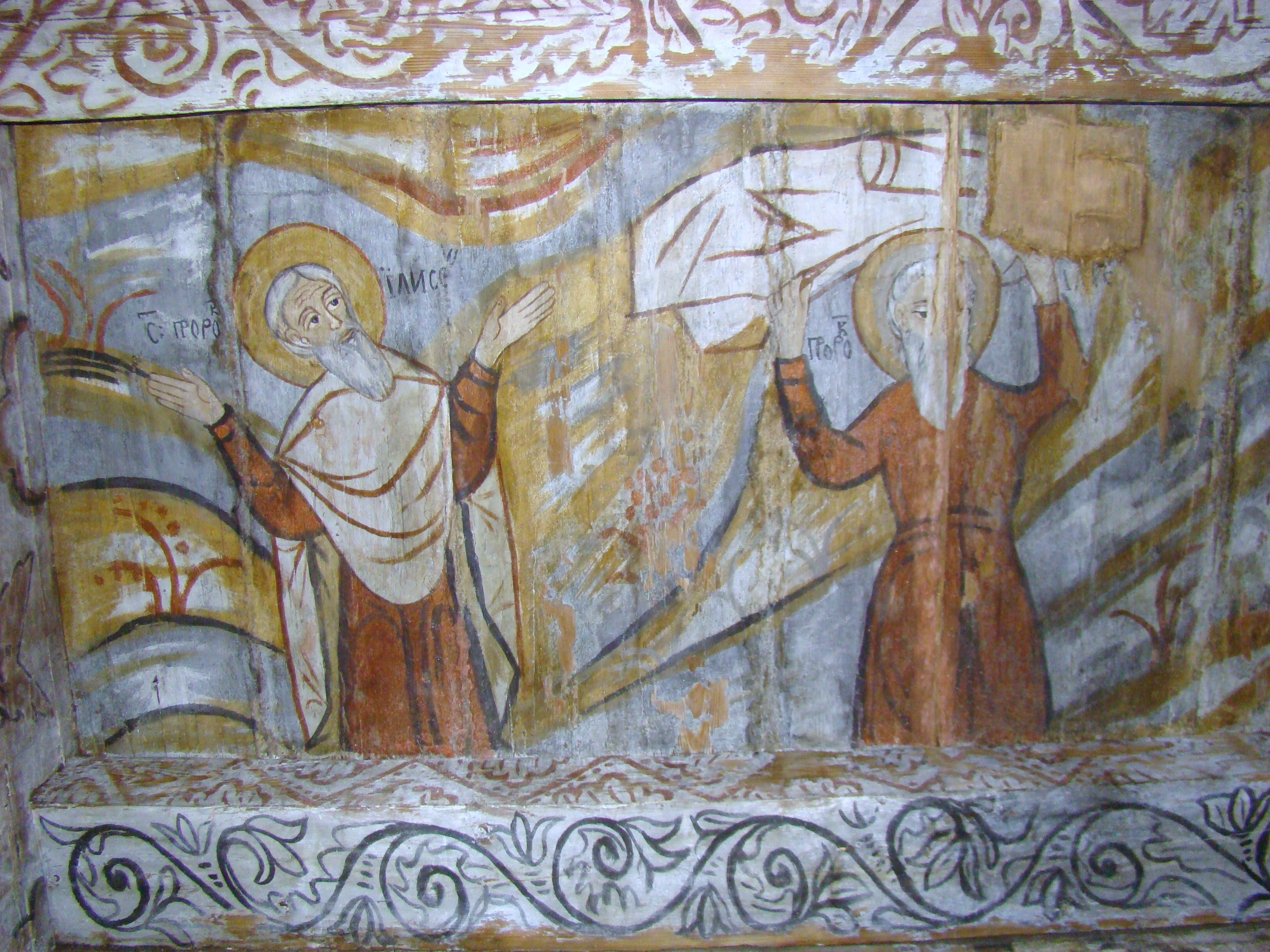
Proorocul Elisei investit de proorocul Ilie
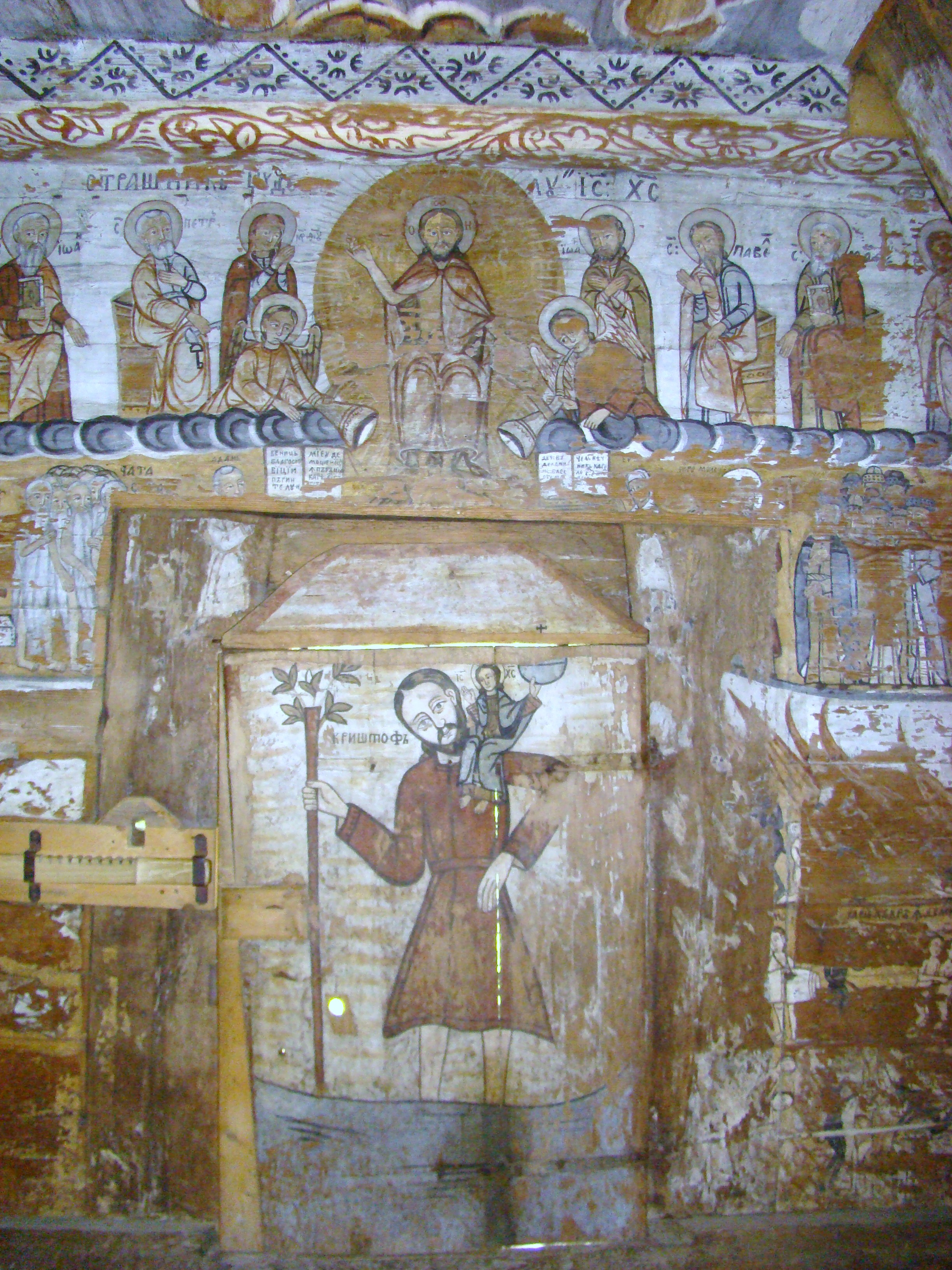
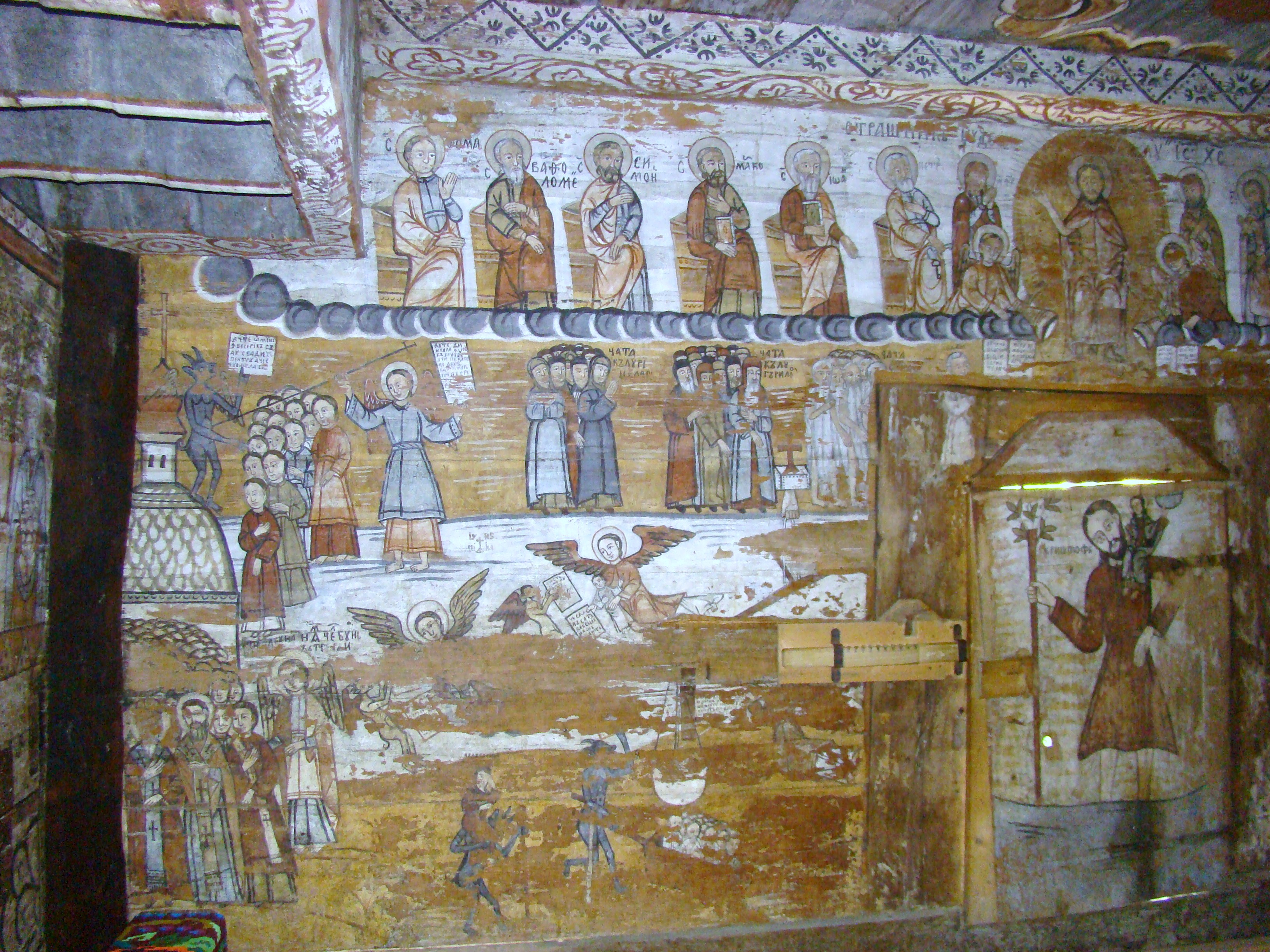
Pronaos (latura de vest – detaliu)
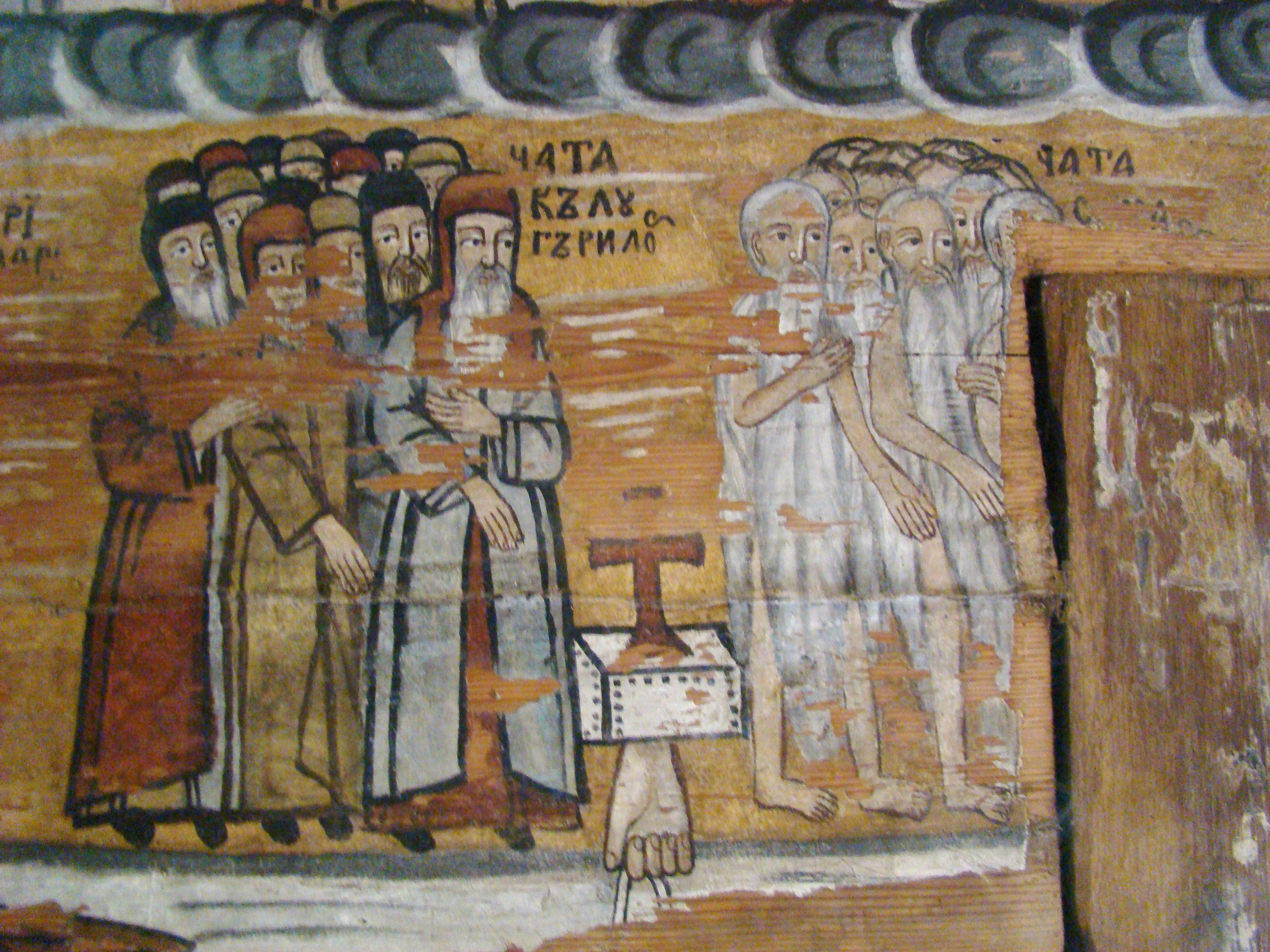
Ceata săhaștrilor
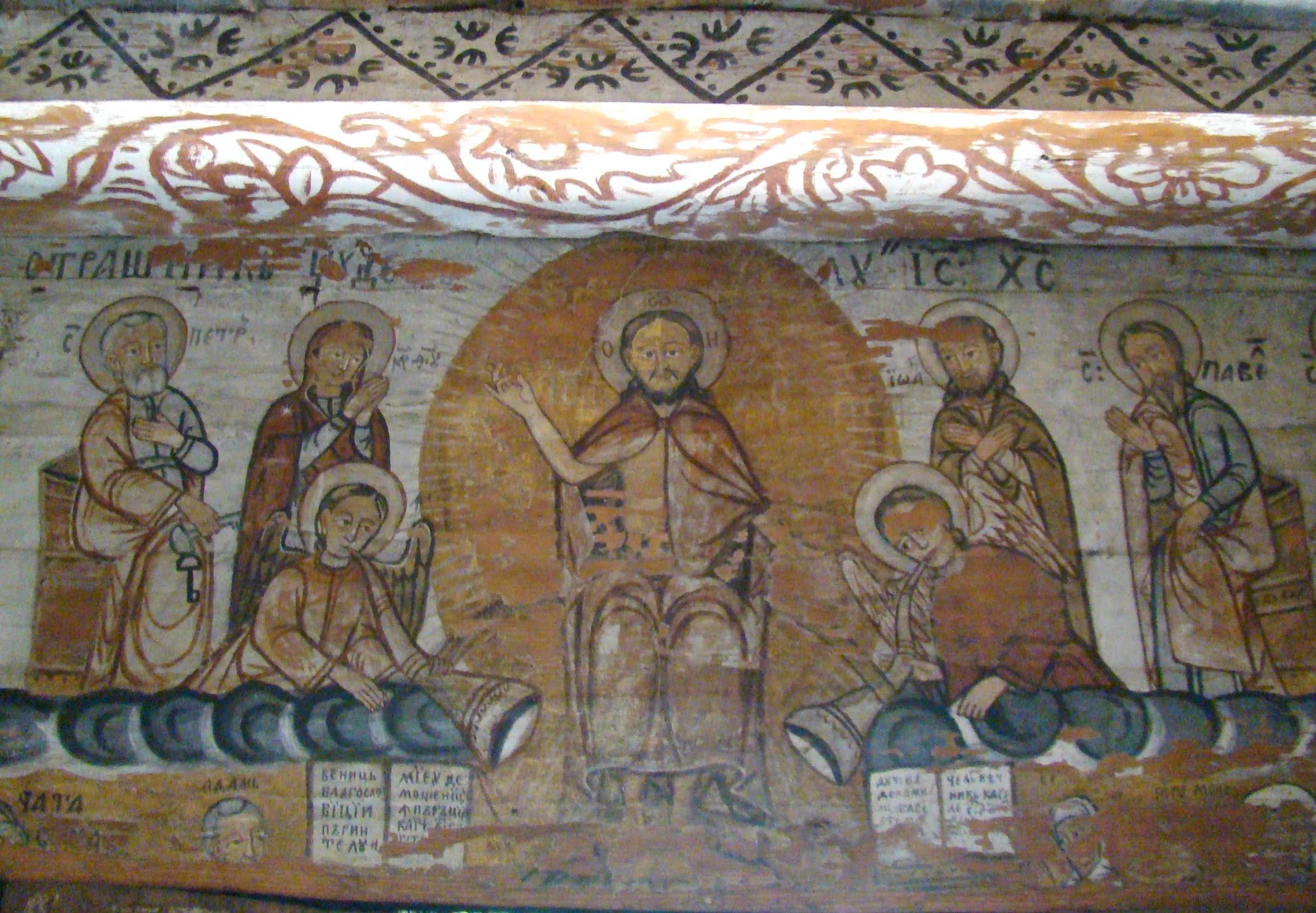
Deisis; Îngeri trâmbițând
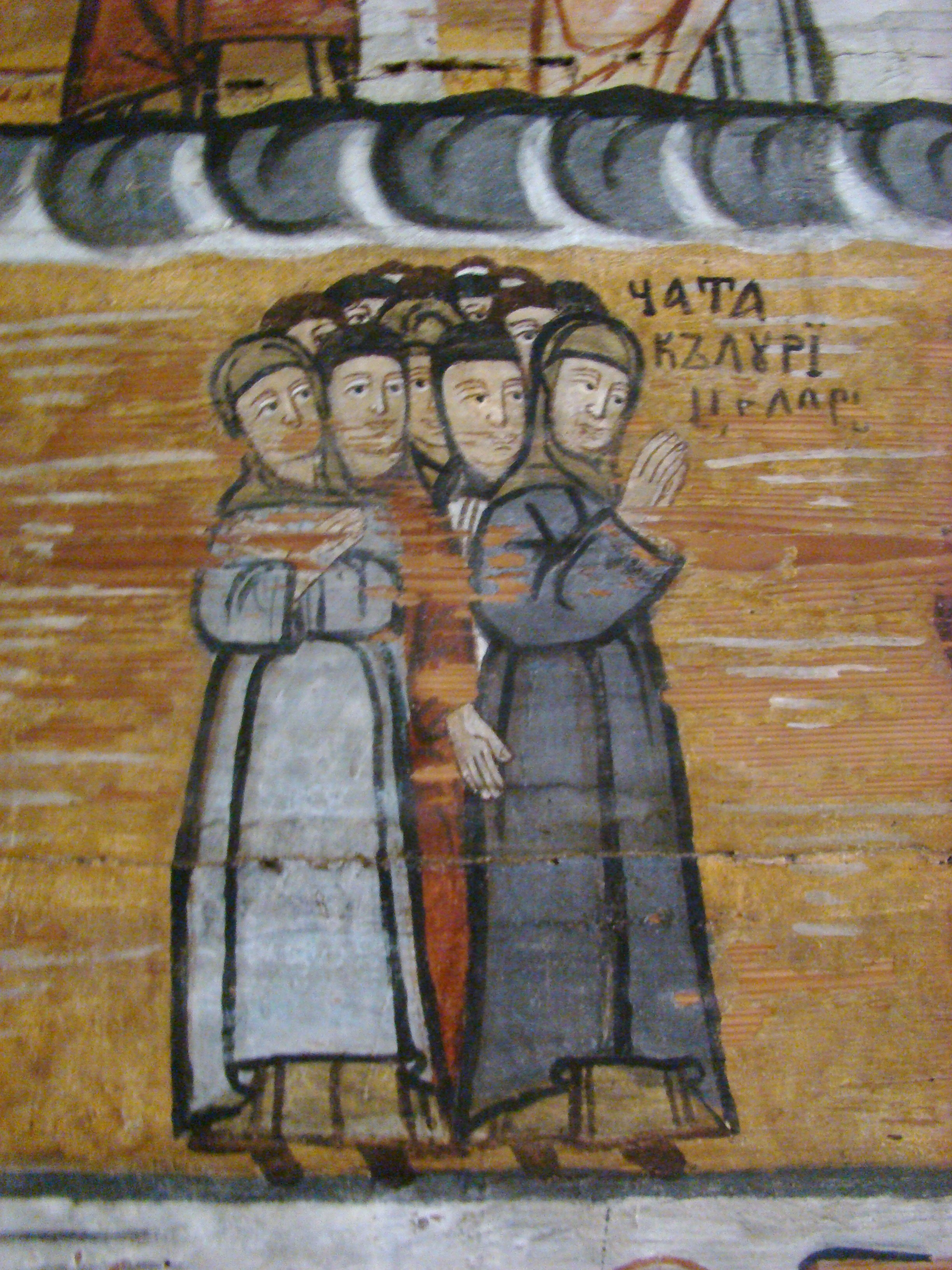
Ceata călugărițelor
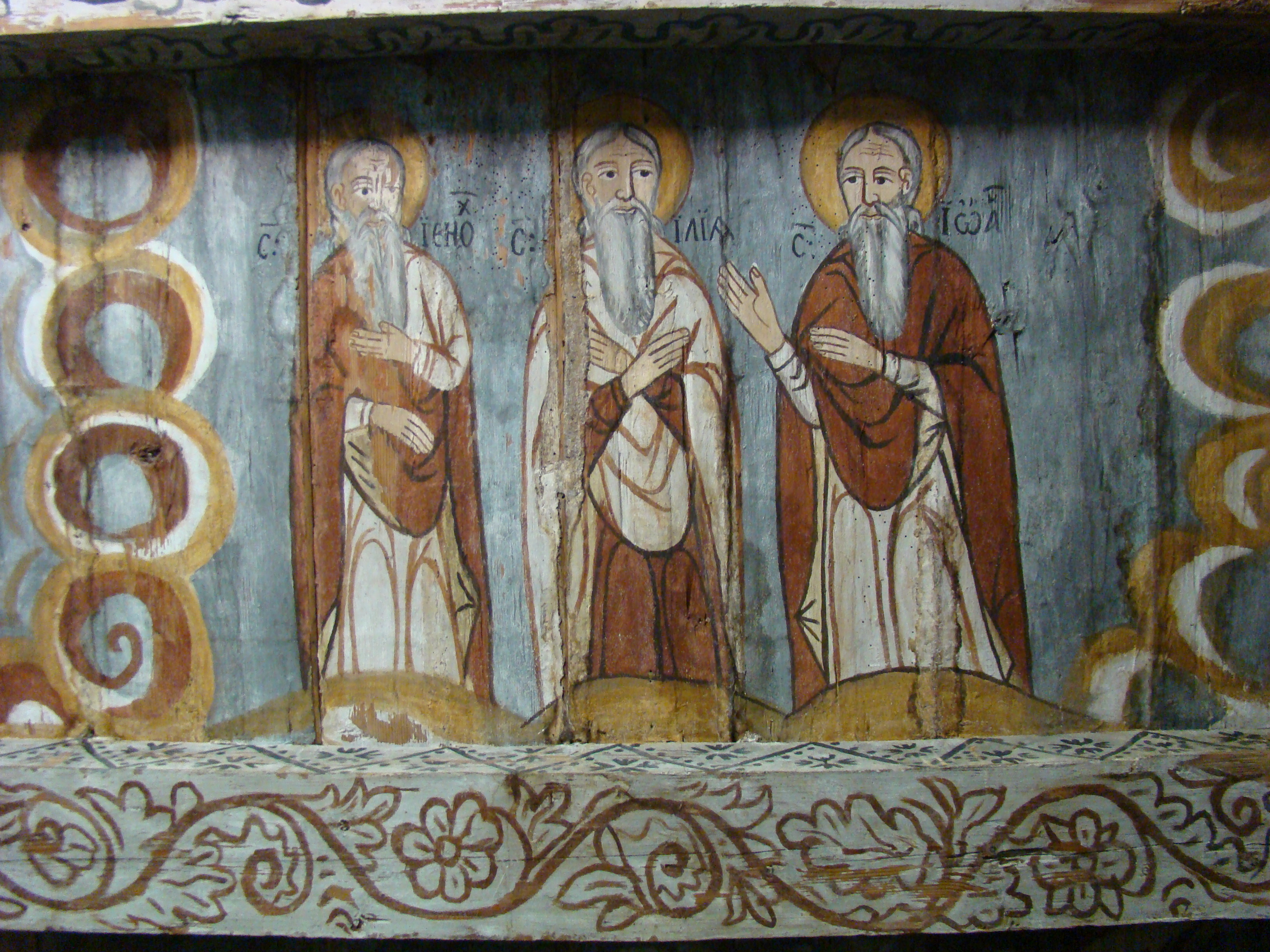
Sf.Enoh, Sf.Ilie, Sf.Ioan
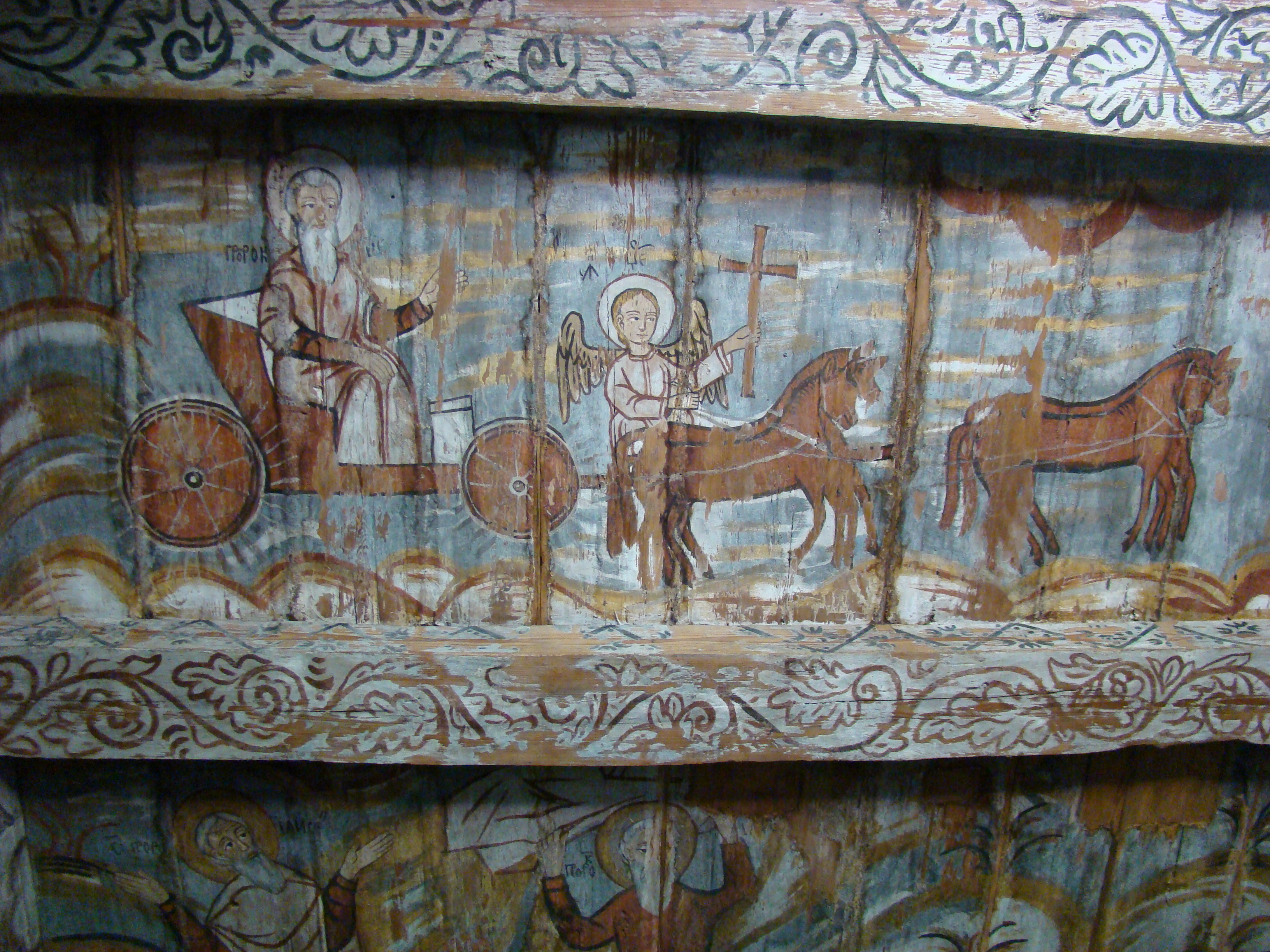
Înălțarea proorocului Ilie
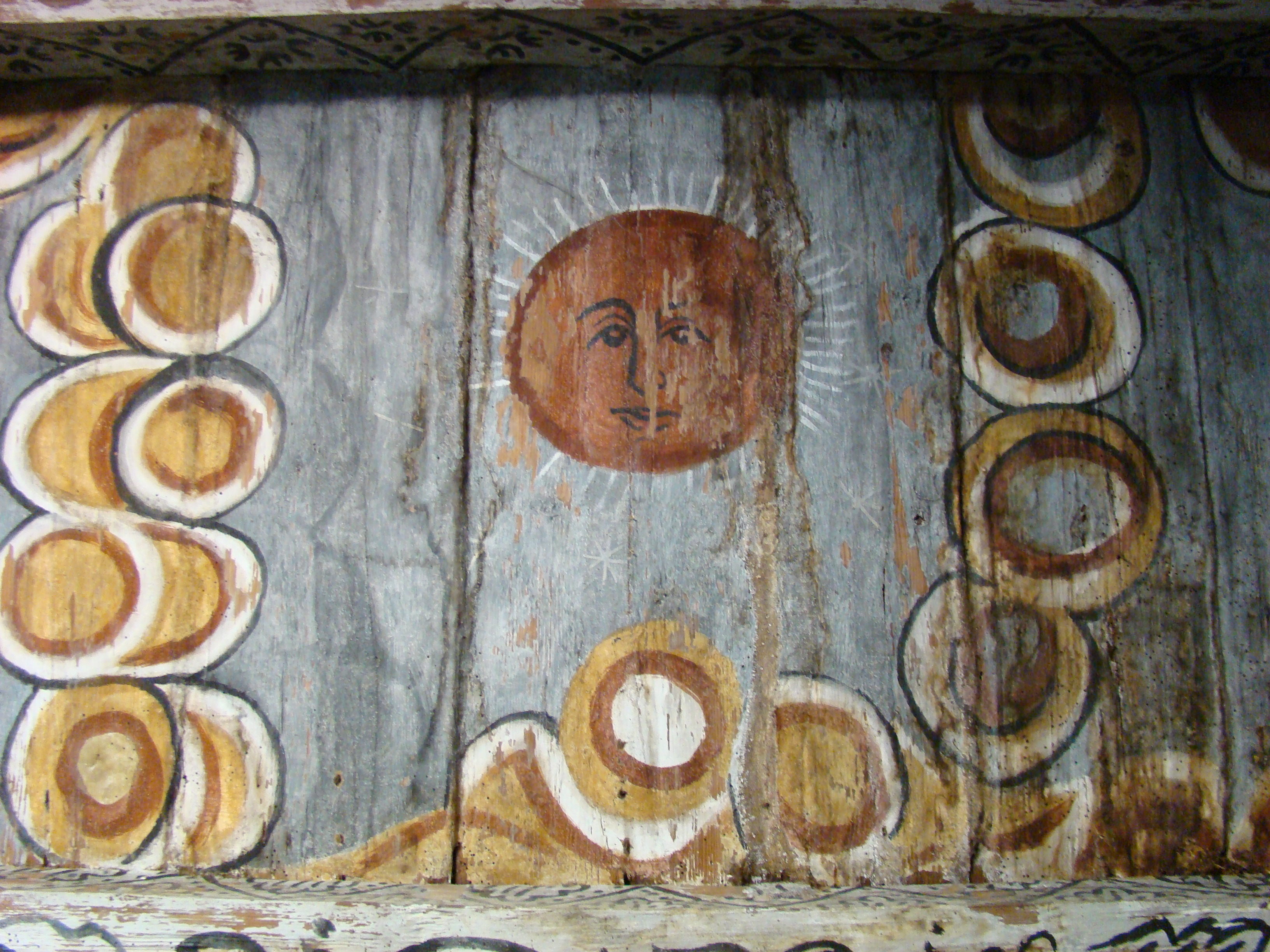
Soarele
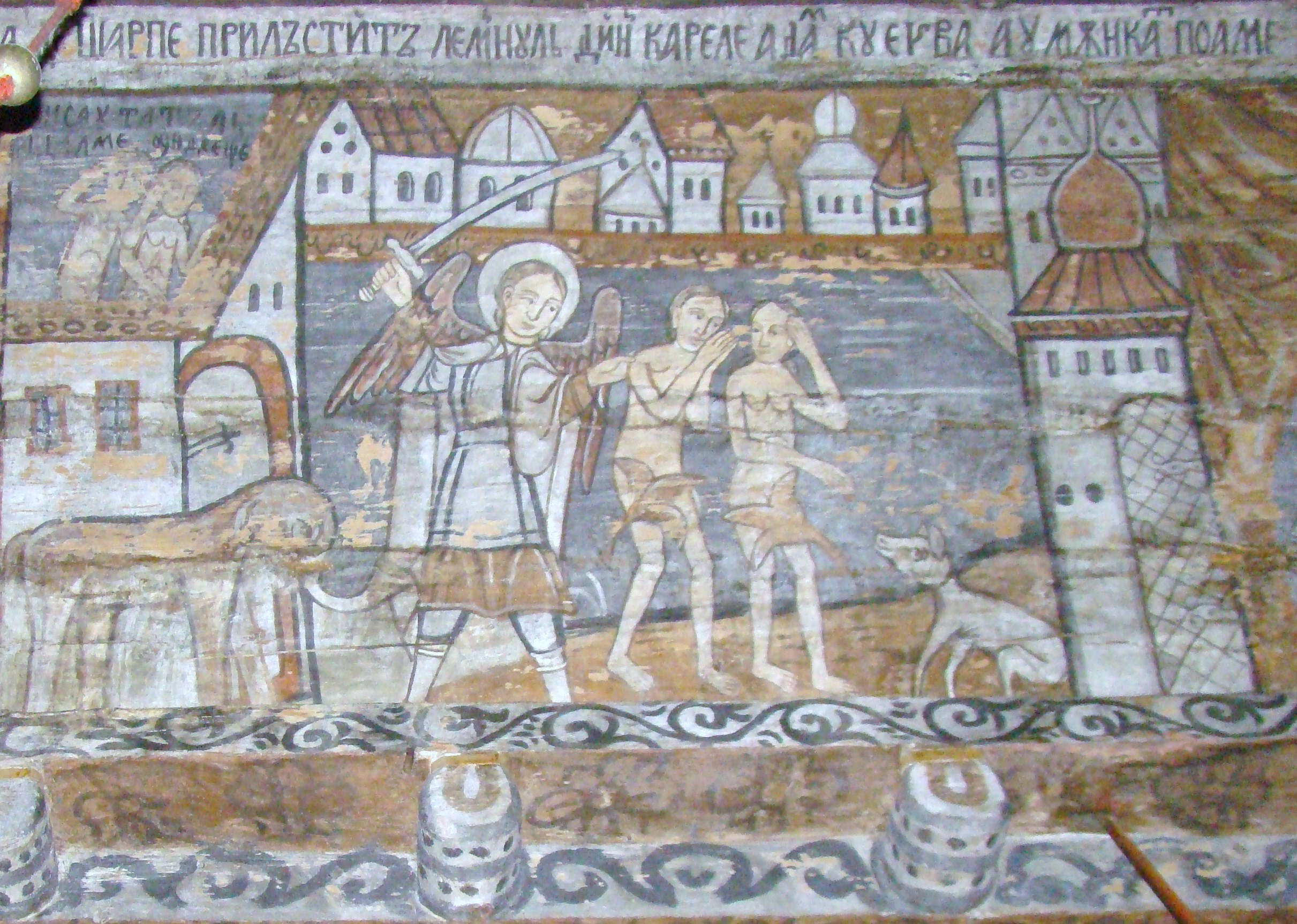
Alungarea din rai
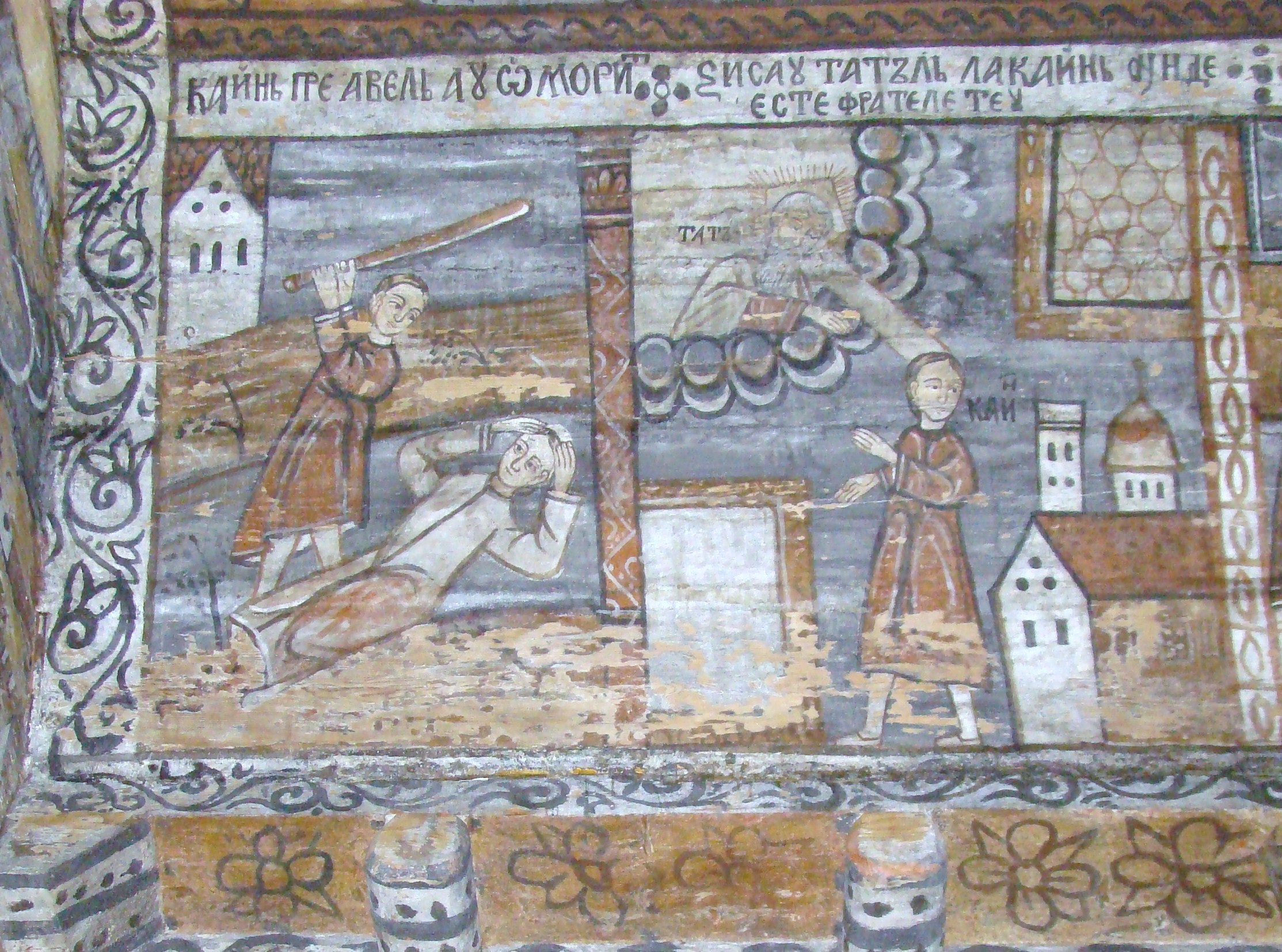
Cain îl ucide pe Avel; Cain fuge din fața Domnului
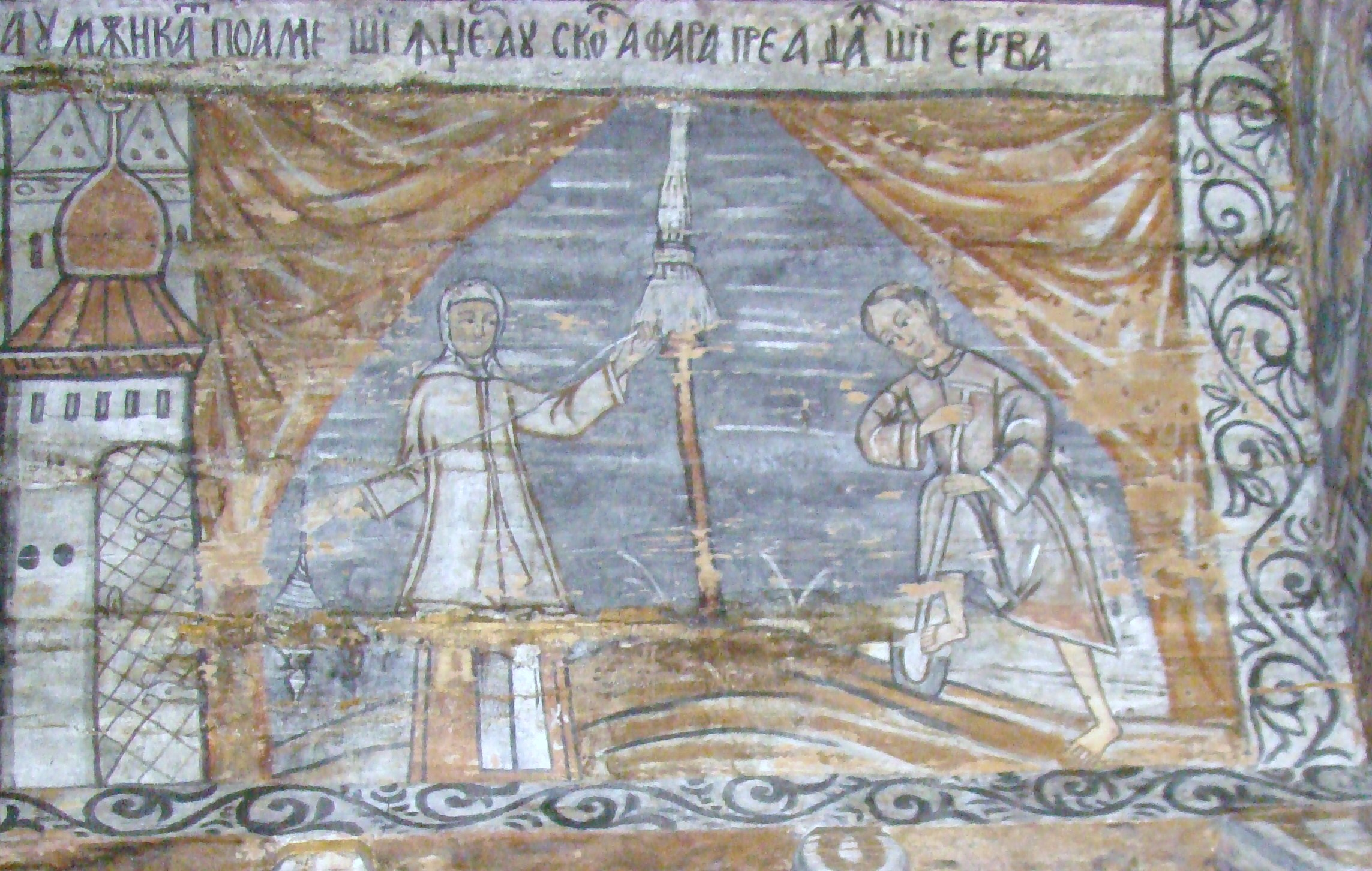
Adam lucrează pământul și Eva toarce
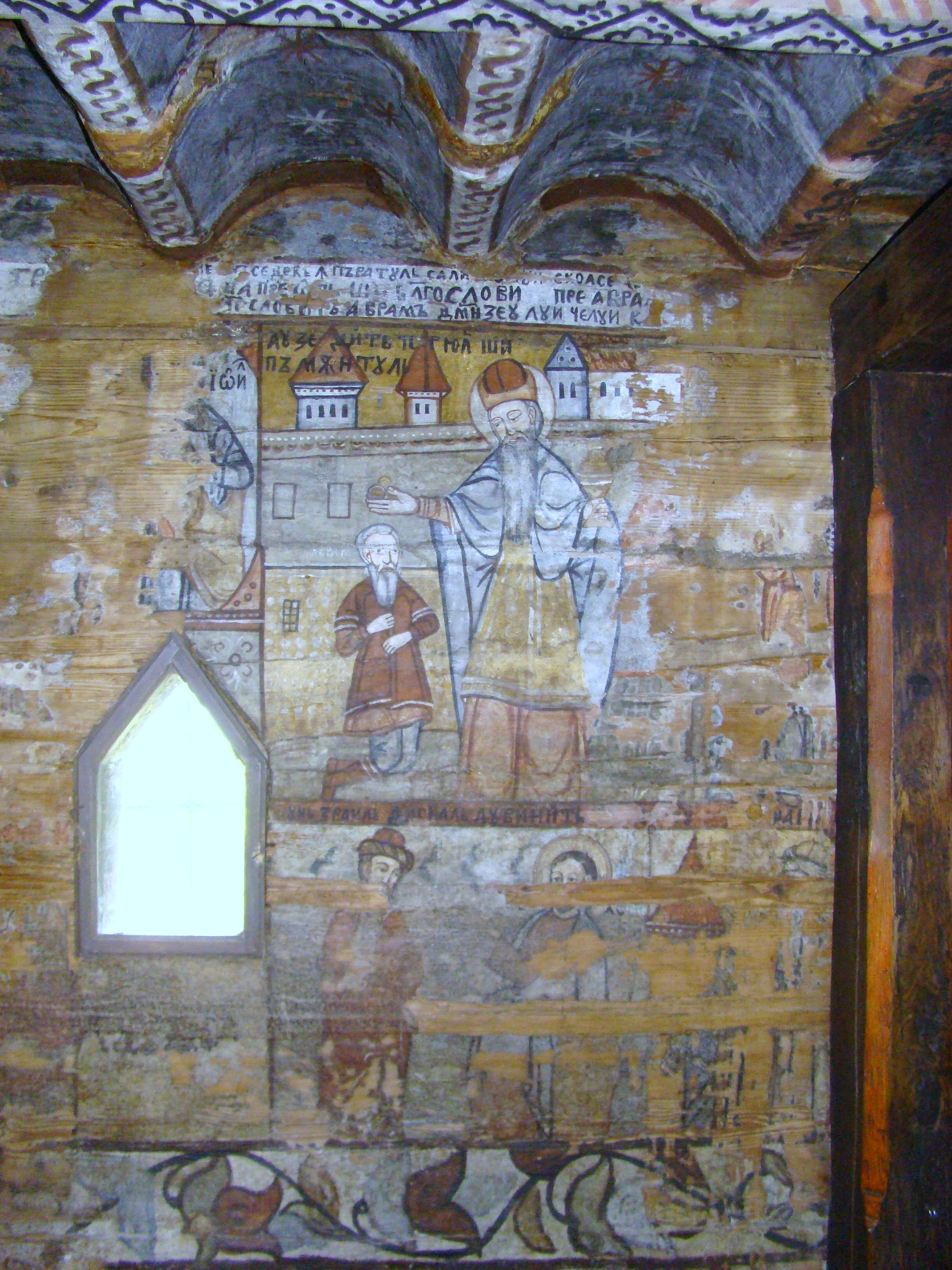
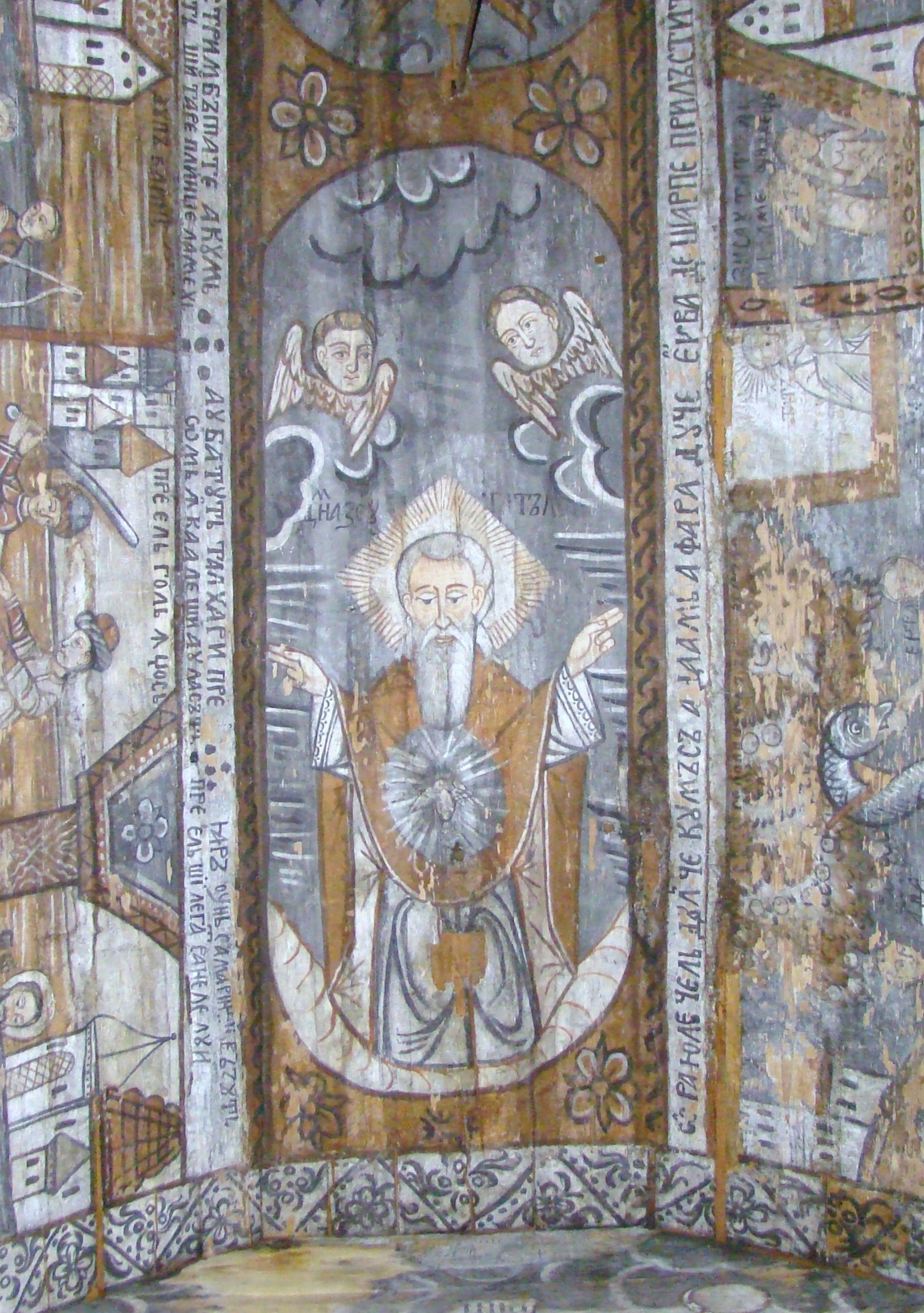
Dumnezeu-tatăl
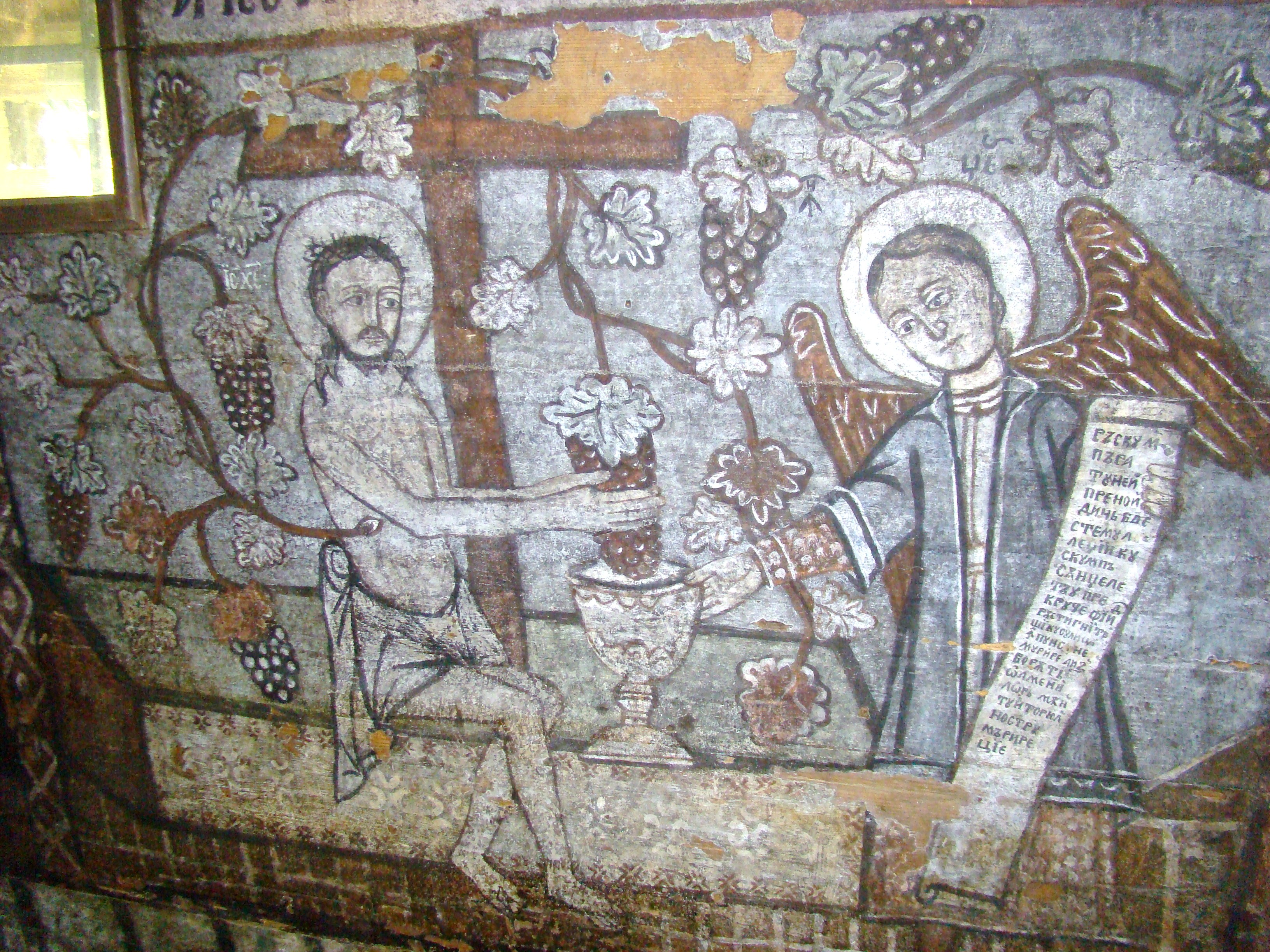
Iisus-Viță-de-Vie
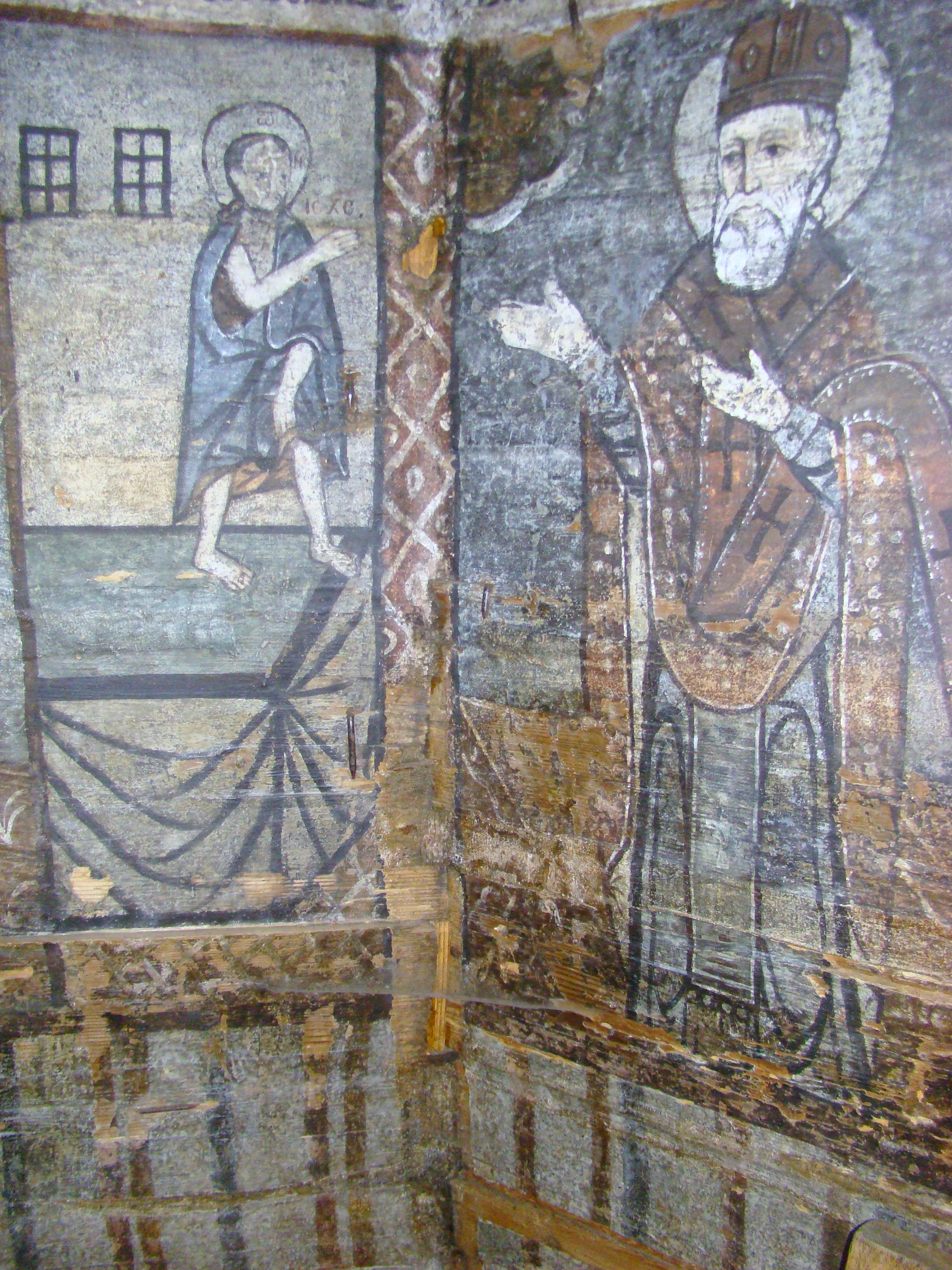
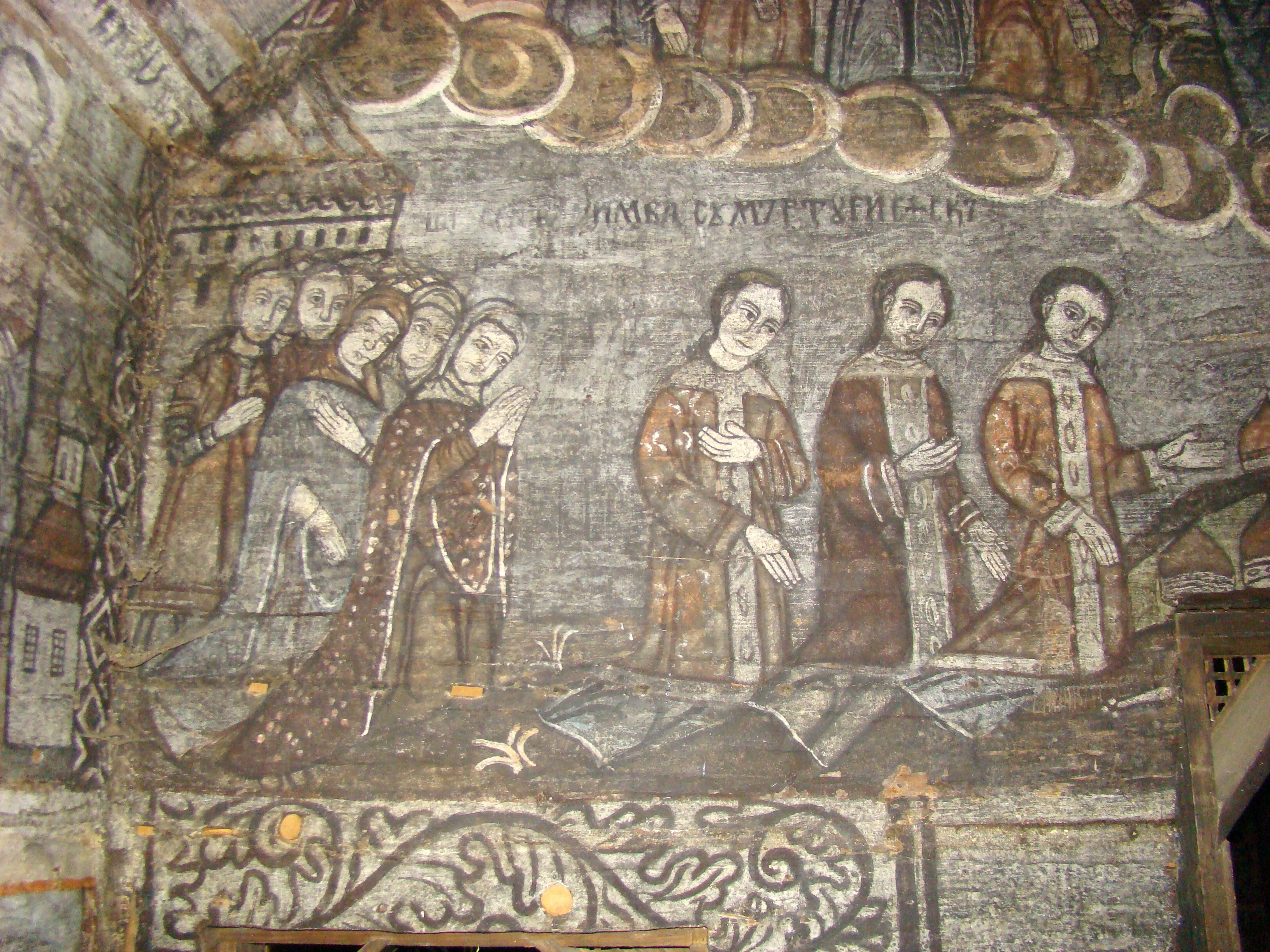
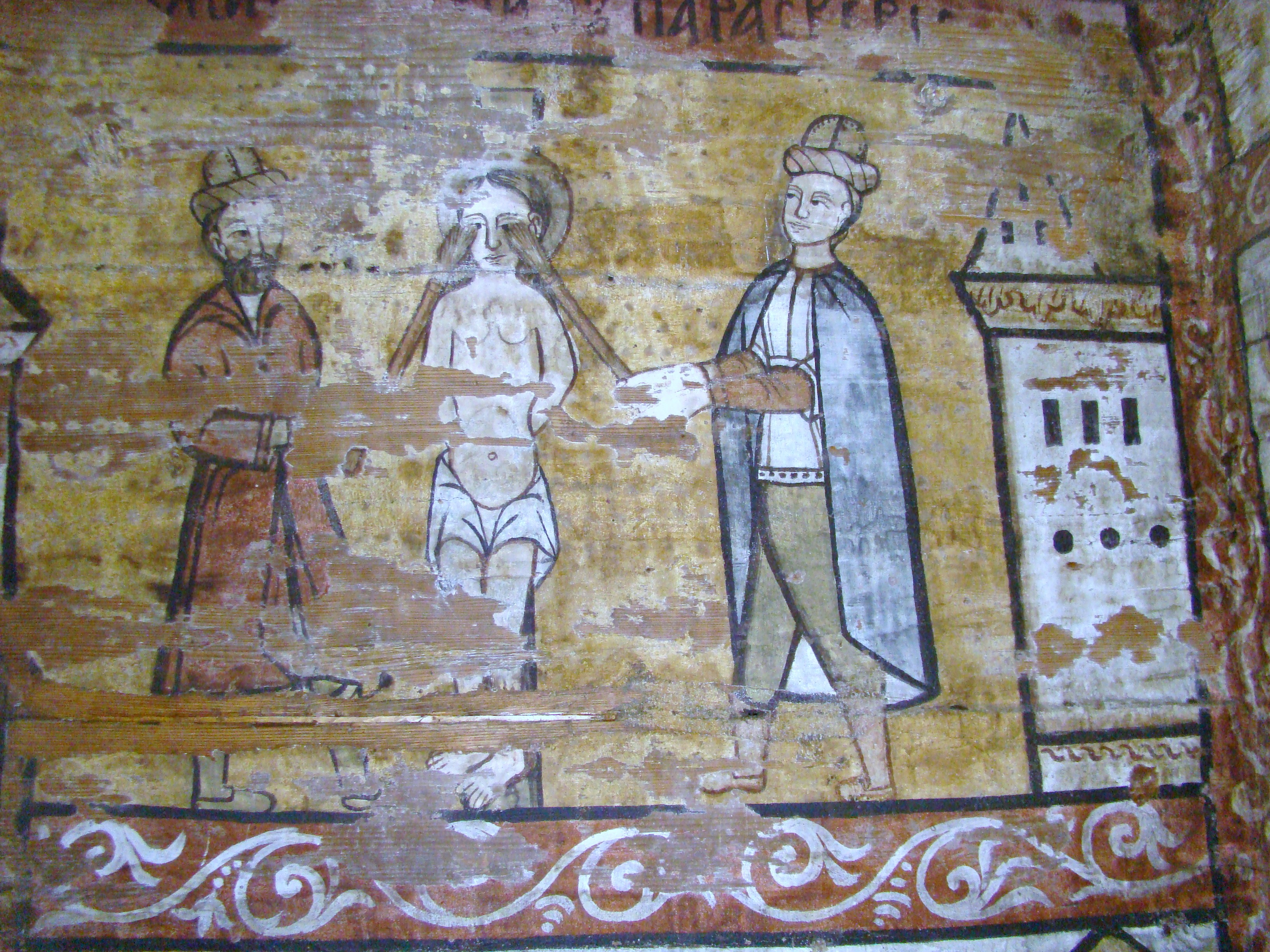
Batjocorirea lui Iisus
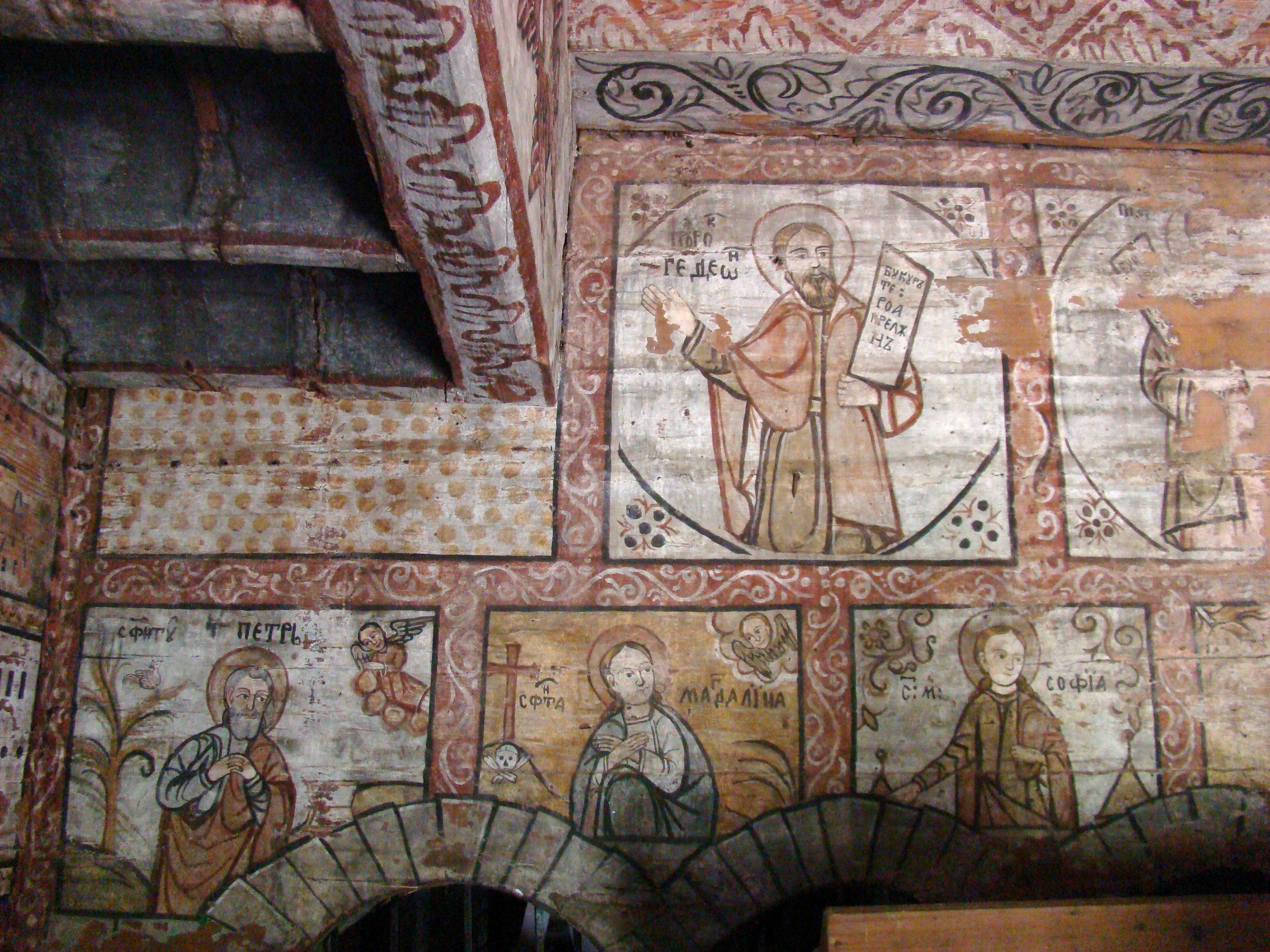
Proorocul Ghedeon; Sf.Petru eliberat de înger, Sf.Maria Magdalena, Sf.Sofia
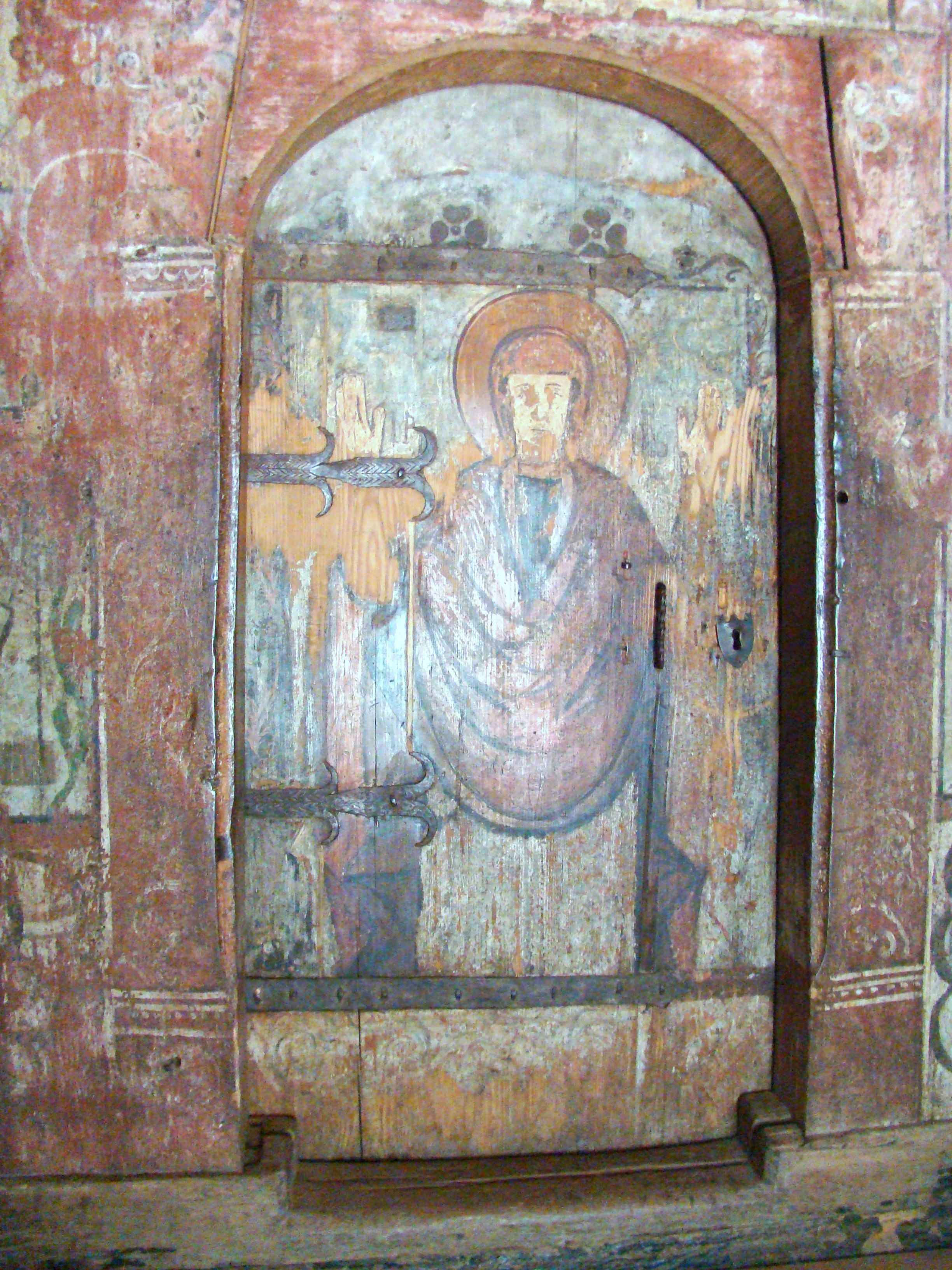
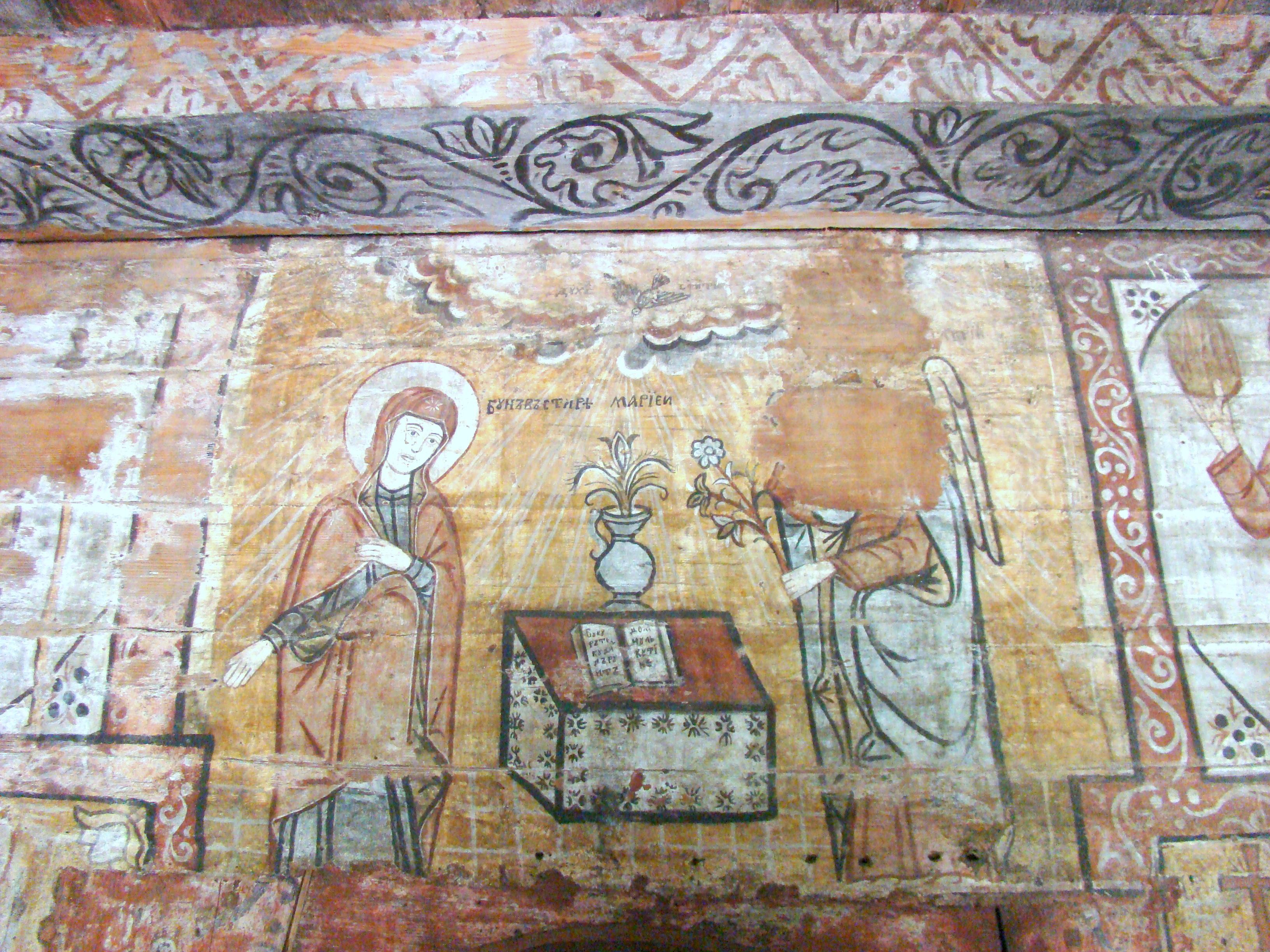
Buna Vestire
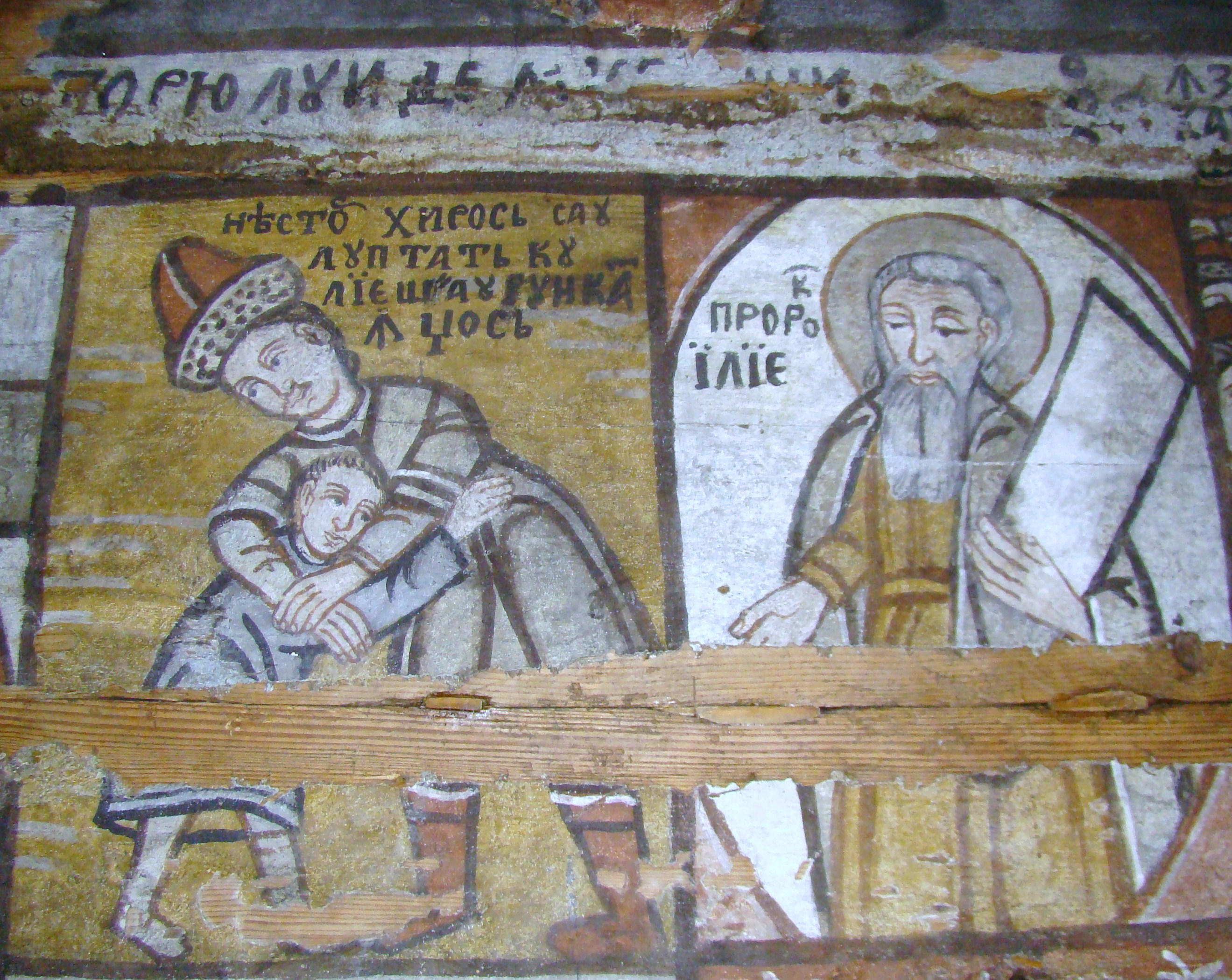
Lupta lui Nestor cu Lie păgânul; Sf.prooroc Ilie
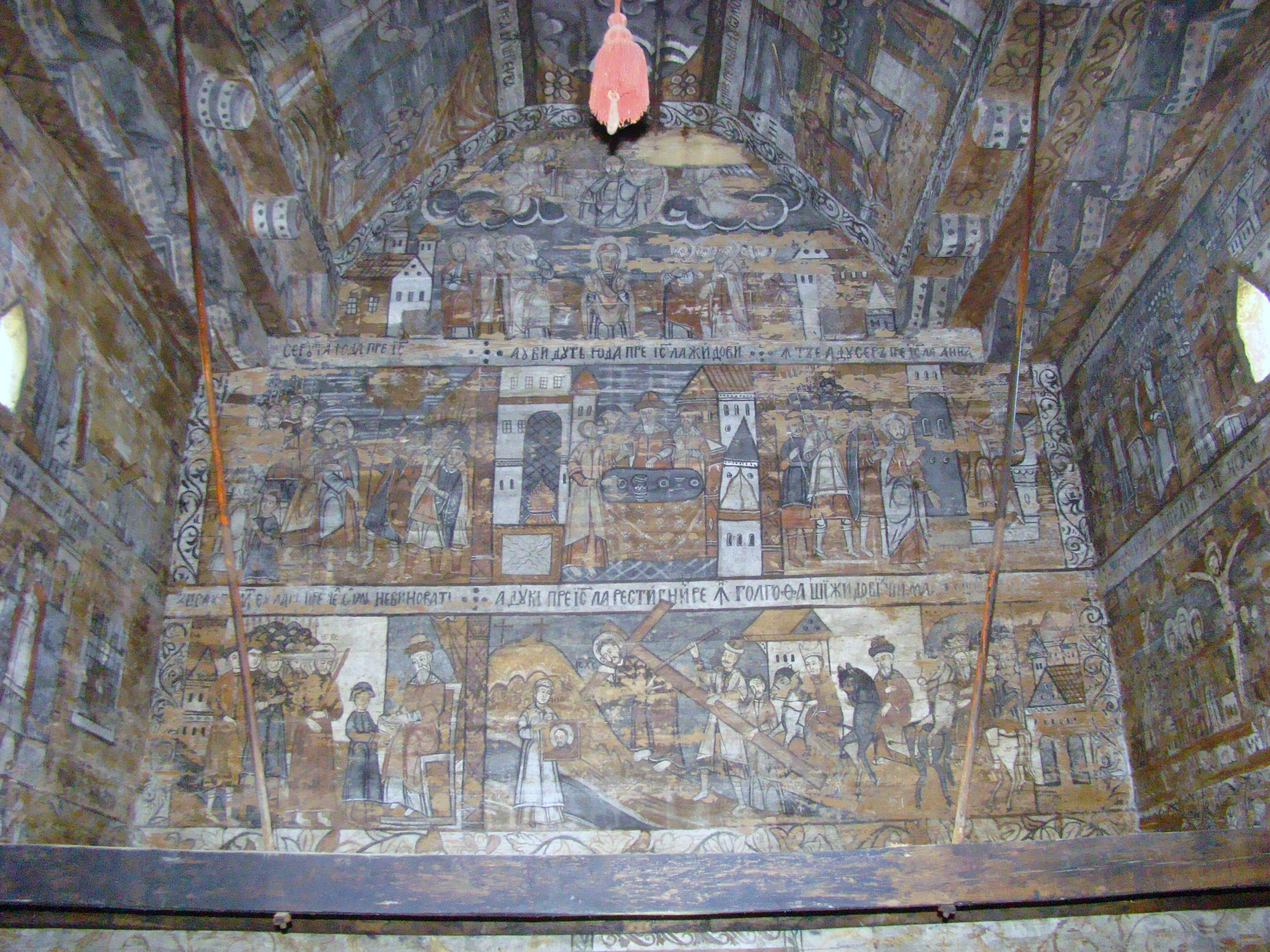
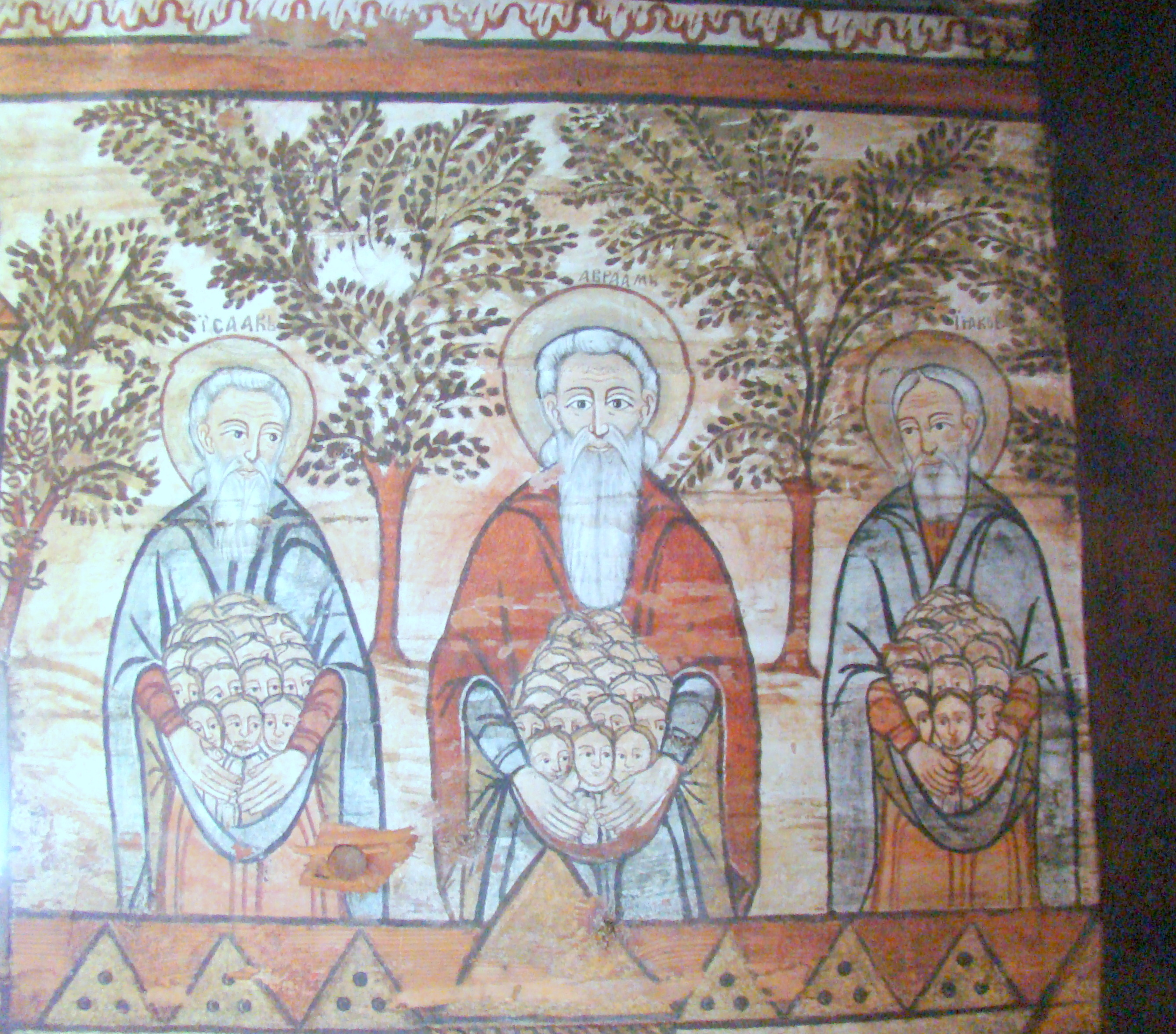
Cei trei patriarhi în rai
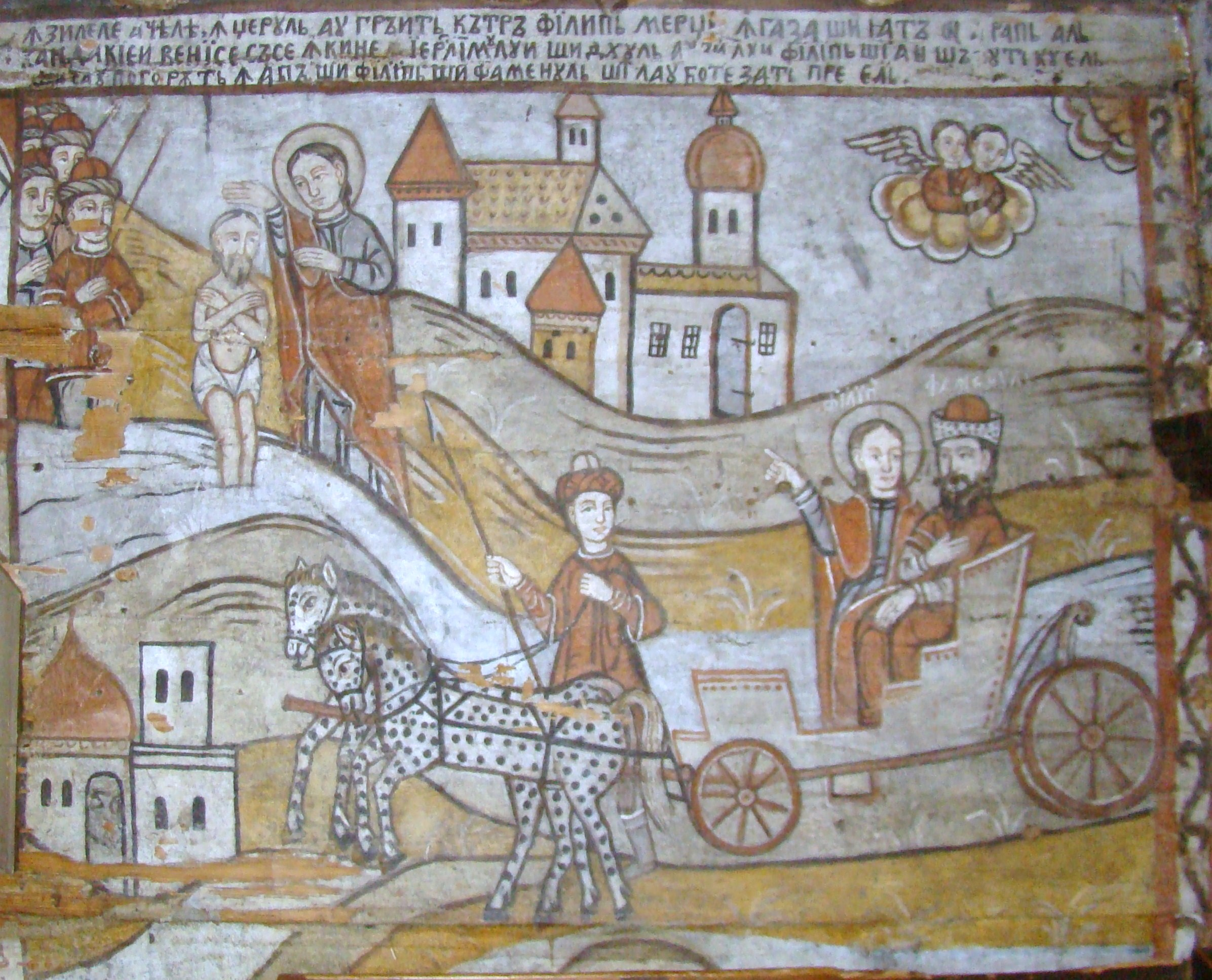
Botezul eunucului
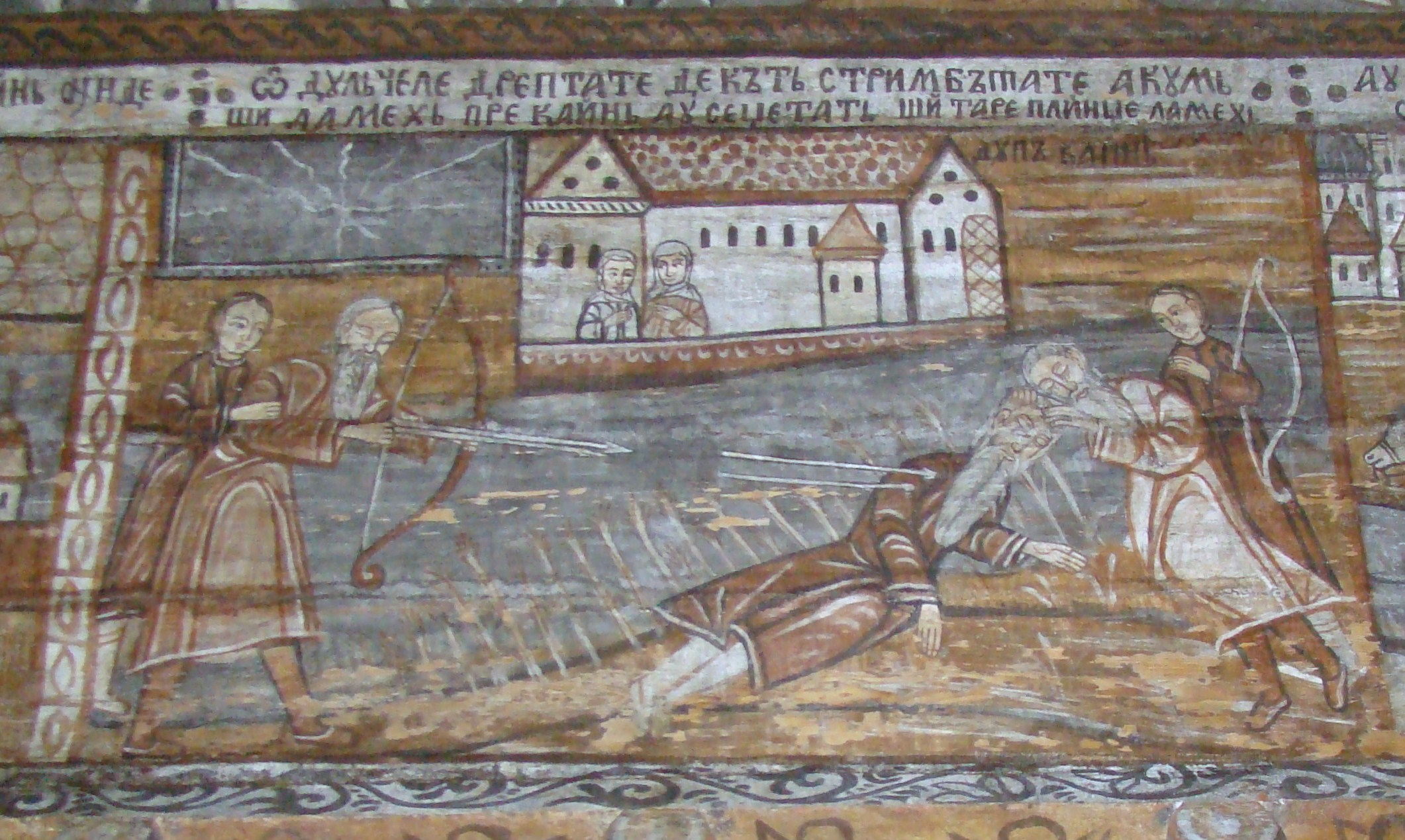
Lameh îl ucide pe Cain
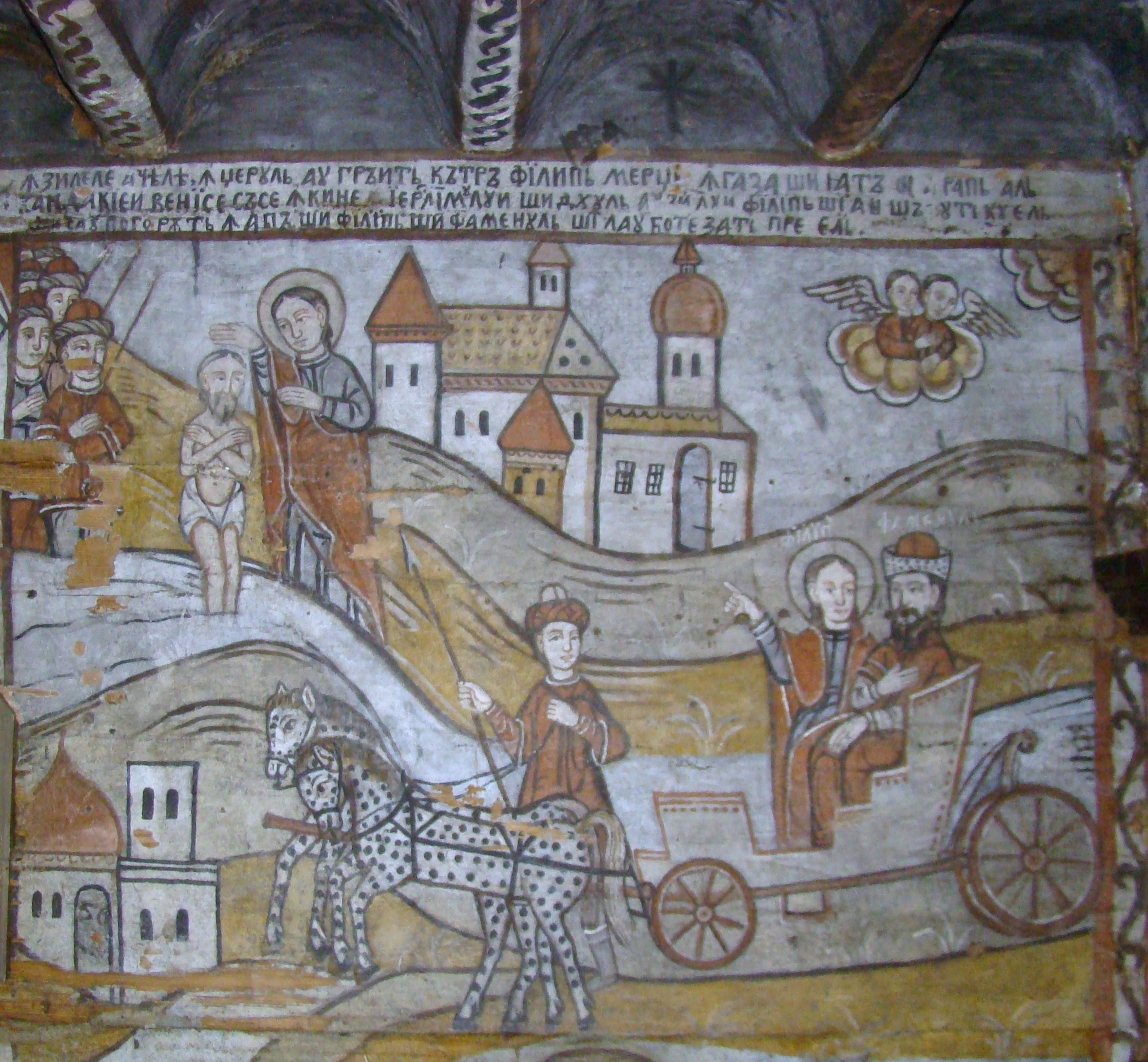
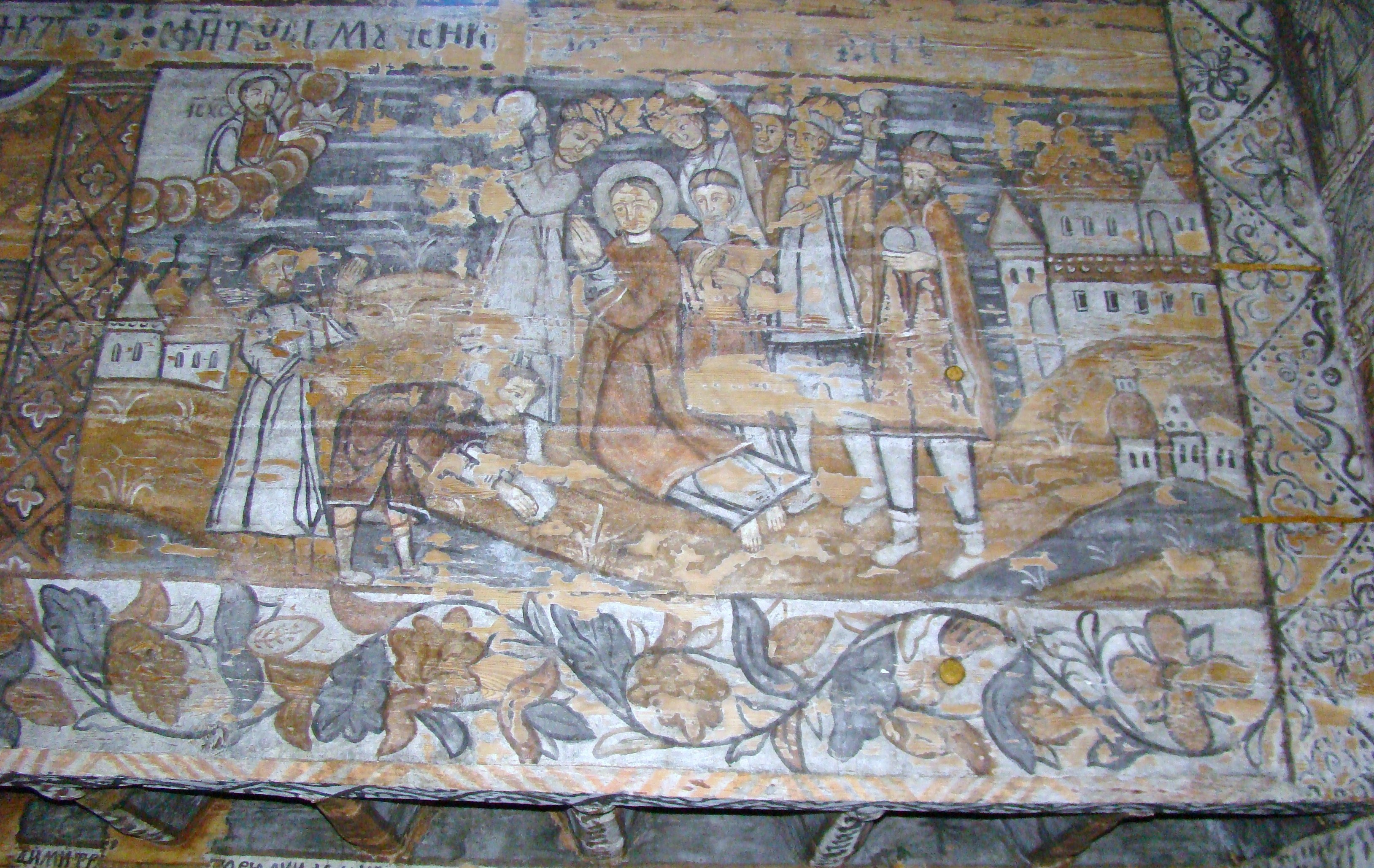
Lapidarea arhidiaconului Ștefan
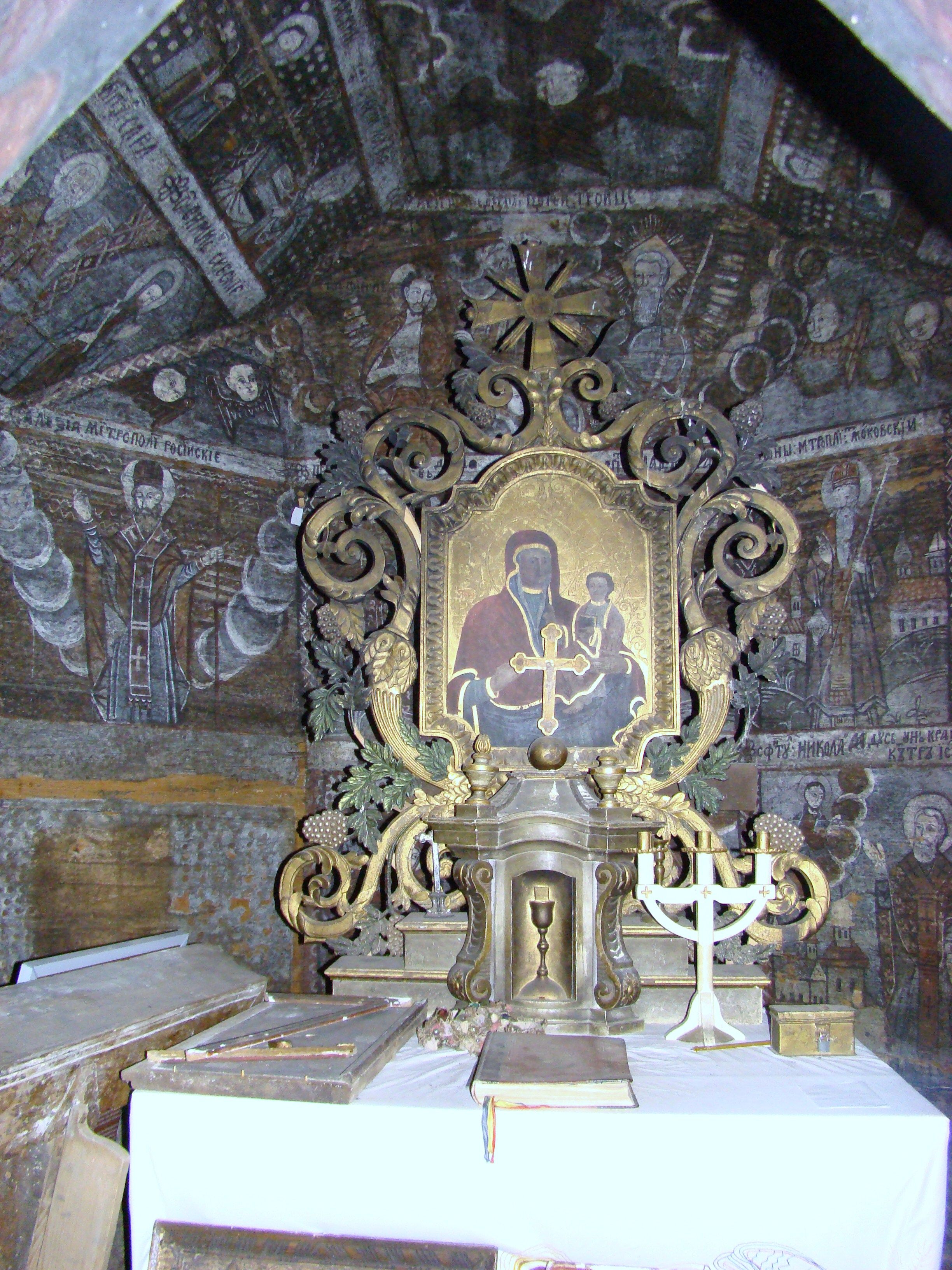
Icoana prestolului și pictura altarului
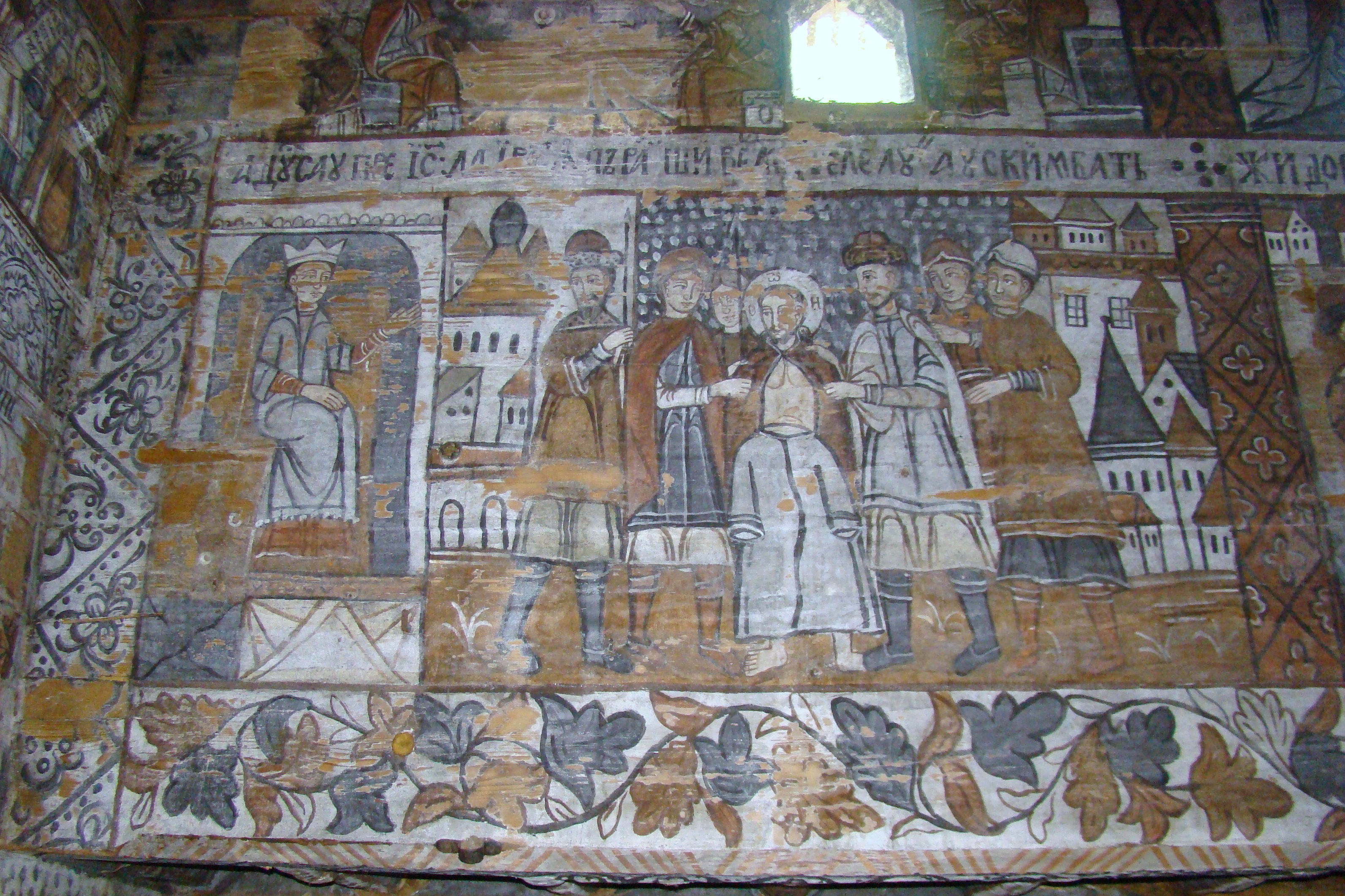
Schimbarea hainelor
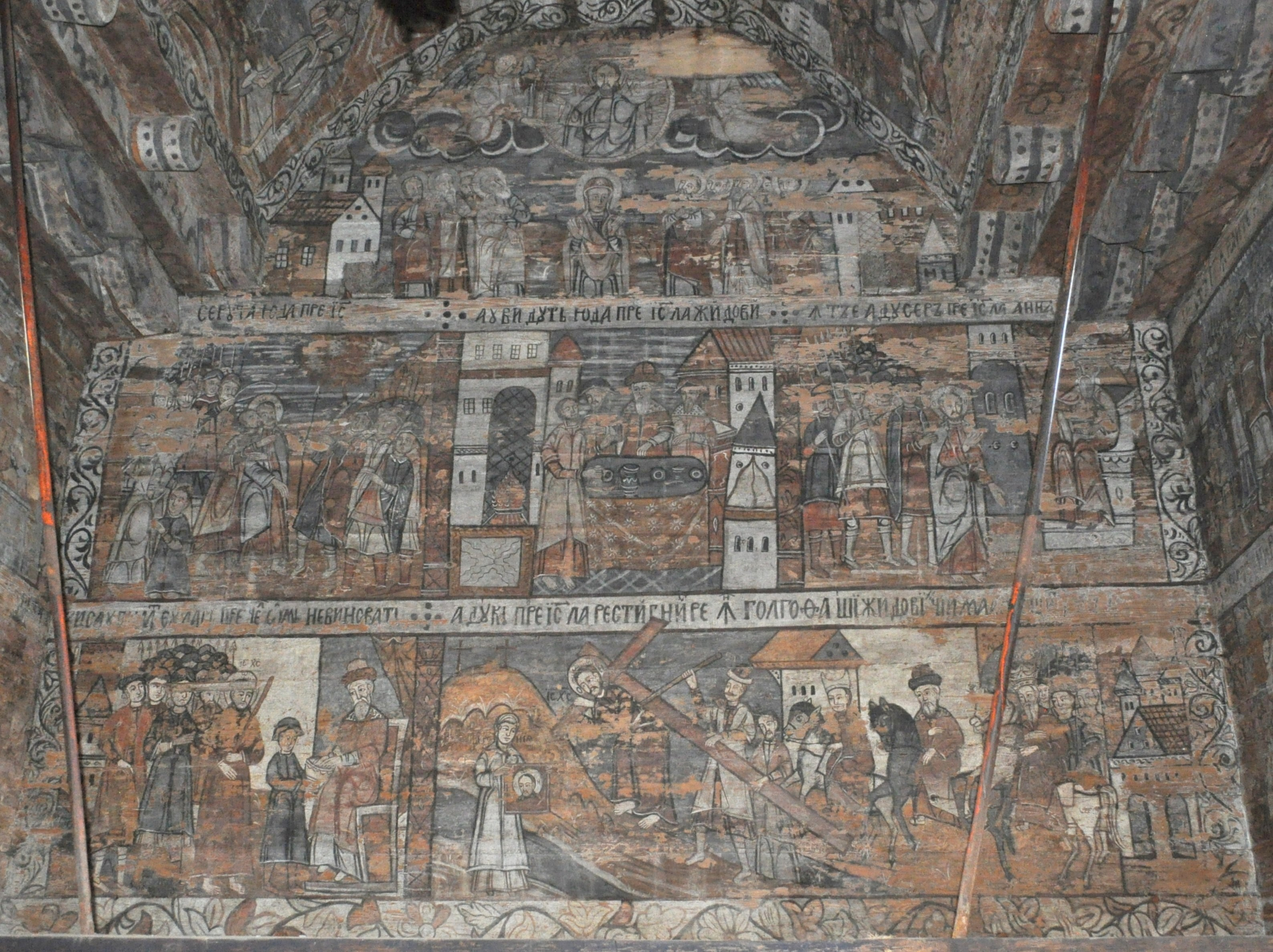
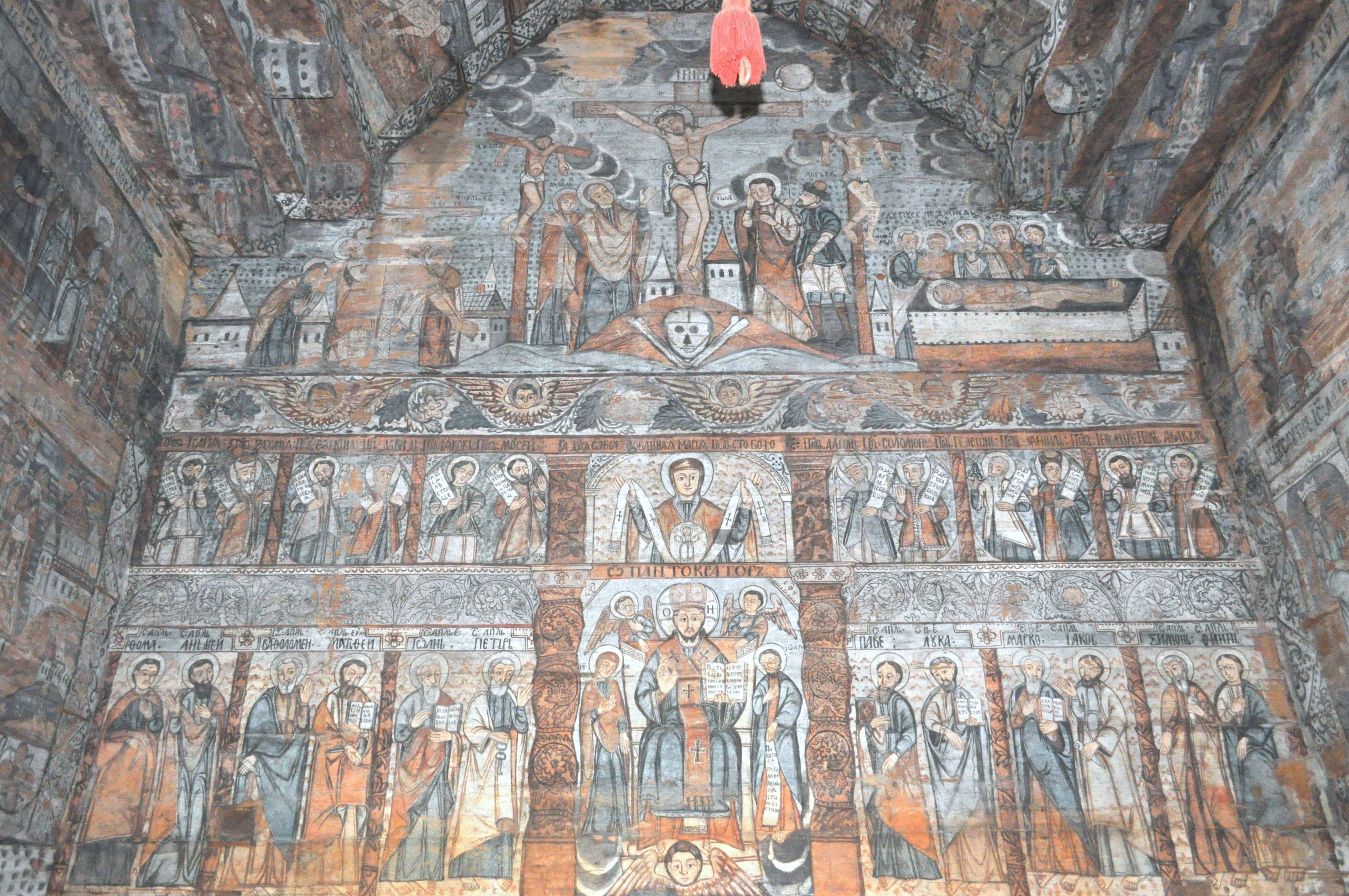
Tâmpla cu trei frize (registre) delimitate prin chenare
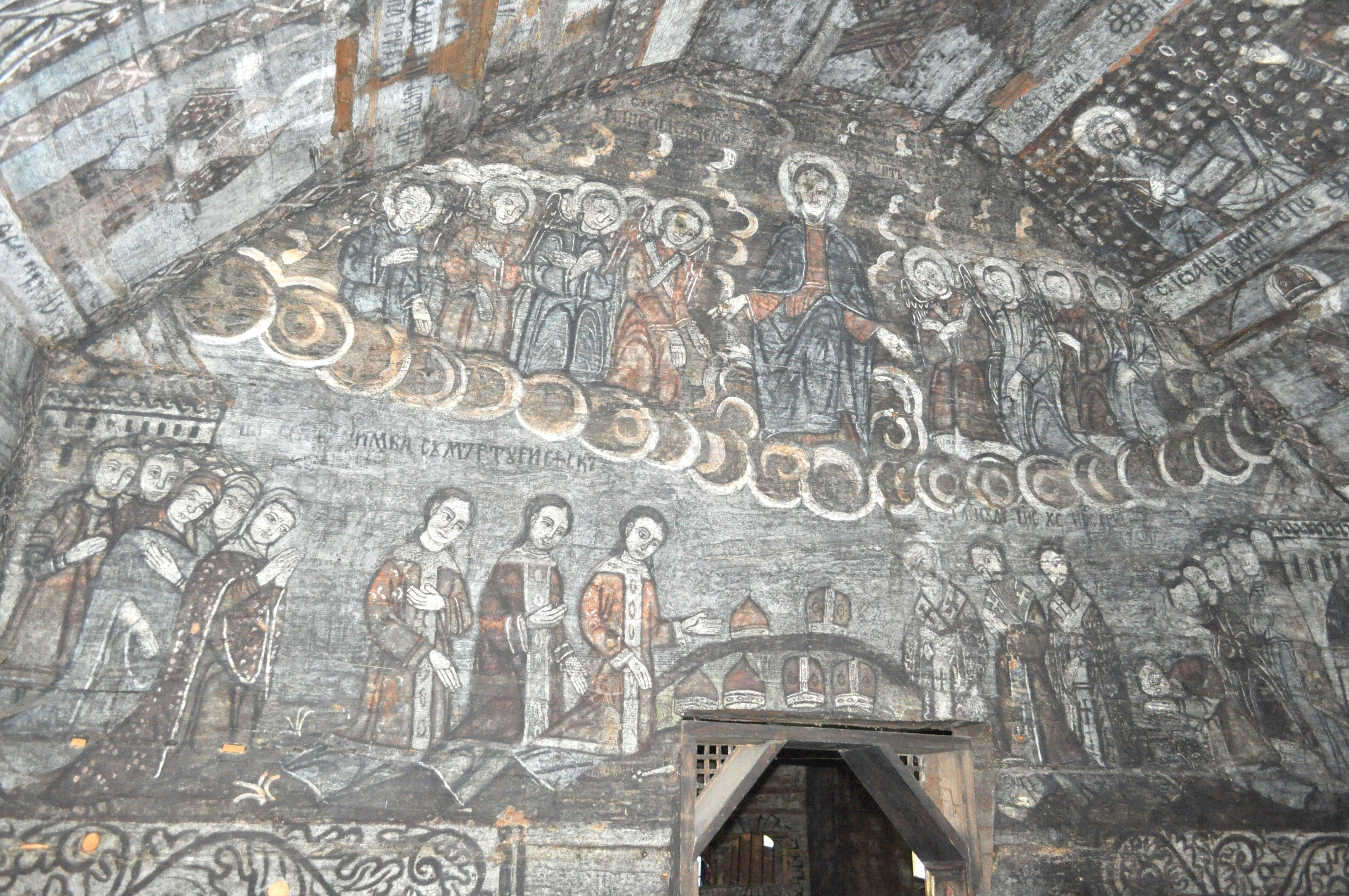
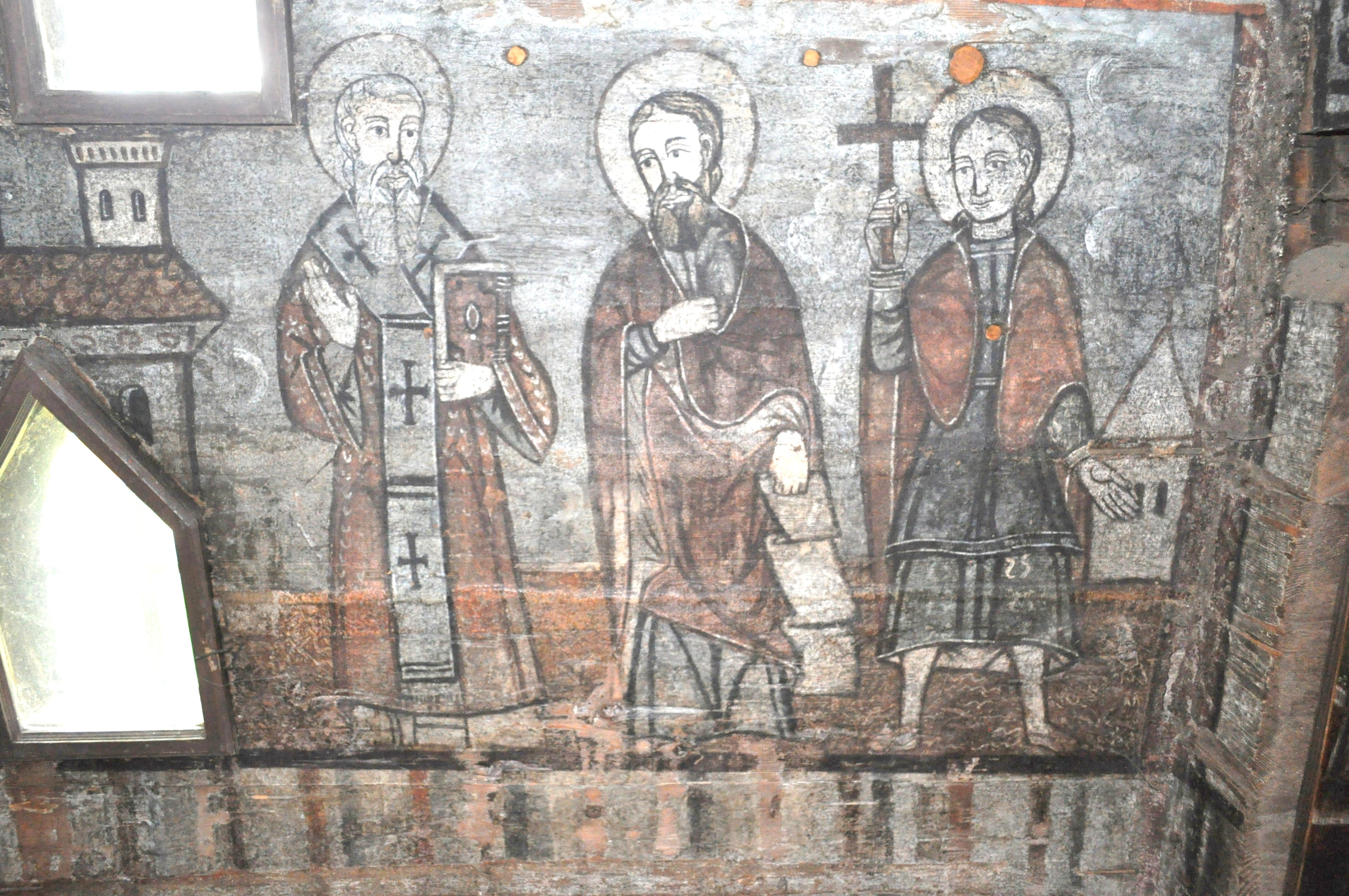
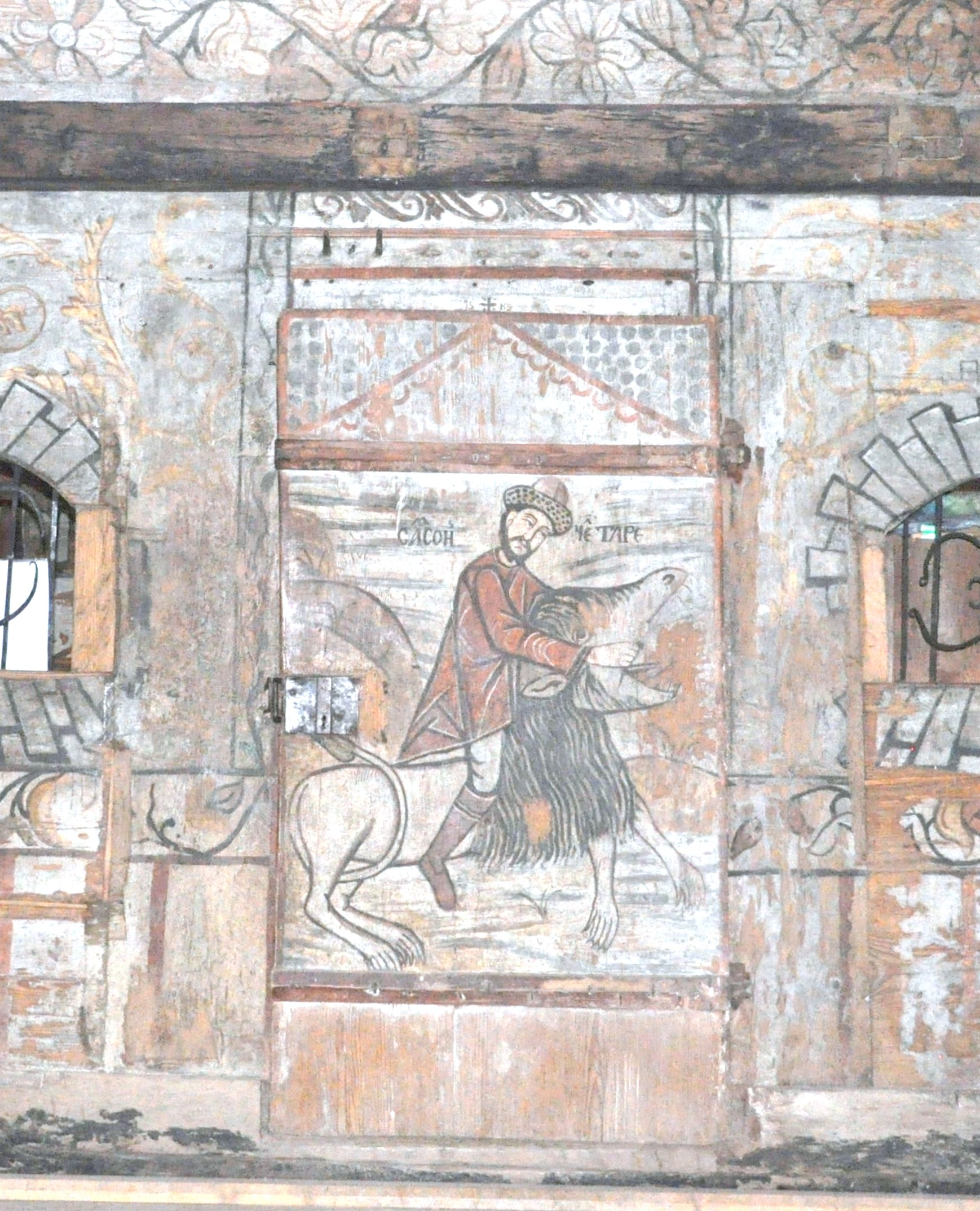
Samson omorând leul
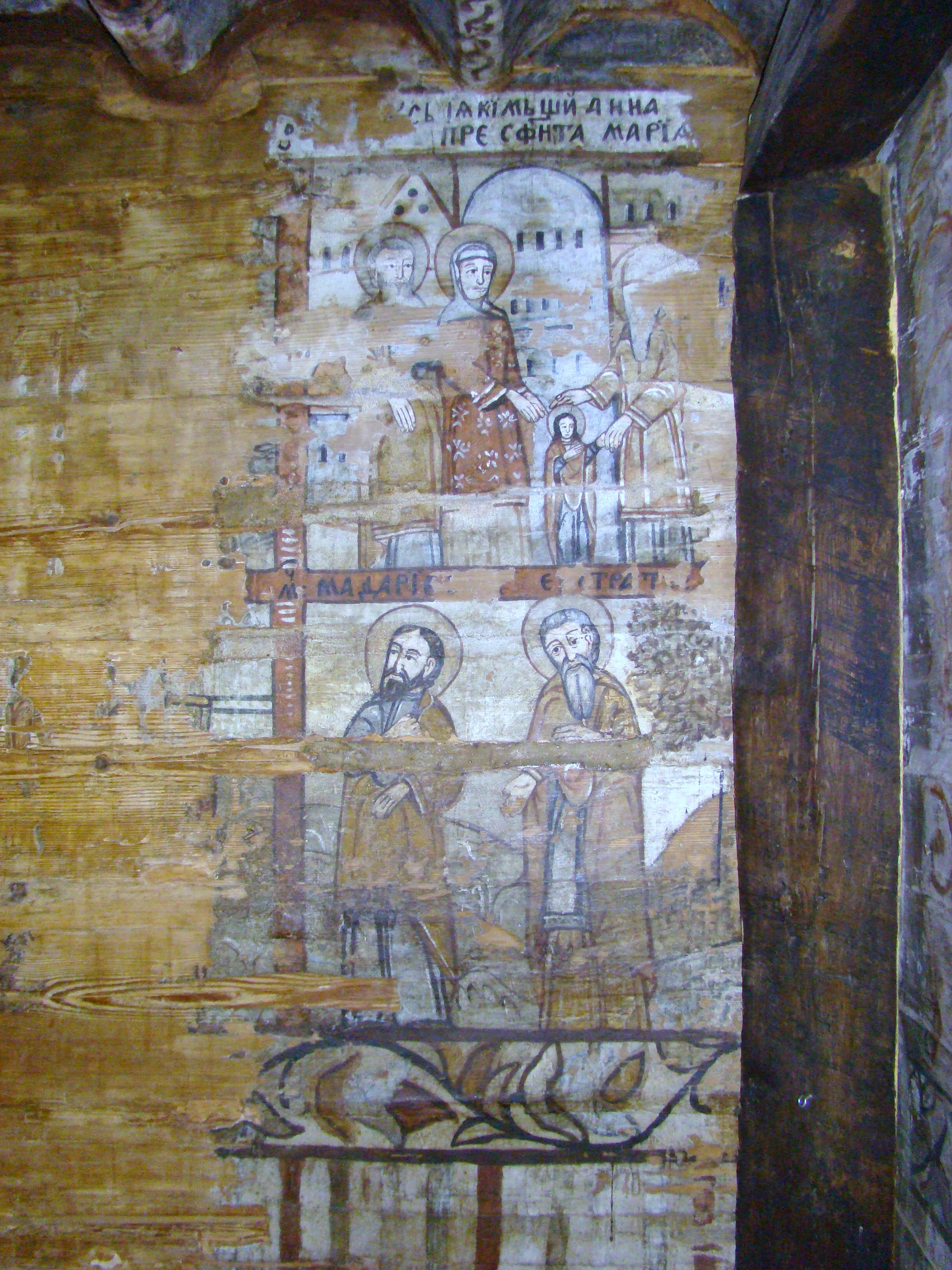
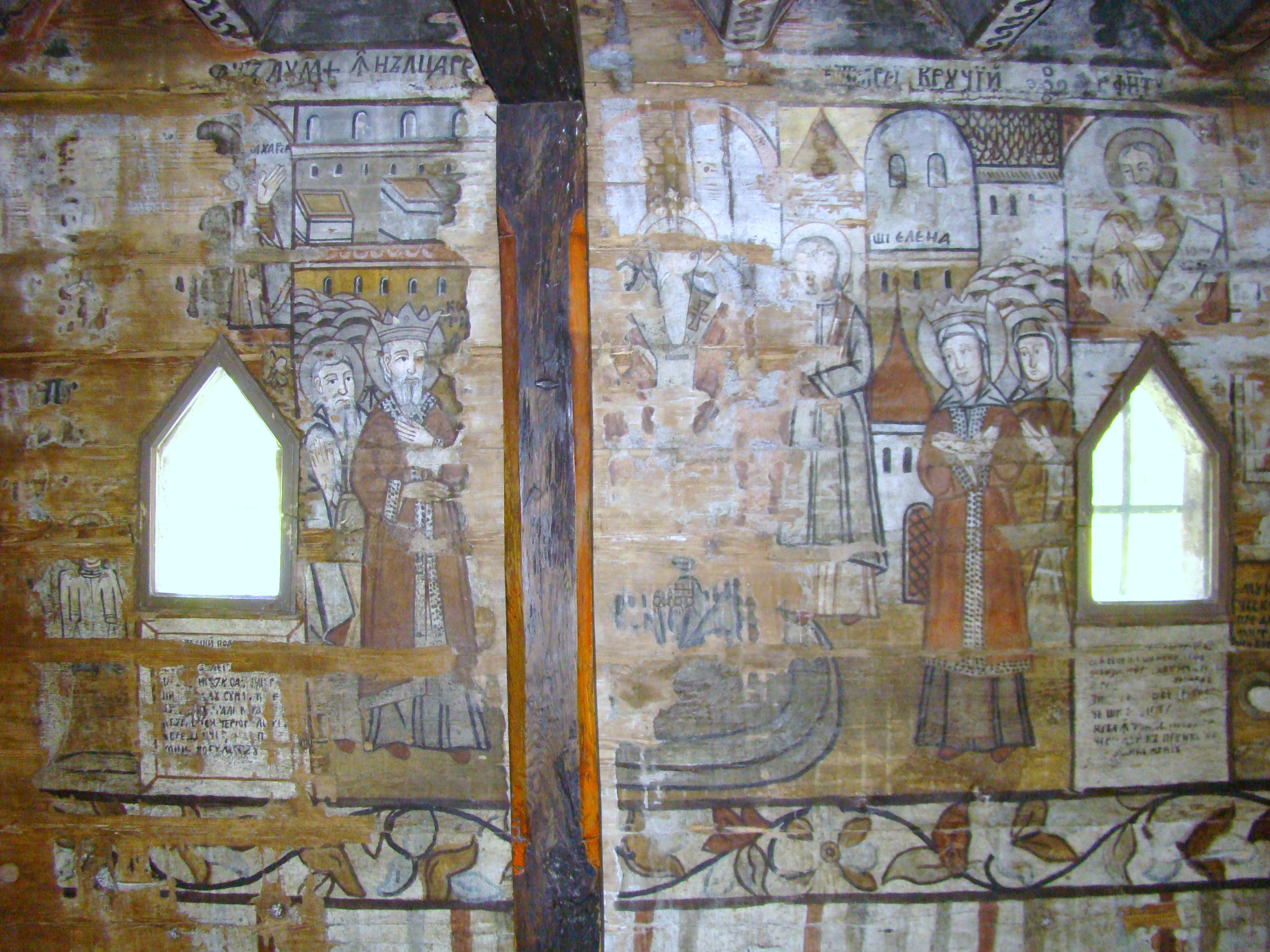
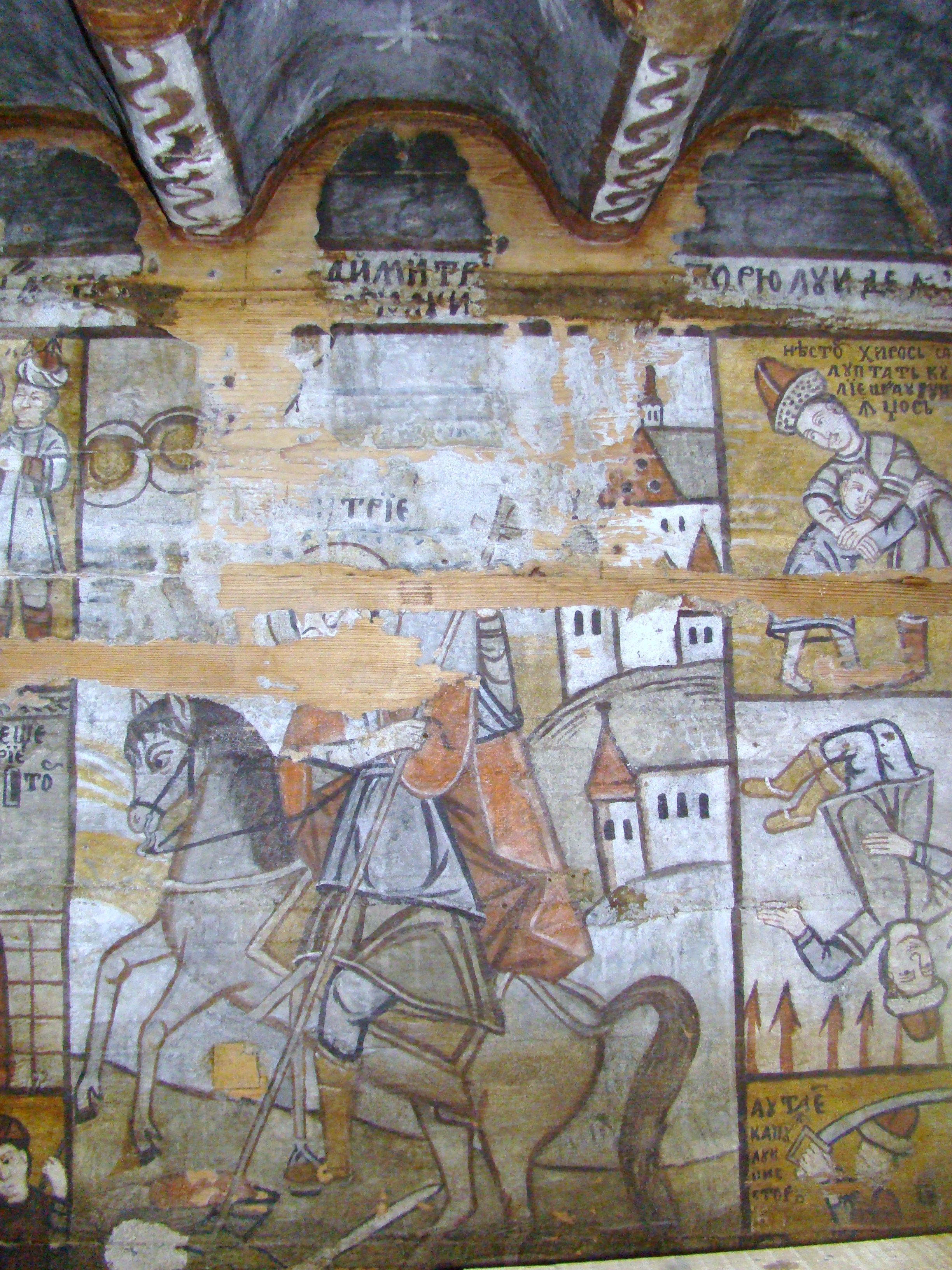
Sf.Dimitrie călare; Lupta lui Nestor cu Lie păgânul; Lie aruncat în țepi
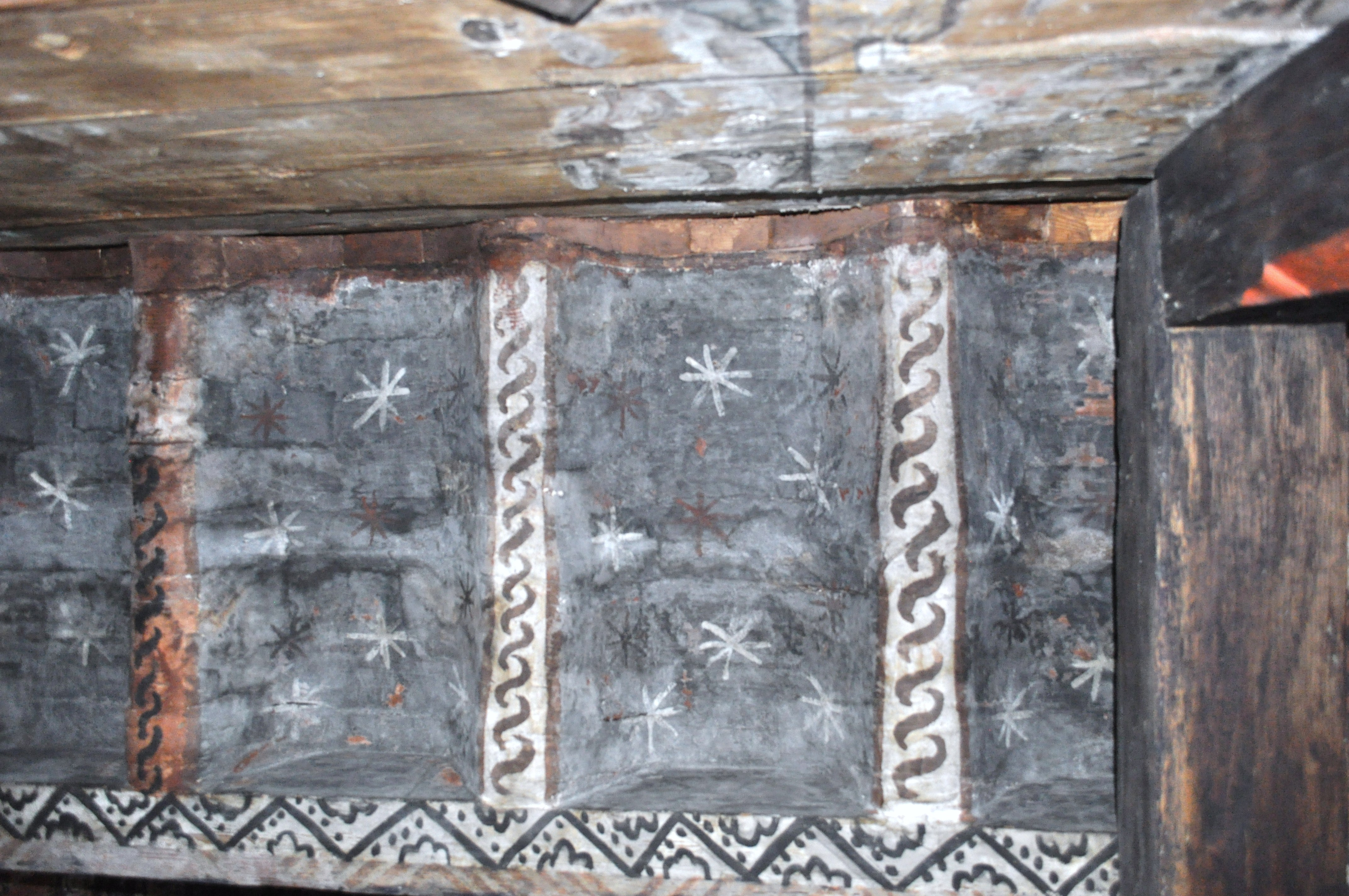
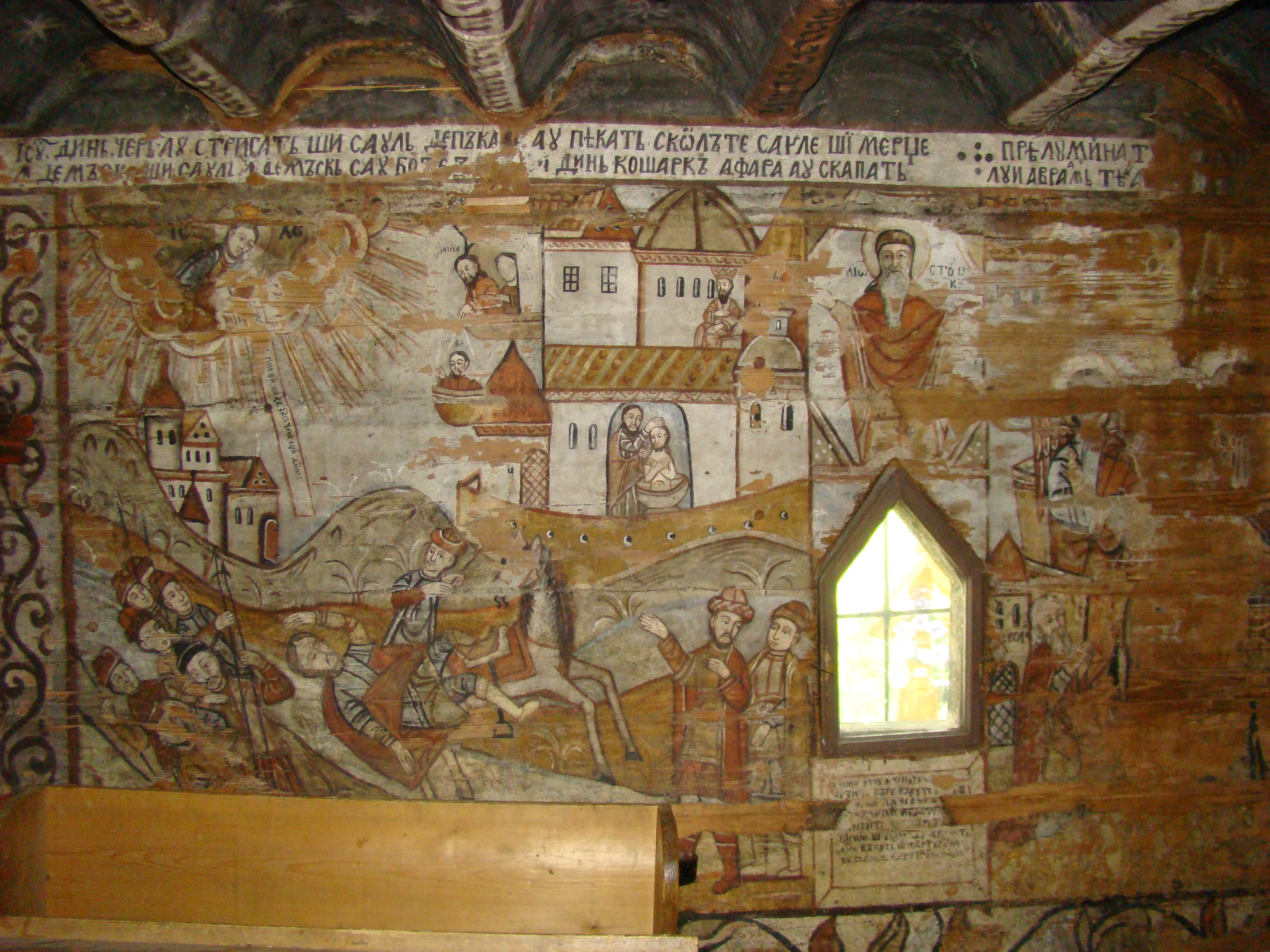